# Bois énergie
Pour les articles homonymes, voir Bois (homonymie).
 (octobre 2022).
Le bois énergie ou sylviculture énergétique est une bioénergie issue de la biomasse. Surtout utilisé comme combustible primaire, il est de plus en plus transformé industriellement en sous-produit combustible (liquide, gazeux, ou solide). C'est une énergie considérée comme renouvelable par le ministère de l'Environnement, de l'Énergie et de la Mer français, mais sa contribution à la pollution de l'air est « très élevée, comparée aux autres carburants »,,. En particulier, la combustion du bois engendre beaucoup plus de particules en suspension que d'autres combustibles tels que le gaz naturel, le fioul ou même le charbon.
Des préoccupations et des normes de rejets plus sévères voient le jour, notamment en matière d'émissions de particules et de monoxyde de carbone.
Le combustible bois, autrefois utilisé sous forme de « bois de feu » (bois de corde et fagots), est de plus en plus utilisé sous forme de plaquettes forestières, granulés de bois (ou pellets) et parfois de briques de bois reconstituées. Il a servi dans les gazogènes, peut être converti en charbon de bois et combustibles plus élaborés (ex. : alcool ou gaz naturel de synthèse (GNS)).
Le bois énergie est la première énergie renouvelable en France : 10 200 ktep produits en 2012, contre 4 900 ktep pour l'énergie hydraulique, 1 300 ktep éoliens et 450 ktep solaires (thermique et photovoltaïque). Dans le premier quart du XXIe siècle, les filières plaquettes et pellets sont en fort développement, chez les industriels (appels d'offres « BCIAT » et de la Commission de régulation de l'énergie) et les particuliers.

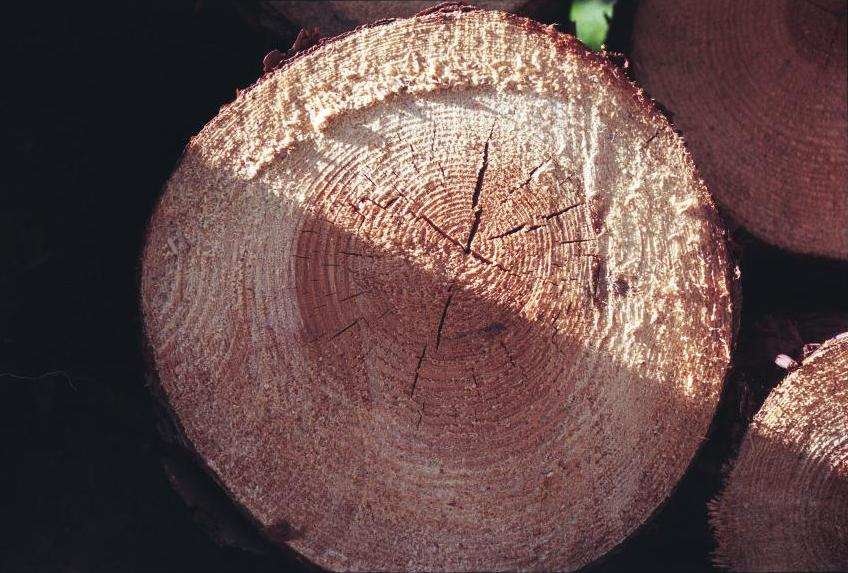
Section d'un tronc d'arbre.

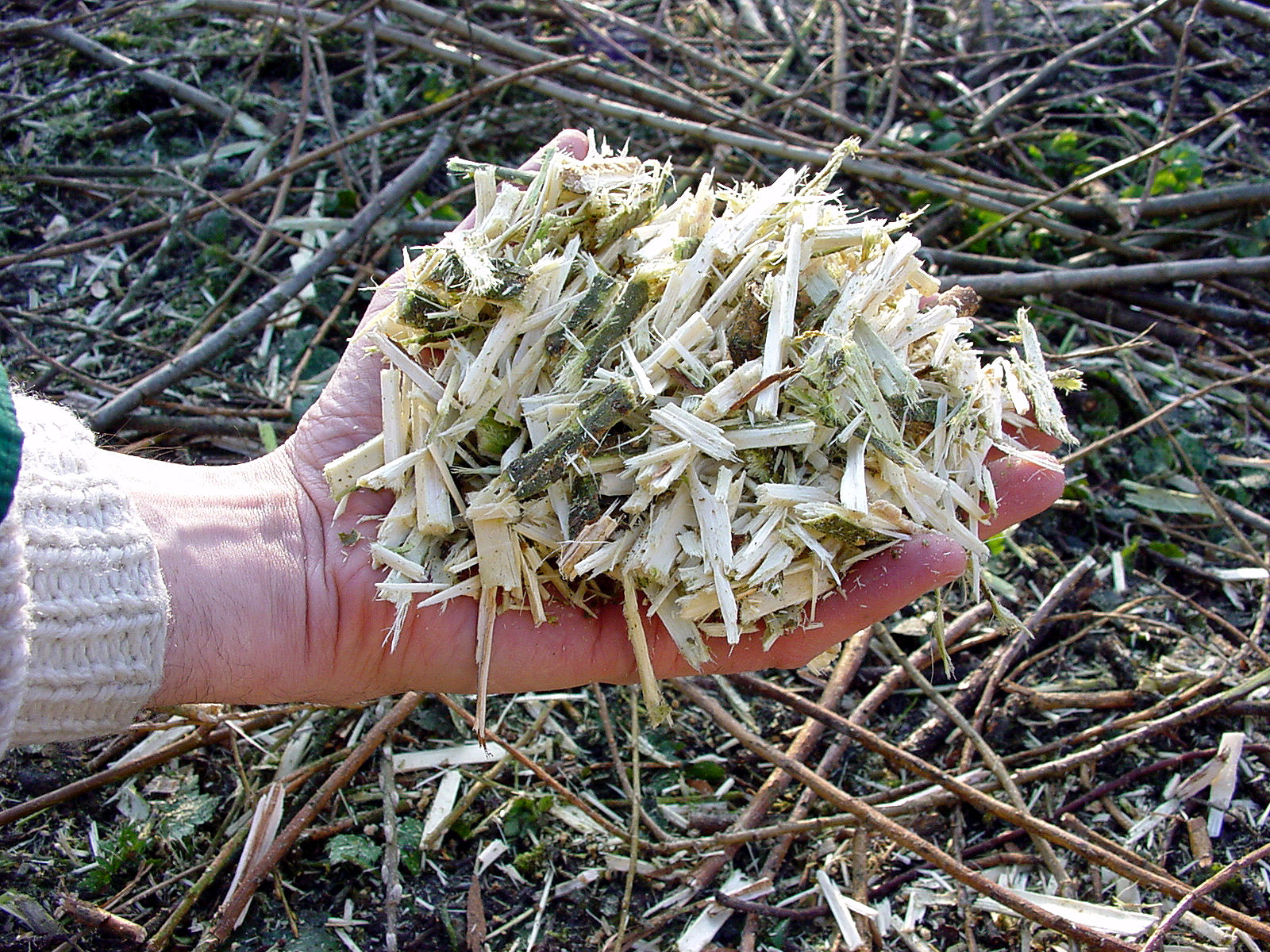
Copeaux frais issus d'une coupe de saules en TCR.

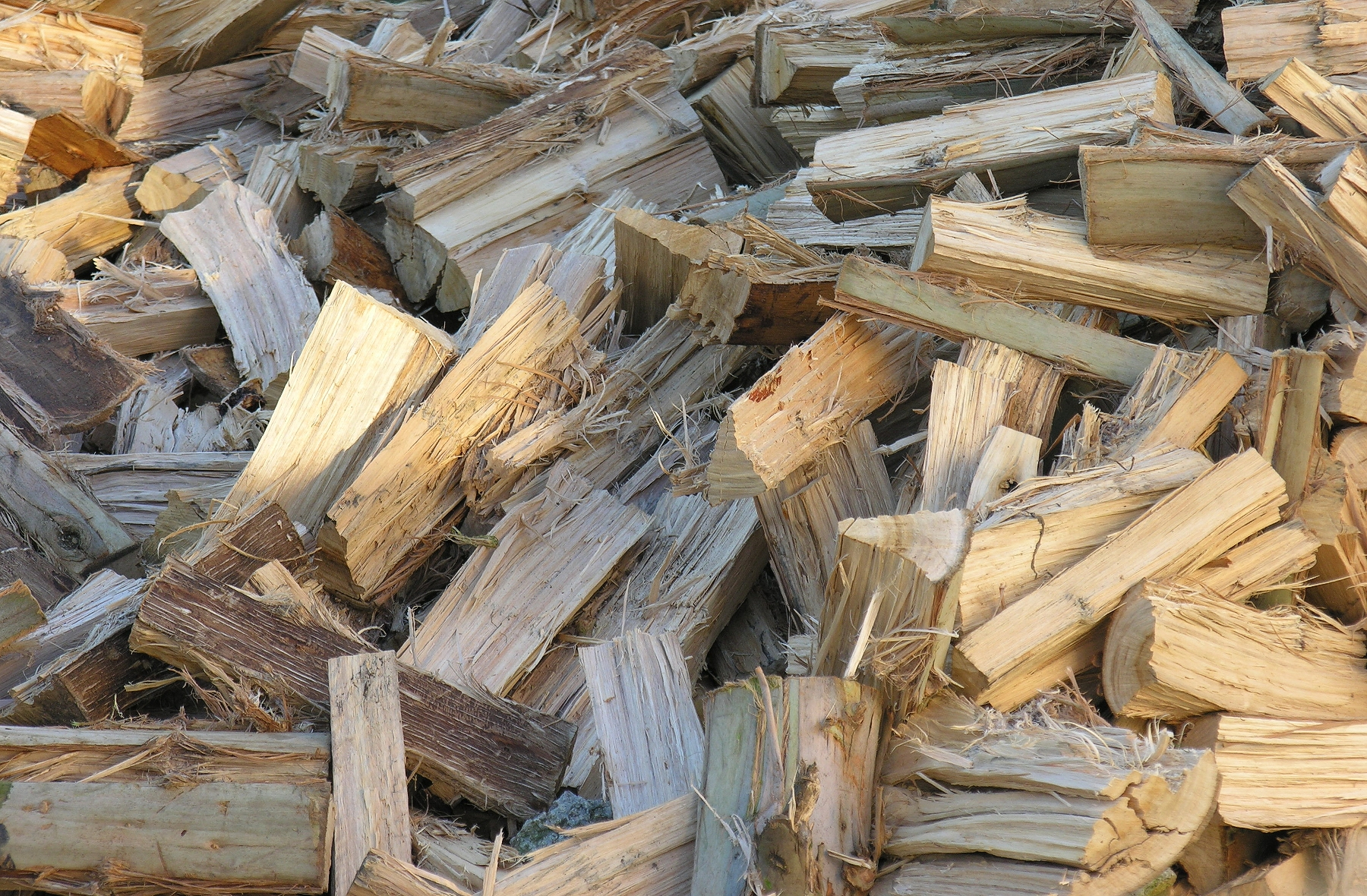
Bois sous forme de bûches pour chauffage. Le bois énergie est un type de bioénergie utilisant la biomasse.

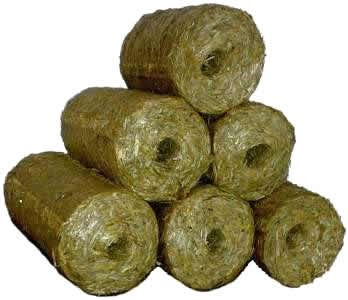
Briquettes de paille.

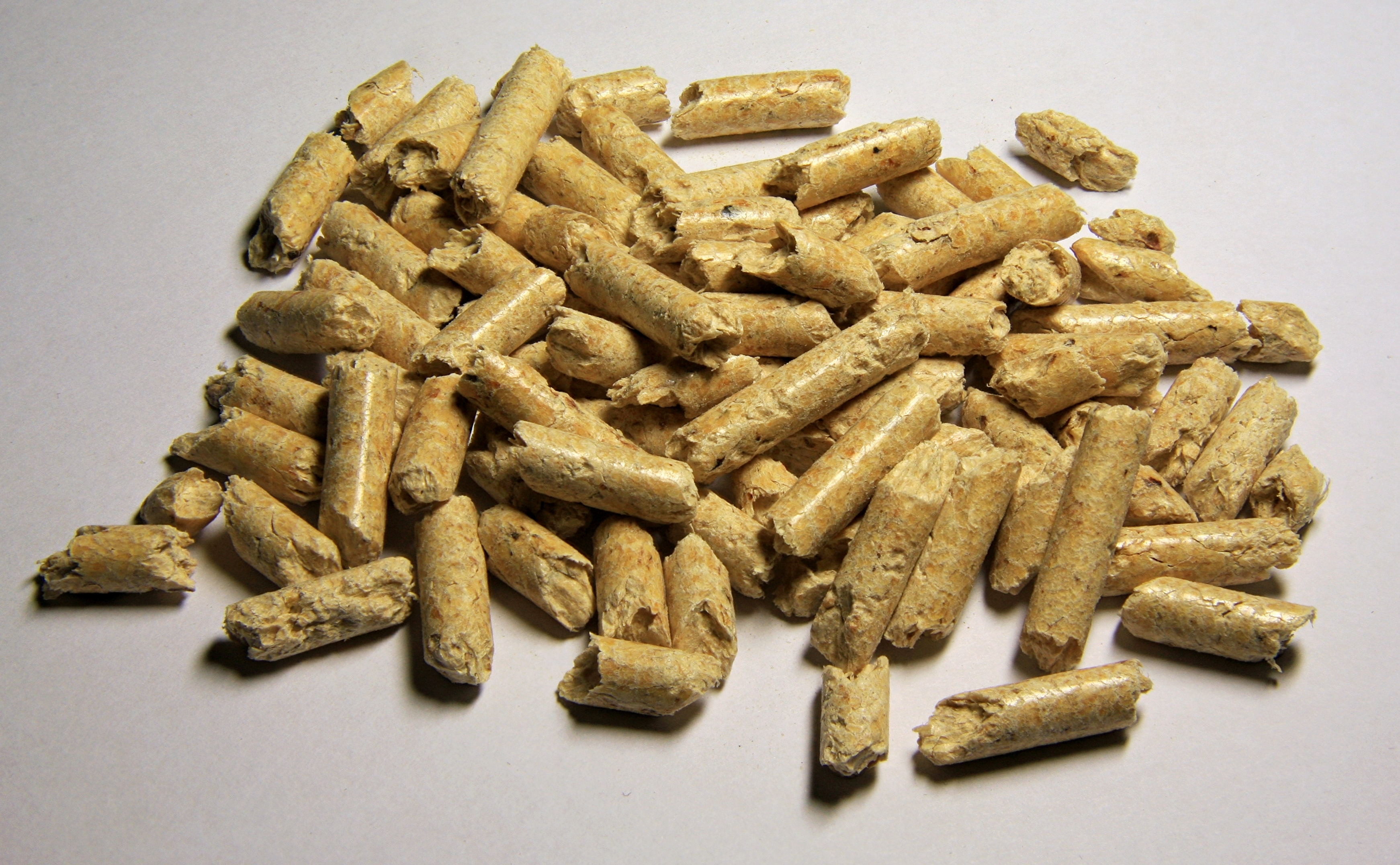
Granulés de bois.

## Historique

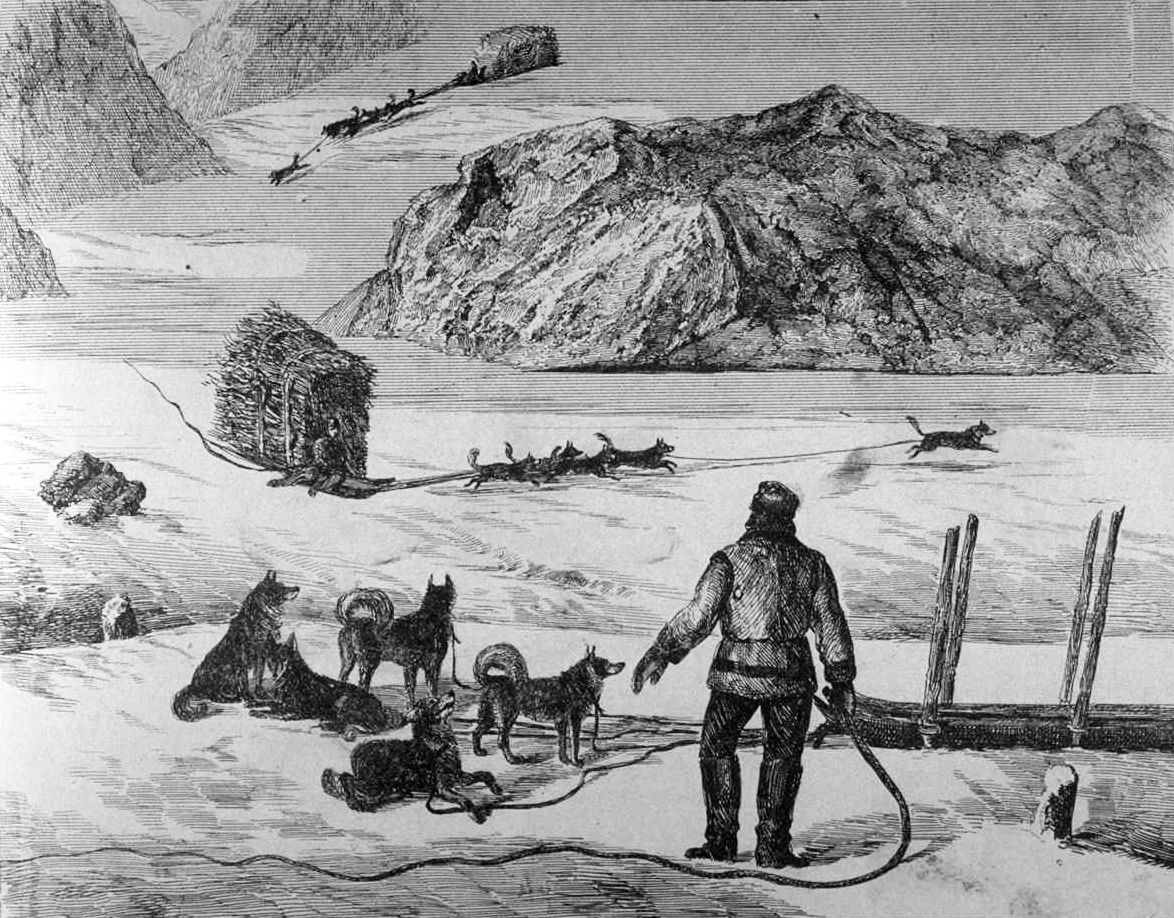
« Charroyage du bois de chauffage au Labrador » (1871). Gravure tirée de L'Opinion publique, périodique canadien-français.

### Origines
Depuis la Préhistoire jusqu'au début de l'exploitation du charbon, le bois est de loin la plus importante source d'énergie disponible pour le chauffage et pour la cuisson des aliments.

### Moyen Âge et époque moderne
Au Moyen Âge puis à l'époque moderne, l'usage du bois permet le développement de certaines industries gourmandes en énergie comme la sidérurgie et la verrerie qui nécessitaient des températures élevées. À cet effet, le bois est transformé par pyrolyse (par carbonisation, carbonation ou distillation selon les sources) en charbon de bois, par des artisans spécialisés, les charbonniers. Ce métier disparaît quasiment au XIXe siècle à la suite de la propagation de l'usage du coke, produit par la pyrolyse de la houille. L'usage de la houille démarre en Angleterre pour les besoins de la métallurgie, à la suite de la raréfaction inquiétante du charbon de bois.
Les anciennes cheminées du Moyen Âge, immenses de hauteur et de profondeur formaient pour ainsi dire au milieu des vastes salles un petit cabinet où en hiver on se mettait des deux côtés sous le manteau de la cheminée. On jetait alors des arbres entiers dans le foyer, la consommation du combustible était excessive, mais minime au regard des étendues de forêt qui couvraient la majeure partie du sol. Peu à peu on défriche les terrains, les grandes forêts disparaissent et à mesure que le combustible diminue en quantité alors que la population s'accroît en progression inverse, les formes et les dispositions des chambres et des cheminées anciennes, leurs dimensions, sont revues à la baisse. Les cheminées sont alors et restent un moyen de chauffage des plus médiocres. L'air réchauffé est aussitôt aspiré par la cheminée. La cheminée ne chauffe dès lors que par rayonnement. Un foyer ordinaire d'appartement peut alors déterminer par son tirage une évacuation de 800 à 1 000 mètres cubes d'air par heure et malheureusement c'est là le rôle principal des cheminées: la ventilation.
Un encyclopédiste s'indigne au XIXe siècle que si les cheminées du Moyen Âge permettent de retirer 3 à 4 % de l'énergie développée par la combustion du bois, les cheminées du XIXe siècle ne retirent que le huitième ou le dixième de la chaleur produite dans le foyer, ce qui n'est pas beaucoup plus. Paris reçoit alors annuellement 500 000 stères de bois par an pour les besoins du chauffage.

### Époque contemporaine

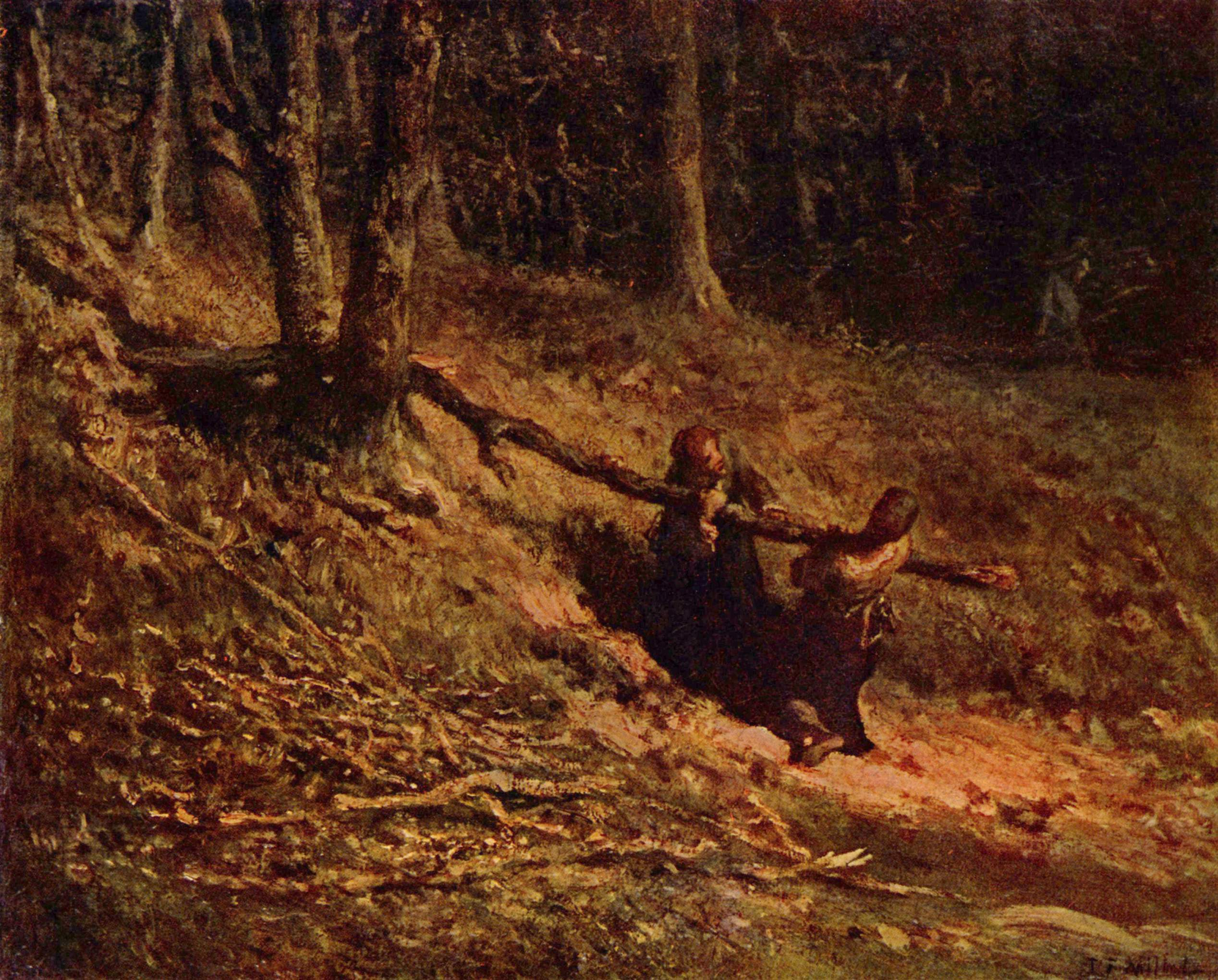
Femmes ramassant du bois de chauffage
Jean-François Millet, début des années 1850
Musée des Beaux-Arts Pouchkine, Moscou

D'autre part le poêle; qui est alors mobile, au XIXe siècle à l'usage des pauvres, acquiert une telle perfection que, dit-on à l'époque, toute la chaleur du combustible qu'on y brûle reste dans l'appartement, les produits gazeux non susceptibles de se condenser s'échappent seuls par les tuyaux dont ils sont munis.
Tout l'intérêt se porte toutefois vers les calorifères, l'ancêtre du chauffage central, beaucoup plus rentables, qui peuvent brûler indifféremment la houille, le charbon de tourbe, le bois, l'anthracite ou les lignites. La vue du feu crépitant dans l'âtre et le désir de ne pas en être privé est l'un des grands obstacles qu'il faut vaincre avant de répandre quelque peu l'usage des calorifères.
D'autres sources d'énergie, en particulier le gaz naturel ainsi que les différents produits du raffinage du pétrole, apparaissent par la suite qui vont achever de marginaliser l'usage du bois comme combustible.
En Europe, la pénurie de charbon due à la Seconde Guerre mondiale engendre une forte augmentation de la consommation de bois. Ainsi en Suisse pendant les dernières années du conflit, la consommation est de plus de deux fois supérieure à la production naturelle.
Gaz de bois
Entre 1785 et 1786, l'ingénieur français Philippe Lebon travaille à mettre en évidence les propriétés des gaz provenant de la pyrolyse du bois. En août 1800, il publie un mémoire sous le titre Thermolampes ou poêles qui chauffent, éclairent avec économie, et offrent, avec plusieurs produits précieux, une force applicable à toutes espèces de machine. Dans ses premiers appareils, Lebon distille du bois pour recueillir, les gaz, l'huile, le goudron, l'acide pyroligneux, mais son mémoire annonce la possibilité de distiller toutes substances grasse et la houille. Il ne se borne pas à annoncer ses résultats mais il les met en pratique : sa Thermolampe trouve sa première application avec l'éclairage de Paris. Il installe pour la première fois ce système dans l'hôtel de Seignelay à Paris le 11 octobre 1801. Le système se compose d'un vaste four à bois dont les gaz produits par pyrolyse sont acheminés dans les différentes pièces de l'hôtel par différents tuyaux pour les éclairer, tandis que l'hôtel est chauffé par la chaleur produite par le four. Son système et la mauvaise qualité de son gaz ne connaissent pas le succès escompté. On considère Philippe Lebon comme l'inventeur du gaz d'éclairage. Toutefois c'est le gaz de houille qui sera produit industriellement à des fins de gaz d'éclairage et de gaz de ville, jusque dans les années 1960 où il est remplacé par le gaz naturel. Le gaz de bois connaît une période d'intérêt particulier pendant la Seconde Guerre mondiale, où il est produit dans les gazogènes, dignes descendant du thermolampe de Lebon, pour alimenter en carburant les véhicules.
Aujourd'hui, le bois énergie suscite un regain d'intérêt en raison du prix élevé des énergies fossiles, de sa disponibilité et de son caractère renouvelable.

## Applications
L'énergie provient aujourd'hui du brûlage de bois dans des foyers ou cheminées ouverts ou fermés. Dans les pays riches notamment on utilise de plus en plus des poêles à bois (poêle à bûches, granulés, de masse, hydrauliques à bûches et hydrauliques à granulés), des foyers fermés et des inserts (à bûches ou à granulés), et des chaudières individuelles ou collectives (à bûches, à granulés, bi-énergie ou à plaquettes...). Les cuisinières (cuisinière simples à bûches, simples à granulés, cuisinières-chaudières à bûches et cuisinières-chaudières à granulés) contribuent à la fois à chauffer la maison et à faire la cuisine.
- Le chauffage au bois sous forme de bûches a un succès moindre qu'autrefois, mais persistant, y compris dans l'habitat individuel, malgré ses contraintes pratiques et la pollution que produisent les foyers ouverts ou des appareils trop anciens (peu performants) ou en cas d'utilisation incorrecte d'un appareil moderne ; interviennent notamment la qualité du combustible[16] et les façons de procéder, depuis la manière d'allumer le feu jusqu'au choix du mode de fonctionnement de l'appareil[17]. Un bois humide augmente de deux à quatre fois les émissions (par rapport au bois sec), et la manière de l'utiliser joue aussi : le Centre scientifique et technique du bâtiment (CSTB) a montré qu'un insert fonctionnant en allure réduite peut multiplier par six ou sept les émissions de polluants par rapport à l'allure nominale. Il faut idéalement faire tourner son poêle à la puissance nominale indiquée par le fabricant (puissance à laquelle est testé le poêle en laboratoire), et éviter les combustions incomplètes[18].

En outre, la combustion d'un bois humide augmente les risques de bistrage et de feu de cheminée.
Des informations complémentaires sont disponibles dans la section Appareils à alimentation manuelle.

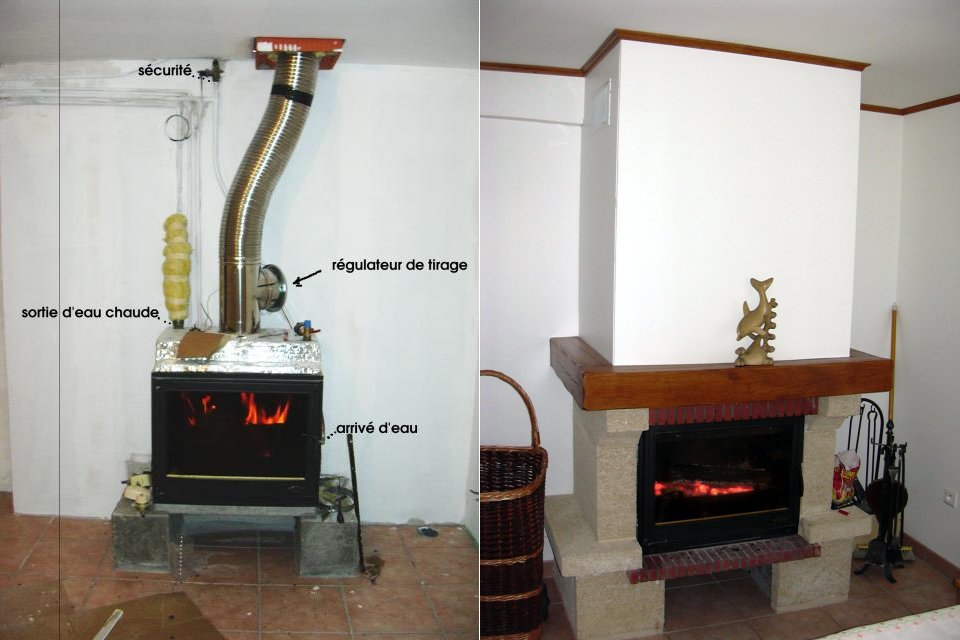
Chaudière de cheminée.

- Les chaufferies collectives au bois utilisant des déchets de scierie (sciure, chutes de bois) ou des plaquettes de bois issues de l'exploitation forestière se développent fortement. Les chaufferies collectives modernes (équipées de systèmes de dépollution performants), avec ou sans réseau de chaleur, sont à privilégier dans l'avenir, car elles offrent de nombreux avantages écologiques et économiques par rapport au chauffage individuel[17].
- En chaudière individuelle, du fait des difficultés d'approvisionnement et de stockage, le développement est plus lent mais la filière commence à se structurer.
L'utilisation de plaquettes forestières ou de granulés de bois (aussi nommés pellets en anglais) dans des chaudières automatisées en remplacement du fioul apparaît prometteur et est courant en Suède[19] et en Autriche[réf. souhaitée]. En Suisse, il est vivement recommandé, et même obligatoire suivant la puissance de l'installation et le canton, d'équiper ces chaudières d'un filtre à particules[20] (détails dans les sections « Chauffages au bois à chargement automatique » et « Filtres à particules/Nécessité »).
- Raffinage du bois - Par distillation sèche de bois on obtient du méthanol. Il existe plusieurs procédés de production de bioéthanol à partir de la cellulose du bois, l'un d'eux passe par l'intermédiaire du gaz de synthèse (mélange d'hydrogène et de monoxyde de carbone obtenu par craquage de molécules organiques).
- Une innovation prometteuse consiste en la production à partir du bois d'un gaz naturel de synthèse substituable et miscible avec le gaz naturel fossile.
- L'industrie papetière utilise les liqueurs noires (sous produit de la fabrication de la pâte à papier) qui ont un contenu énergétique comparable au bois pour produire de la vapeur et de l'électricité en cogénération.

### Combustion du bois

#### Air comburant
L'air comburant fournit l'oxygène nécessaire à la réaction de combustion. Dans les foyers modernes l'apport d'air se fait en deux endroits différents pour mélanger optimalement le combustible et l'air (comburant).
Air primaireLe premier apport d'air assure les phases de séchage et de gazéification du bois ainsi que la combustion du résidu charbonneux ;
Air secondaireapport d'air après la combustion primaire permet d'assurer un apport d'oxygène suffisant à la combustion complète des gaz généré lors de la combustion primaire.
Dans les chaudières automatiques, l'apport d'air primaire est réalisé en fonction des caractéristiques du combustible et l'apport d'air secondaire est régulé de façon automatique en fonction de la quantité d'oxygène contenue dans les fumées (oxymètre).

#### Combustion primaire
À haute température le bois brûle en produisant des fumées composées de vapeur d'eau, de gaz carbonique, de composés organiques volatils (en majorité du méthane), et de nombreux autres composants en quantité plus faible. Plus il était humide au départ, plus il produit de fumées par unité d'énergie produite, et plus les composés organiques produits sont lourds. Sans combustion secondaire une partie des fumées se condense dans la cheminée, y provoquant des dépôts de suie et de créosote pouvant l'obstruer et/ou causer des feux de cheminée ; le reste de la fumée part dans l'atmosphère pouvant conduire à une pollution importante avec des conséquences sanitaires.
La combustion primaire est observée en cheminées à foyer ouvert, foyers fermés (poêles, cuisinières, chaudières…) modernes, y compris les appareils certifiés (par exemple type Flamme verte en France ou EPA aux États-Unis), utilisés à un régime éloigné du régime nominal (exemple : « ralenti », encore appelé « allure réduite » ou « feu couvé »), les foyers fermés (poêles, cuisinières, chaudières…) anciens, le foyer des gazogènes, la phase d'allumage des foyers fermés à combustion secondaire. Son rendement est toujours faible (inférieur, voire très inférieur, à 50 %).

#### Combustion secondaire
Si la quantité d'oxygène est suffisante les gaz émis par le bois chauffé brûlent à très haute température avec un rendement très proche de 100 % en produisant essentiellement de la vapeur d'eau et du CO2 et une faible part de résidus minéraux. Dans un poêle moderne (« à double combustion » ou « à post-combustion »), après la phase d'allumage, la combustion secondaire devient prédominante. Dans les poêles à granulés de bois, il n'y a pas de combustion primaire, le chauffage initial du bois étant obtenu par une résistance électrique. Dans les équipements performants, la combustion secondaire est souvent effectuée dans un compartiment séparé.

#### Pouvoir calorifique
Le pouvoir calorifique d'un combustible représente la quantité d'énergie contenue dans une unité de masse du combustible. Cette énergie est dégagée sous forme de chaleur lors de la combustion. Dans les applications, il est en général utile de se référer à une unité de masse pour les combustibles solides et liquides et à une unité de volume pour les gaz.
Le pouvoir calorifique du bois de chauffage dépend avant tout de son taux d'humidité, l'essence de l'arbre dont il est issu étant moins importante sur ce plan,. « Ce sont les bois les plus denses, qui produisent le plus de chaleur à poids égal ». Le meilleur rendement énergétique d'une essence est obtenue à un taux d'humidité inférieur à 20 %. En effet, 1 kg de bois à 50 % d'humidité dégage 2 kWh, à 20 % 4 kWh.
| Essence | Valeur calorifique (kWh/kg) | Essence  | Valeur calorifique (kWh/kg) |
| ------- | --------------------------- | -------- | --------------------------- |
| Érable  | 4,1                         | Pin      | 4,4                         |
| Bouleau | 4,3                         | Mélèze   | 4,4                         |
| Hêtre   | 4,0                         | Peuplier | 4,1                         |
| Chêne   | 4,2                         | Robinier | 4,1                         |
| Aulne   | 4,1                         | Sapin    | 4,5                         |
| Frêne   | 4,2                         | Orme     | 4,1                         |
| Épicéa  | 4,5                         | Saule    | 4,1                         |

Source : Emmanuel Carcano, #Bibliographie, p. 97
|                         | PCI (kWh/kg) | PCI (GJ/tonne) |
| ----------------------- | ------------ | -------------- |
| Bûches séchées, fendues | 3,9          | 14,0           |
| Briquettes de bois      | 4,6          | 16,6           |
| Granulés de bois        | 4,7          | 16,9           |
| Plaquettes forestières  | 2,5 à 3,5    | 9,0 à 12,6     |

D'après Emmanuel Carcano, #Bibliographie, p. 44
|                        | PCI (kWh/kg) | PCI (GJ/tonne) |
| ---------------------- | ------------ | -------------- |
| Fioul domestique (FOD) | 11,7         | 42             |
| Fioul lourd            | 11,1         | 40             |
| Gaz naturel            | 13,7         | 49,6           |
| Charbon                | 7,2          | 26             |

Le pouvoir calorifique est défini par rapport à une unité de masse. La densité du bois étant très variable, la quantité d'énergie dégagée par unité de volume varie fortement, considération importante compte tenu du fait que le bois est en général vendu au volume.
Dans la pratique, on peut trouver des valeurs de quantité d'énergie produite se rapportant à une unité de volume (quantité d'énergie assimilée à un pouvoir calorifique volumique) d'un bois de chauffage de nature et d'humidité définies. Quelques exemples :
| Essences | Masse moyenne du stère (25 % d'humidité) | « PCI » (kWh/stère) (25 % d'humidité) |
| -------- | ---------------------------------------- | ------------------------------------- |
| Charme   | 400 à 500 kg                             | 1 520-1 900                           |
| Chêne    | 380 à 480 kg                             | 1 440-1 820                           |
| Hêtre    | 350 à 450 kg                             | 1 310-1 680                           |
| Pin      | 300 à 400 kg                             | 1 230-1 640                           |
| Sapin    | 250 à 350 kg                             | 1 035-1 450                           |

#### Teneur en eau
Pour brûler correctement, le bois doit être sec, mais la quantité d'eau résiduelle restante n'est jamais nulle. L'humidité restante est soit sensible (dite absorbée, c'est la fraction d'eau libre) ayant des liaisons peu élevées avec la matière bois (par la composition de la sève, la capillarité, l'effet éponge, la tension superficielle), ou l'eau liée, par des liaisons moléculaires moyennes dite humidité non sensible, adsorbée. Cette quantité d'humidité grève toujours une part du pouvoir calorifique et la norme de séchage commercial définit précisément les taux d'humidité résiduelle de vente qui sont même très souvent loin d'être bien respectés car la phase de stockage du fournisseur représente une très lourde immobilisation financière. Il est d'ailleurs courant que le bois ne soit pas vendu prêt à bruler. Pendant la combustion, une partie de l'énergie est consacrée à vaporiser l'eau contenue dans le bois dont la capacité thermique et la chaleur latente sont particulièrement élevées. Le bois vert contient plus de la moitié de son poids en eau. Un bois protégé de la pluie en équilibre avec l'air ambiant a un taux d'humidité moyen de l'ordre de 20 %, mais ce taux dépend énormément des conditions de stockage (mésoclimatique). Dans les régions très boisées très productrices de bois durs, aux conditions climatiques souvent humides, des taux normaux moyen d'humidité relative ambiante atmosphérique atteignent couramment les 60 % (et plus), une condition très peu propice à la phase de séchage abrité et où l'exposition au vent et au rayonnement solaire direct jouent aussi des rôles essentiels. Les granulés de bois et briques de bois compressé sont vendus à un taux d'humidité inférieur à 10 % qui, malgré une énergie grise nettement supérieure, leur donne un bilan écologique plus favorable[réf. nécessaire], à condition d'être stockés dans un local particulièrement sec pour éviter toute reprise d'humidité.
Pouvoir calorifique inférieur (PCI) du bois :
- 1,7 kWh/kg à 60 % d'humidité ;
- 4,0 kWh/kg à 20 % d'humidité ;
- 4,4 kWh/kg à 11 % d'humidité.

Ce pouvoir calorifique dépend peu de l'essence ou de la partie de la plante considérée (écorce, aubier, etc.),.

## Appareils et combustibles

### Rendements
« On doit favoriser les appareils à bon rendement de combustion non seulement pour économiser les ressources mais aussi pour diminuer les risques sanitaires. »
« Il est aujourd'hui primordial [...] que nous, particuliers, apprenions à utiliser correctement les appareils performants pour que ce mode de chauffage écologique ne devienne pas un problème de santé publique. »
On peut comparer les différents rendements de types de chauffage au bois (par « moderne » on entend un appareil à combustion secondaire) :

#### Cheminées ouvertes

##### Cheminée à foyer ouvert

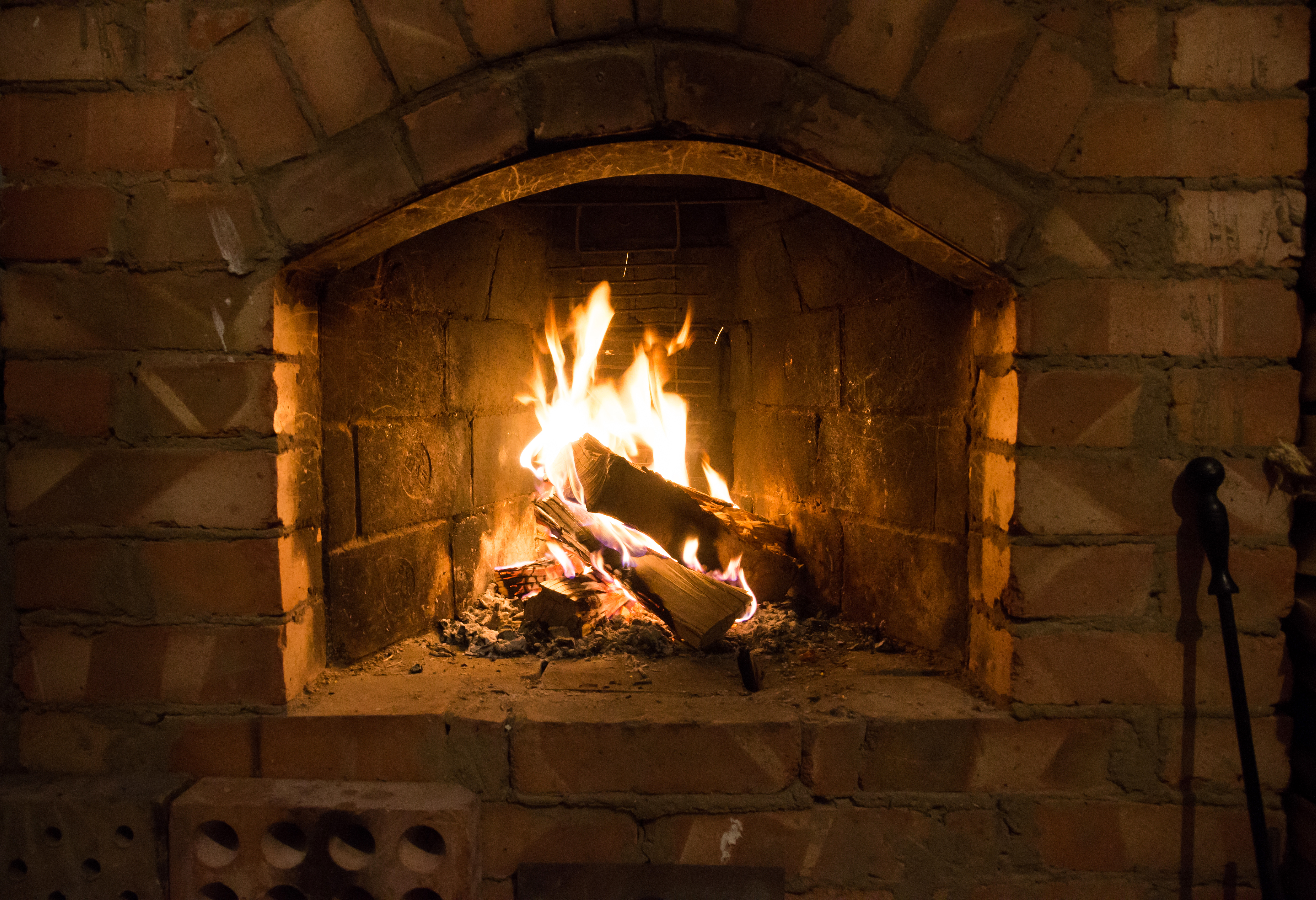
Cheminée à foyer ouvert.

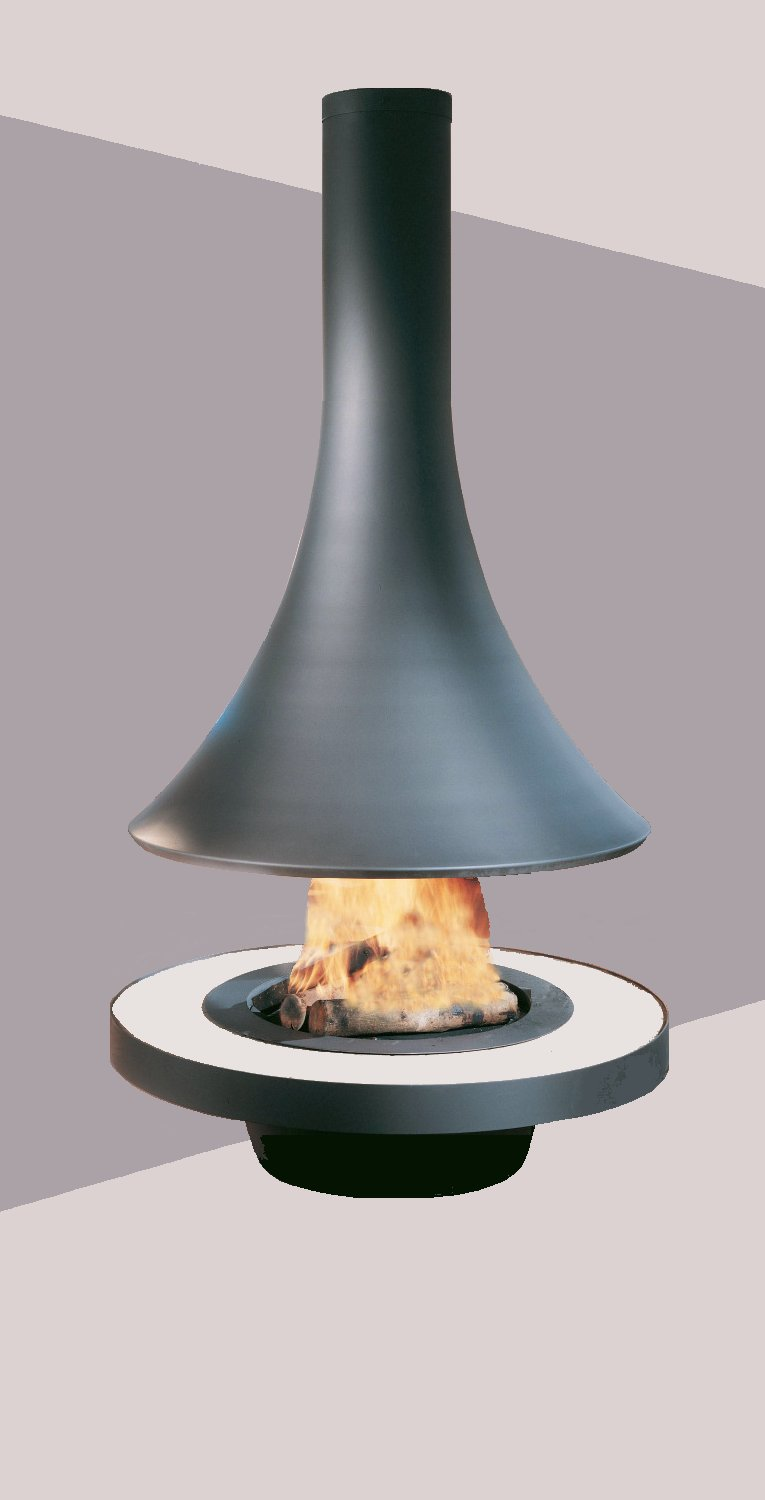
Ancienne ou contemporaine, une cheminée à foyer ouvert est peu performante et très polluante.

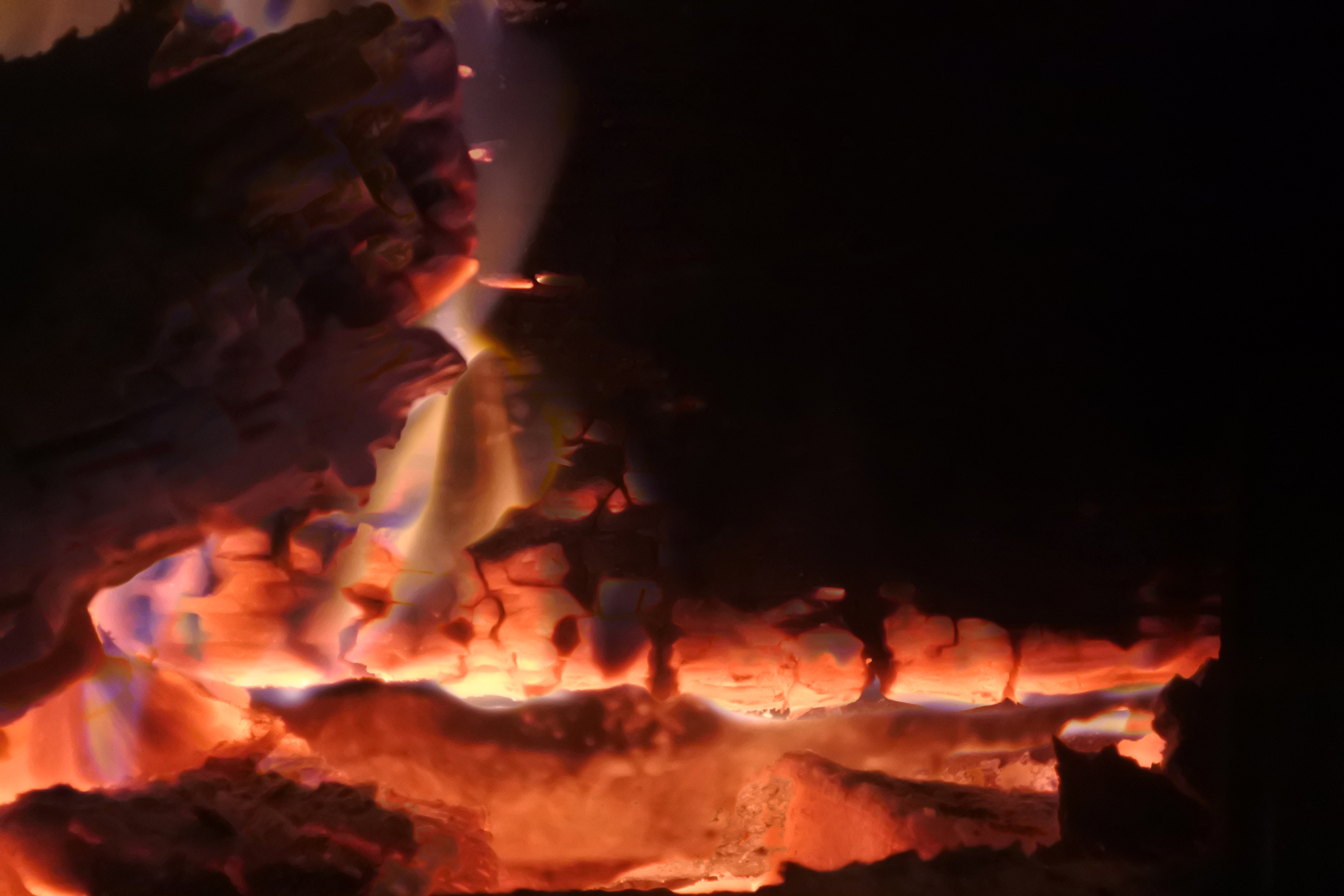
Feu de bois dans une cheminée à foyer fermé.

Le rendement de combustion d'une cheminée à foyer ouvert est en moyenne de 15 % en France. Sur une année, le rendement global est plus faible, voire négatif, du fait des pertes thermiques importantes lorsque la cheminée n'est pas utilisée. De plus, pendant la combustion, une grande quantité d'air est aspirée par le foyer et expulsée hors du logement (entre 300 et 500 mètres cubes par heure), et remplacée par de l'air froid venant de l'extérieur, ce qui réduit encore l'efficacité de la cheminée,.
Seule une combustion primaire s'effectue dans un tel foyer et les gaz non brûlés (produits de combustion incomplète) sont expulsés par la cheminée. Un rendement énergétique ne dépassant pas 15 % signifie que 85 % de l'énergie qui peut être fournie par le combustible part littéralement en fumée, ce qui représente un gaspillage de la ressource, et dégrade la qualité de l'air (extérieur et intérieur).
Compte tenu de ses performances médiocres, une cheminée à foyer ouvert n'est pas considérée comme un appareil de chauffage. De nombreux États ont interdit les feux de ces cheminées ouvertes,.

##### Cheminée à «insert ouvert»
L'interdiction de l'utilisation des foyers ouverts, qui a été programmée dans certaines régions (Île-de-France et Rhône-Alpes notamment), a mené à la conception d'une solution consistant en l'amélioration d'une cheminée à foyer ouvert,, sur le principe d'un « insert ouvert » à double combustion. Il s'agit de mettre en contact de l'air oxygéné à haute température avec les gaz de la combustion primaire. Le produit s'insère dans l'âtre, sans travaux supplémentaires, et provoque une double combustion grâce à des tubes passant sous le foyer, qui réchauffent l'air aspiré dans la pièce puis le restituent juste au-dessus des flammes. Les résultats ont été attestés par le Centre technique des industries de la fonderie (CTIF).
Le taux de monoxyde de carbone dégagé est cinq fois moins élevé que pour une cheminée à foyer ouvert et les émissions de particules dix fois inférieures, mais le rendement énergétique moyen (45 %) de la cheminée est inférieur à ceux des installations fermées (70 % au minimum).

#### Autres appareils
- Insert ancien fermé par une vitre : 30 à 50 %[38]
- Insert moderne fermé par une vitre : 70 à 85 %[38]
- Insert moderne fermé par une vitre avec bouilleur : 85 à 95 % [réf. nécessaire]
- Poêle à bûches ancien : 40 à 50 %[38]
- Poêle à bûches moderne : 70 à 85 %[38]
- Poêle à bûches moderne avec bouilleur : 85 à 95 %[réf. nécessaire]
- Chaudière de cheminée : 70 à 80 %[réf. nécessaire]
- Chaudières à bois : 60 à 80 %[réf. nécessaire]
- Chaudières à gazéification de bois : 75 à 95 %[réf. nécessaire]
- Chaudière et poêles à granulés de bois : 85 à 95 %[réf. nécessaire]
- Chaudière à plaquettes forestières : 75 à 90 %[réf. nécessaire]
- Réseaux de chaleur : fonction de la chaudière utilisée et de la distance

D'une façon générale les chaudières ont un rendement sensiblement inférieur aux poêles de même technologie en raison de la présence dans le foyer de la chaudière, ou à sa proximité immédiate, d'un bouilleur dont la température est pour des raisons de sécurité comprise entre 50 °C et 80 °C en fonctionnement normal. La température du foyer lui-même est abaissée par cette source froide, ce qui diminue l'efficacité de la combustion secondaire.

### Comparatifs de performances
|                                   | Rendements % | CO g/GJ | HAP g/GJ | Poussières (TSP) g/GJ |
| --------------------------------- | ------------ | ------- | -------- | --------------------- |
| Cheminées à foyer ouvert          | 10           | 70 000  | 2,84     | 7 500                 |
| Foyers et inserts anciens         | 10           | 15 000  | 0,56     | 775                   |
| Cuisinières et poêles anciens     | 40           | 17 500  | 1,5      | 775                   |
| Chaudières ancienne               | 50           | 14 000  | 0,11     | 500                   |
| Foyers fermés et inserts modernes | 70           | 5 700   | 0,14     | 243                   |
| Cuisinières et poêles modernes    | 70           | 5 700   | 0,14     | 243                   |
| Chaudières modernes de classe 3   | 75           | 1 300   | 0,05     | 27                    |

Source : ADEME/CITEPA 2006,.
Les émissions de polluants sont exprimées en gramme par gigajoule (g/GJ)
|                                           | Rendement % | Potentiel maximum de chaleur utile % | Poussière fine (PM10) g/GJ |
| ----------------------------------------- | ----------- | ------------------------------------ | -------------------------- |
| Petites chaudières à bûches               | 75          | 75                                   | 50                         |
| Petites chaudières à copeaux de bois      | 80          | 80                                   | 90                         |
| Petites chaudières à pastilles (granulés) | 85          | 85                                   | 30                         |
| Chaudière automatique avec filtre         | 80          | 80                                   | 5                          |

Source : Institut Paul-Scherrer 2006
Les émissions de PM10, en milligramme par mégajoule (mg/MJ) dans le document source, ont été converties en g/GJ pour faciliter la comparaison avec le tableau précédent.

#### Comparatifs avec d'autres combustibles
- Pour des comparatifs avec des combustibles autres que le bois, voir l'histogramme dans la section Chauffages au bois à chargement automatique et les tableaux dans la partie « État des lieux » de la section France métropolitaine.

### Autonomie des appareils
L'autonomie d'un appareil est la durée pendant laquelle il peut fonctionner sans nouvel apport de combustible, sans intervention extérieure.
| Type                       | Autonomie       |
| -------------------------- | --------------- |
| Foyer ouvert               | quelques heures |
| Insert, foyer fermé        | quelques heures |
| Poêle à bûches             | quelques heures |
| Poêle à granulés classique | 12 à 72 heures  |
| Poêle de masse             | 12 à 24 heures  |

| Type                     | Autonomie                  |
| ------------------------ | -------------------------- |
| à combustion montante    | plus de 4 heures           |
| à combustion horizontale | plus de 4 heures           |
| à combustion inversée    | plus de 6 heures           |
| turbo                    | plus de 6 heures           |
| à hydroaccumulation      | suivant le dimensionnement |

| Type                                  | Autonomie                                                               |
| ------------------------------------- | ----------------------------------------------------------------------- |
| Chaudières à plaquettes et à granulés | suivant la capacité de stockage (en général toute la saison de chauffe) |

Source : Agence de l'environnement et de la maîtrise de l'énergie (ADEME)

### Composition élémentaire moyenne du bois
| Élément chimique              | Pourcentage (%) |
| ----------------------------- | --------------- |
| Carbone (C)                   | 49,8            |
| Oxygène (O)                   | 43,1            |
| Hydrogène (H)                 | 6,2             |
| Azote (N)                     | 0,2             |
| Éléments minéraux (Ca, K, Mg) | 0,7             |

Quelle que soit l'essence, la composition élémentaire moyenne du bois est la suivante :
Les éléments minéraux chlore et soufre sont généralement peu présents dans le bois naturel (non traité).

### Formes d'utilisation pour la combustion

#### Essences de bois de chauffage
Les essences de bois sont classées en deux grandes familles selon leur densité :
- les feuillus durs (chêne, hêtre, frêne, châtaignier, charme, noyer, robinier faux-acacia, arbres fruitiers, etc.) ;
- les résineux (épicéa, sapin, pin, mélèze, douglas) et feuillus tendres, (peuplier, saule, aulne, bouleau, etc.).

Le chauffage domestique ayant souvent un aspect important de spectacle des flammes et la plupart des installations étant encore dépourvues de système de stockage de chaleur (hydroaccumulation, poêles de masse), les feuillus durs sont traditionnellement les plus appréciés pour cette utilisation, à l'exception du châtaignier qui nécessite l'utilisation d'un pare-feu car il éclate et produit des escarbilles (étincelles projetées) lorsqu'il brûle.
Les feuillus tendres et les résineux brûlent plus vite. S'ils sont mal stockés, ils se dégradent rapidement. Ils sont néanmoins appréciés pour leur température de combustion élevée qui améliore le rendement des appareils et permet une montée rapide en température :
- Le sapin et l'épicéa ont le même pouvoir calorifique mais le sapin produisant moins de résine, il engendre moins d'étincelles.
- Le pin et le mélèze sont de bien meilleure qualité, mais sont moins répandus. Le pin est particulièrement apprécié pour sa production de braises.
- Le bouleau est souvent utilisé pour les cheminées, car il donne une belle flamme (claire, légèrement bleutée) et un bon arôme. Il brûle relativement rapidement.
- Le hêtre est considéré comme le bois de chauffage idéal car il donne une belle flamme et de bonnes braises presque sans étincelles et possède, en outre, un très haut pouvoir calorifique. L'apport énergétique / calorifique du bois de hêtre est souvent cité comme une référence par rapport à d'autres bois. Son odeur est généralement très appréciée, c'est la raison pour laquelle le fumage des denrées alimentaires est fait principalement sur bois de hêtre.
- Le chêne a de multiples usages car il donne de bonnes braises. Le pouvoir calorifique est presque aussi élevé que celui du hêtre, et la combustion est meilleure, mais les flammes moins belles qu'avec d'autres essences. Le chêne contient beaucoup de tanins nécessitant une bonne aération. Il est donc bien adapté pour les fours, mais pas pour les cheminées à foyer ouvert.
- Le frêne donne la plus belle flamme. Il est idéal pour les cheminées, car il produit peu d'étincelles.
- Le charme, de même que le chêne, a un très haut pouvoir calorifique. Il donne une belle flamme et brûle longtemps. Comme le frêne et le robinier, il est particulièrement difficile à couper et émousse vite les chaînes des tronçonneuses.

Pouvoir calorifique de quelques essences
Le pouvoir calorifique est indiqué à volume égal et pour un même degré d'humidité, sur base du pouvoir calorifique du hêtre (fixé arbitrairement à la valeur 100).
NB : On lit souvent, notamment sur Internet, qu'il est déconseillé d'utiliser des ceps de vigne pour se chauffer car il produirait trop de chaleur. 
En fait, s'il est bien déconseillé d'utiliser des ceps de vigne pour se chauffer non pas pour leur trop grand pouvoir calorifique (assez standard avec 3 kWh/kg) mais pour leur teneur élevée en produits chimiques (notamment l'arsenic) due aux nombreux traitements appliqués sur les vignes. Pour les mêmes raisons, on déconseille les grillades sur sarments.

#### Bûches
C'est l'utilisation traditionnelle, utilisée dans presque tous les appareils de chauffage au bois domestiques anciens. Pour les appareils modernes, l'utilisation du bois bûche présente souvent des performances inférieures aux appareils à plaquettes ou à granulés. De plus, il est possible d'utiliser du combustible insuffisamment sec (ceci étant également vrai pour les plaquettes ou les granulés), ou de dérégler manuellement les arrivées d'air, ce qui a pour conséquence de provoquer des pollutions atmosphériques (poussières, HAP, etc.). En revanche, ce combustible demande moins de transformation. En France selon l'Ademe (2019) La bûche est encore utilisé pour près de 90 % du bois énergie, loin devant les granulés (9 %) et les briquettes reconstituées et plaquettes (1 %).
Pour limiter les émissions de polluants durant la combustion des bûches, l'Office fédéral de l'environnement suisse et l'Agence de l'environnement et de la maîtrise de l'énergie française recommandent d'allumer le foyer par sa partie supérieure. Le feu brûle alors vers le bas, comme une bougie. Par rapport à l'allumage par le bas, cette combustion se déroule plus lentement, avec moins de fumée, et peut mieux être contrôlée durant toute la durée du processus. Les gaz résiduels se retrouvent dans la flamme incandescente et sont presque entièrement brûlés. Cette méthode convient aux chauffages à bûches avec évacuation des gaz résiduels par le haut (cheminées, cuisinières à bois, poêles cheminées, poêles à accumulation).
L'allumage par le bas reste recommandé pour les chauffages au bois à combustion inférieure, avec sortie des gaz résiduels par le bas (chaudière à bûches, cuisinière à chauffage central, poêles en faïence).
Pour une efficacité optimale de ces méthodes, d'autres recommandations doivent être observées, notamment :
- utiliser un bois « propre » (non traité, ni souillé) et sec[60].
- un nettoyage effectué une à deux fois par an par un ramoneur permet de diminuer les émissions de particules fines et fait économiser du combustible (selon l'Ademe, chaque millimètre de suie supplémentaire dans l'installation induit une surconsommation de bois d’environ 10 %[60]).
- une réduction encore plus significative des émissions de particules fines peut être obtenue en équipant la sortie du conduit de fumée (en inox) d'un filtre électrostatique (60 à 95 % de réduction des PM10).
- transformer une cheminée à foyer ouvert en système fermé.

D'autres recommandations sont spécifiques à chaque système de chauffage :
- chauffages au bois à combustion supérieure, cuisinière à chauffage central et poêles en faïence :
  - ne jamais diminuer la flamme en fermant les arrivées d'air ou le clapet de la cheminée (bannir la pratique du « feu continu à allure réduite », d'où l'intérêt de ne pas surdimensionner son appareil de chauffage[64],[65],
  - ne fermer les clapets d'aération que lorsque le brasier n'est presque plus visible, afin que le four ne se refroidisse pas trop rapidement. Fermer la glissière quand le brasier est éteint[62] ;
- chaudières à bûches :
  - faire installer un programme de démarrage ; de tels programmes, qui réduisent la puissance du ventilateur de combustion après le démarrage, sont nécessaires afin d'assurer une combustion minimisant les émissions[62].

#### Plaquettes, forestières ou industrielles
Il s'agit ici de bois déchiqueté en plaquettes d'environ 3×2×1 cm. Ceci présente l'avantage d'être utilisé dans des chaudières automatiques, et supprime donc la contrainte du chargement manuel à chaque flambée. En outre, les exigences sur ces plaquettes font que le bois doit être sec (humidité < 20 %), ce qui améliore le rendement de combustion. On distingue :
- les plaquettes forestières issues de la sylviculture : le bois est généralement broyé encore humide, puis les plaquettes sont séchées en tas afin d'utiliser le phénomène de fermentation (quelques mois) ;
- les plaquettes industrielles issues de l'industrie du bois : le bois est généralement sec et les plaquettes peuvent être utilisées aussitôt après broyage.

#### Granulés
Les granulés de bois, parfois appelés « pellets » d'après le mot anglais, sont de petits cylindres de quelques mm obtenus par compression de la sciure de bois, après avoir réduit cette dernière en poudre. Ce procédé nécessite une installation de type industriel, mais procure un combustible très sec (humidité de l'ordre de 5 %) ayant donc un pouvoir calorifique élevé (PCI de 4,5 kWh/kg). Ses performances en font un combustible mieux adapté aux petites installations domestiques à cause d'un volume de stockage réduit par rapport aux plaquettes. De plus, cette forme particulière du combustible lui confère une grande fluidité autorisant l'alimentation des chaudières automatiques à granulés selon deux procédés différents : un système d'extraction à vis sans fin ou un système d'aspiration. Le système d'aspiration est plus souple que le système d'extraction à vis. Le combustible moins fluide des chaudières automatiques à plaquettes admet seulement le système d'extraction à vis.
Ces granulés peuvent également être utilisés dans des poêles spécifiques avec d'excellentes performances.
On peut noter qu'il existe des briquettes, encore appelées bûches de bois densifié ou bûches compactes (E. Carcano, #Bibliographie, p. 44) fabriquées avec un procédé similaire, lesquelles sont utilisables dans les poêles conventionnels.
Les granulés peuvent également être produits localement dans des petites entreprises (menuisiers, constructeurs de maison bois, etc.) qui désirent valoriser leurs déchets pour une clientèle locale. Un nouveau procédé développé par Oliotechnology permet de produire des granulés par martèlement (brevet d'invention numéro 09 51338). Pendant la fabrication, il s'ensuit une vaporisation de l'eau qui se trouve dans la biomasse. On produit donc un granulé déshydraté en faisant de sensibles économies d'énergie durant la phase de séchage. Les sciures vertes peuvent être séchées à 25 % d'humidité plutôt qu'à 10-12 %, comme dans un "pelletiseur" standard. La production locale permet de supprimer la pollution due aux transports de la matière première et des granulés, sur des centaines de kilomètres, jusqu'au consommateur.
Il faut cependant noter que les granulés sont des plus susceptibles à l'humidité, qu'ils absorbent beaucoup plus aisément que ne le font les plaquettes et a fortiori les bûches. De plus, l'humidité les dégrade rapidement, ce qui n'est pas le cas des bûches ni des plaquettes (ces dernières sèchent plus lentement que les bûches mais ne perdent pas leur intégrité comme le font les granulés). Ils doivent donc être impérativement stockés dans un local très sec.

#### Autres formes
On peut parler ici de tous les rebuts : écorces, vieilles palettes, etc. à condition que le bois soit sain. Ceci concerne généralement les chaufferies de plus grande taille.

### Combustion du bois fragmenté
Les plaquettes et broyats, les sciures et copeaux, les granulés, sont des bois fragmentés.
La taille des particules du bois fragmenté a une influence sur la combustion. Des particules trop fines vont s'envoler dans les flux d'air et de fumées sans avoir eu le temps de brûler complètement.
La poussière de bois est classée dans le groupe des cancérogènes certains pour l'homme par le CIRC.
Le « taux de fines » (particules de bois inférieures à 1 mm) dans le combustible doit tendre vers zéro et ne doit jamais dépasser :
- 5 % de la masse pour le bois déchiqueté (plaquettes) ;

et pour le granulé
- 1 % dans un poêle ;
- 2 % en chaudière domestique (sans filtre) ;
- 3 % en chaudière collective (avec filtre).

### Point faible d'un combustible solide - Amélioration

#### Problèmes liés à l'état physique du combustible - facteurs aggravants
« Plus un combustible peut rapidement passer à l'état gazeux, moins il risque de générer des sous-produits de combustion incomplète. Or le bois est un combustible solide et ses constituants oxydables passent plus difficilement que le mazout ou le gaz naturel à l'état gazeux. »,.
L'Office fédéral de l'environnement (Suisse) évoque quant à lui « la difficulté à transformer des combustibles solides en chaleur sans produire de poussières ».
Le problème du bois bûche est décrit en ces termes par un scientifique du LGGE (France), contributeur au programme européen Carbosol :
« Plus les molécules sont grosses, plus elles polluent ; dans ces conditions, le bois (sous forme de bûches) est donc le plus mauvais combustible car le feu entraîne une combustion incomplète, pyrolytique au niveau du cœur spécialement, qui libère de grosses molécules. À titre de comparaison, la combustion de 1 kg de bois de cheminées pollue autant que la combustion d'une tonne de gazole pour automobiles ».
Facteurs aggravants : un bois en outre de mauvaise qualité (notamment un bois vert ou insuffisamment sec, ou un bois « souillé »), libère encore plus de substances polluantes ; voir aussi la section Applications.
C'est le cas des feux de cheminée (en foyer ouvert). En Île-de-France, par exemple, le chauffage au bois contribue à hauteur de 23 % aux émissions totales de PM10, « soit autant que l'échappement des véhicules routiers ». Les foyers ouverts « constituent plus de la moitié de ces émissions dues au chauffage au bois » et, en outre, « Les foyers ouverts sont responsables d'une augmentation de la pollution de l'air à l'intérieur de l'habitation où le bois est brûlé ».
« Tant qu'elles [ces cheminées] sont utilisées en appoint, un soir de temps en temps, passe encore, mais lorsqu'elles tournent en permanence, cela alourdit le bilan écologique du chauffage au bois en termes d'émissions de PM et autres pollutions issues de la (mauvaise) combustion du bois. »

#### Problèmes liés aux performances et à l'utilisation des appareils de chauffage au bois
Une cheminée à foyer ouvert ne peut être considérée comme un moyen de chauffage pertinent compte tenu de la faiblesse des rendements et de ses conséquences sur la qualité de l'air.
Les chauffages au bois trop anciens ou mal utilisés peuvent également polluer énormément. Comme signalé dans la section Applications, une étude du CSTB montre qu'un insert fonctionnant en allure réduite (il ne reste alors que la combustion primaire) peut multiplier par six ou sept les émissions de polluants par rapport à l'allure nominale, c'est-à-dire qu'il pollue quasiment autant qu'un foyer ouvert.

#### Amélioration
Le problème du bois, combustible solide, peut être en grande partie résolu de deux manières différentes :
- en brûlant un bois bûche adapté et de bonne qualité dans des foyers fermés modernes à combustion secondaire fonctionnant en régime nominal[18] (voir combustion primaire). La taille des bûches est également un facteur important : des petites bûches émettent moins que des grosses[75] ;
- en utilisant le bois à l'état divisé, comme le bois déchiqueté (plaquettes forestières) ou le bois pulvérisé (c'est l'effet recherché avec les granulés de bois). Les composants d'un bois divisé présentent une surface de contact avec l'air bien plus importante que dans le cas des bûches, ce qui améliore la combustion (voir les appareils à alimentation automatique).

### Combustion incomplète
Une combustion incomplète génère des imbrûlés qui participent à la pollution de l'air.
Les produits formés par la combustion incomplète du bois sont principalement :
- Monoxyde de carbone (CO) ;
- Imbrûlés solides (ou « particulate matter» PM) : suies, charbon, goudrons condensés, poussières de bois... ;
- Composés organiques volatils (COV) ;
- Hydrocarbures aromatiques polycycliques (HAP) ;
- Dioxines et furanes (PCDD/F) (pour une combustion incomplète ou en cas de bois adjuventés de produits chlorés[79],[80],[81],[82],[83],[84],[85].

La combustion incomplète produit aussi des oxydes d'azote (NOx). Des détails sont disponibles dans la section « Relation entre les émissions d'oxydes d'azote et les émissions d'imbrûlés ».
Abstraction faite du CO2, deux autres gaz à effet de serre, le méthane (COV) et le protoxyde d'azote (N2O, famille des NOx), sont également formés.

#### Corrélation entre monoxyde de carbone et particules carbonées
Le suivi des émissions de CO permet de qualifier la qualité de combustion et d'estimer les quantités totales d'imbrûlés solides (PM) à partir d'une formule de corrélation.
Formule de corrélation CO – poussières :
{\displaystyle PM=42,134.\exp(3,5536.CO)}
PM = émissions de particules en mg/Nm3 à 13 % d'O2
CO = émissions de CO (% du volume des fumées à 13 % d'O2)

#### Réduction des imbrûlés

##### Facteurs influençant les émissions d'imbrûlés – Règle des 4 T
De façon générale, les émissions d'imbrûlés sont réduites lorsque les conditions dans le foyer sont favorables aux réactions d'oxydation.
- Température

Des températures élevées (typiquement supérieures à 850 °C) favorisent l'oxydation.
Limitation : ces températures doivent rester inférieures à 1 300 °C pour éviter notamment la formation massive de NOx d'origine thermique (voir « Température » dans la section Facteurs influençant les émissions de NOx);
- Teneur en oxygène

De l'oxygène en excès (par rapport à la stœchiométrie) favorise les réactions d'oxydation et permet de limiter les imbrûlés. Cependant, l'excès d'air ne doit pas être trop élevé, car les températures deviennent trop basses dans le foyer et la recommandation précédente n'est plus respectée ;
- Temps de séjour

Le temps de séjour des gaz en présence doit être suffisamment long (de l'ordre de deux secondes), dans une zone où les températures sont suffisamment élevées, pour qu'ils aient le temps de réagir ;
- Turbulence

De bonnes conditions de mélange permettent d'homogénéiser les températures et les concentrations en oxygène et évitent ainsi la formation de zones froides ou en défaut d'O2. Ces bonnes conditions de mélange sont souvent associées à des taux de turbulence élevés dans l'écoulement, qui accélèrent les cinétiques d'oxydation. D'une manière concrète, on cherchera à favoriser le mélange entre l'air secondaire et le flux gazeux issus de la zone primaire.
Sources : Bonnes pratiques bas-NOx pour chaudières à biomasse (p. 15) et Bois énergie et qualité de l'air (p. 5)

##### Choisir un appareil performant et bien l'utiliser
Un appareil à bon rendement de combustion réduit les émissions d'imbrûlés, à condition de bien l'utiliser (voir par exemple le cas d'un appareil labellisé Flamme verte et celui d'un poêle certifié EPA dans la section « Combustion primaire »).
L'optimisation de la combustion se traduit par une consommation moindre de combustible et, outre une moindre pollution, permet d'économiser les ressources disponibles (voir par exemple cette étude du CSTB, comme l'utilisation correcte des fourneaux améliorés dans les pays en développement).

#### Appareils à alimentation manuelle
Le problème des risques de combustion incomplète se pose surtout avec les appareils à alimentation manuelle (appareils à bûches).

##### Performances annoncées et performances chez les utilisateurs
Ces équipements de combustion du bois, y compris les plus performants, ne sont pas à l'abri du risque de combustion incomplète ; les performances des appareils sont établies dans des conditions bien précises, souvent peu représentatives des conditions réelles chez la plupart des utilisateurs.
« Les essais de brûlage pour la certification EPA sont faits avec des madriers de 2″ x 4″ de pin Douglas avec un espace d'air de 1,5″ autour de chaque morceau de bois, dans des conditions de tirage bien définies (par exemple, une cheminée de 15 pieds de hauteur). En général, les manufacturiers s'organisent pour que leurs produits procurent la meilleure performance possible dans les conditions d'utilisation fixées par l'EPA. Ces conditions ne sont pas représentatives de celles de la plupart des utilisateurs. »
Les services fédéraux suisses sont également très réservés quant aux performances réelles des appareils lorsqu'ils sont utilisés par des particuliers.
- Un document de l'OFEV

« Combustible exigeant - Le bois est beaucoup moins homogène que le gaz naturel et l'huile. En effet, la taille de la bûche et son humidité peuvent fortement varier et influencer la combustion. Par conséquent, le choix de la bonne qualité de combustible de même qu'un pilotage et une exploitation de l'installation « dans les règles de l'art » sont essentiels pour minimiser les émissions.
- Si la chambre de combustion n'a pas un apport d'air suffisant pour le combustible utilisé, de nombreuses poussières fines primaires sont émises sous forme de suie.
- Si l'apport d'air est trop important, les éléments non consumés (COV) génèrent des poussières fines supplémentaires, soit directement, soit à la suite de réactions chimiques avec d'autres polluants atmosphériques (poussières fines secondaires). ».

- Un document de l'OFEV et de l'Office fédéral de l'énergie (OFEN), page 5[réf. nécessaire] :

« En conditions habituelles, les exploitants de chauffages à l'huile ou au gaz ne peuvent avoir d'influence ni sur le combustible ni sur le type de fonctionnement de l'installation, si bien que les valeurs d'émissions relevées lors des contrôles périodiques correspondent aux émissions réelles, sans fluctuation en conditions d'utilisation courante. Par contre, le mode d'exploitation des chauffages au bois et le combustible utilisé peuvent influencer considérablement les émissions générées lors de l'utilisation courante, ce qui confère à l'exploitant une importante responsabilité. ».

##### Distinction entre appareils indépendants classiques et poêles de masse
Une distinction doit être établie entre les appareils indépendants couramment utilisés (appareils à bûches : poêle classique, foyer fermé, insert, cuisinière,), pour lesquels le protocole de test est le même et un type particulier de poêle à bûches, le poêle à accumulation (d'énergie thermique), ou poêle de masse (certains modèles peuvent aussi fonctionner avec des granulés de bois).
Appareil indépendant classiqueL'allumage et l'ajout de bois provoquent en général de fortes émissions, ces étapes du processus de combustion ne sont pas prises en compte dans les protocoles de test en laboratoire pour déterminer les performances de l'appareil. Les émissions peuvent être calculées au moment d'une combustion maximale. Dans la pratique, l'utilisateur a tendance à presque fermer l'apport d'air, afin de réduire les pertes de chaleur par la cheminée, avec pour conséquence une forte pollution. Cette façon de procéder n'est également pas prise en compte en laboratoire et les résultats obtenus « ne répondent pas du tout à l'utilisation réelle ».
Poêle de masseLe protocole de test est beaucoup plus strict. Le processus entier de combustion est testé, y compris l'allumage. En outre, avec un poêle à accumulation, il est quasiment inutile de réduire l'apport d'air. « Le résultat sera très comparable à (celui) que les gens peuvent obtenir à la maison ».
Voir également les sections Applications et Cas des poêles de masse.

### Appareils à alimentation automatique
Les appareils à alimentation automatique (les chaudières automatisées et les poêles à granulés) sont les plus fiables, notamment les appareils à granulés (à condition d'utiliser exclusivement des granulés (pellets) de qualité certifiée et d'éviter toute reprise d'humidité du combustible), :
- « Les poêles à granules représentent le cas le plus complet de l'application des principes de combustion appliqués aux appareils de chauffage à combustible ligneux. Cela leur a permis d'atteindre des niveaux d'efficacité (en termes de BTU/hre) et une réduction des émissions de particules (en termes de grammes/mégajoule de chaleur) inégalés par les autres types d'appareil de chauffage au bois. À tel point que plusieurs modèles sont exemptés de la certification EPA. » ;
- la pulvérisation du combustible, l'alimentation continue et régulière en combustible, le contrôle de la qualité du combustible (humidité, proportion de carbone et hydrogène, de cendres, etc) et l'injection contrôlée d'air au point d'ignition ont permis de stabiliser le processus de pyrolyse dans cet appareil. De fait, il se rapproche beaucoup de la fournaise à l'huile, à cette exception près qu'il ne peut vaporiser aussi rapidement le combustible, laissant quand même un peu de carbone solide résiduel qui se transformera en suie. »[24].

### Chaudières à bûches
Sources : Agence de l'environnement et de la maîtrise de l'énergie (ADEME) et Bois Énergie 66. Une chaudière permet l'alimentation d'un chauffage central et de radiateurs, éventuellement d'un ballon d'eau chaude sanitaire, ou autre réseau hydraulique de restitution (plancher chauffant par exemple).

#### Tirage naturel et tirage forcé
Les chaudières à bûches sont la version la plus ancienne des chaudières à bois. Elles se caractérisent par leur mode de combustion et la manière dont l'air est admis dans le foyer : le tirage. Il peut être naturel, ou forcé à l'aide d'un ventilateur. Le « tirage naturel » est mis en œuvre selon trois techniques :
1. Les chaudières à combustion montante. « Elles sont simples mais de qualité médiocre. Le combustible est empilé sur la grille (la « sole ») du foyer. Toute la charge s'enflamme simultanément. La combustion est difficile à maîtriser et, en général, de médiocre qualité et incomplète » ;
2. Les chaudières à combustion horizontale. « Elles réduisent le taux d'imbrûlés. Les phases de combustion et de séchage sont dissociées et la combustion a lieu en couches minces. Les arrivées d'air primaire et secondaire sont mieux contrôlées, la combustion est donc améliorée et le taux d'imbrûlés diminue » ;
3. Les chaudières à combustion inversée. « Elles offrent une bonne qualité de combustion. Les flammes se développent au travers de la grille, support du combustible, ou au travers d'une tuyère. Les entrées d'air primaire et secondaire sont distinctes, ce qui améliore encore la qualité de la combustion ».

→ [Visualisation des trois techniques]
Les chaudières à combustion inversée à « tirage forcé » offrent plus facilement un meilleur rendement car elles sont moins sujettes aux problèmes de tirage de la cheminée. Ces chaudières, dites « turbo », sont équipées d'un ventilateur de type turbine qui introduit l'air de combustion ou d'un extracteur qui aspire les fumées.
→ [Représentation du tirage forcé]

#### Stockage de la chaleur avec l'hydroaccumulation
La chaudière est associée à un grand ballon d'eau qui stocke la chaleur excédentaire fournie par la chaudière. Le ballon d'hydroaccumulation, ou ballon tampon, permet de faire fonctionner la chaudière à pleine puissance sans avoir de surchauffe dans la maison.
Sans ballon de stockageLa combustion, régulée en fonction des besoins de chaleur, est irrégulière et s'accompagne d'une importante pollution atmosphérique. L'autonomie est limitée, le rendement médiocre et les chargements, maintenances et nettoyages sont plus fréquents.
Avec ballon de stockageLa chaleur accumulée dans le ballon est restituée suivant les besoins. Selon la puissance de la chaudière, la taille du ballon et la température extérieure, l'autonomie peut varier de 12 heures à 48 heures. Le fonctionnement à pleine puissance de la chaudière augmente sa longévité et améliore son rendement. L'hydroaccumulation est particulièrement adaptée au chauffage basse température via un plancher chauffant par exemple.

### Chaudières individuelles automatisées
Sources : Emmanuel Carcano (#Bibliographie) et Biomasse Normandie. La valorisation de combustibles tels que les plaquettes ou les granulés permet de résoudre les problèmes liés à l'utilisation du bois bûche - à condition de stocker les granulés au sec en permanence car l'humidité les dégrade. Ces nouveaux combustibles présentent une bonne « fluidité » qui permet d'automatiser le fonctionnement des chaudières et d'acquérir un confort d'utilisation comparable à celui obtenu avec les chaudières brûlant des énergies fossiles. L'organisation de la chaudière et de ses accessoires est très similaire à celle d'une chaufferie collective au bois.

#### Chaudières à plaquettes et à granulés
Principe de fonctionnement :
- le combustible est stocké dans un silo ;
- les granulés sont amenés par une vis sans fin ou par un système d'aspiration[105] dans la chambre de combustion ;
- pour les plaquettes, moins fluides, un système de désilage par pales rotatives en fond de silo pousse le combustible vers la vis d'alimentation ;
- le transfert du combustible depuis le silo jusqu'à la chambre de combustion est entièrement automatisé, de manière à fournir les quantités de combustible strictement nécessaires au fonctionnement optimal de la chaudière. De même, les cendres sont évacuées automatiquement vers un container approprié. L'allumage de la chaudière est également automatisé. Les chaudières à plaquettes sont plutôt réservées au monde rural ou à ceux qui ont de grandes surfaces à chauffer, ainsi que des facilités d'approvisionnement en plaquettes. Les chaudières à granulés répondent davantage aux besoins des personnes qui veulent renouveler leur installation ou en installer une dans du neuf. Comme indiqué plus haut, le combustible est « mieux adapté aux petites installations domestiques à cause d'un volume de stockage réduit par rapport aux plaquettes. De plus [...] le système d'aspiration est plus souple que le système d'extraction à vis. Le combustible moins fluide des chaudières automatiques à plaquettes admet seulement le système d'extraction à vis ». À noter l'existence d'une chaudière à granulés à condensation, une chaudière à granulés aux performances très sensiblement améliorées.

#### Chaudières polycombustibles (ou multicombustibles)
L'avantage de ces chaudières est leur capacité à être alimentées avec toutes sortes de combustibles biomasse : plaquettes, granulés, copeaux de bois, noyaux de cerise ou d'abricot, miscanthus, etc. Cela permet, en milieu rural, de gérer ses approvisionnements en fonction de la disponibilité de la ressource.

### Autres équipements possibles
Les inserts, les foyers fermés, les poêles (à bûches ou à granulés) et les cuisinières (également à bûches ou à granulés dits « hydrauliques » ou « bouilleurs » peuvent, comme les chaudières, alimenter un réseau de chauffage central,. Ces équipements connaissent un regain d'intérêt avec les nouveaux standards de construction, notamment dans les Bâtiments Basse Consommation (BBC) dans lesquels les consommations d'énergie pour le chauffage sont très réduites. Des systèmes comme les poêles et inserts bouilleurs sont parfaitement adaptés pour l'approvisionnement en chauffage, voire en eau chaude sanitaire, du logement dans sa totalité,.

### Chaufferies collectives au bois

#### Présentation
La chaleur fournie par une chaufferie au bois peut être utilisée dans l'habitat collectif, le secteur tertiaire et les réseaux de chaleur en milieu urbain ou en milieu rural. Comme pour les chauffages individuels, le choix du combustible est important. Les chaudières collectives acceptent toutes les essences de bois, mais le taux d'humidité est toujours prescrit par le fabricant et doit être respecté. Les chaufferies bois sont complètement automatisées et ont un fonctionnement similaire à celui des autres énergies. Mais la mise en place d'une chaufferie bois est plus complexe, il est nécessaire de lancer une étude de faisabilité. Plusieurs pays d'Europe (Allemagne, Autriche, Danemark, Finlande, France, Suède, Suisse) ont déjà créé de nombreuses chaufferies bois qui desservent des bâtiments collectifs ou des réseaux de chaleur.

#### Ressources biomasse utilisables en chaufferie
La grande majorité du bois énergie est encore consommée sous forme de bûches, mais le bois bûches nécessite une manutention importante et il est particulièrement exposé au risque de combustion incomplète génératrice de polluants. Au-delà du bois bûches à usage domestique, le bois énergie se présente sous des formes très diverses qui ont en commun leur difficulté à trouver des débouchés : résidus bocagers et forestiers, sciures, écorces, bois « en fin de vie », appelé également « bois de rebut » (palettes, caisses et cagettes usagées, vieux meubles...). Ces déchets ligneux peuvent être valorisés en les brûlant dans des chaufferies automatiques au lieu de les éliminer dans des conditions préjudiciables à l'environnement (abandon en forêt, brûlage à l'air libre, mise en décharge). Les cendres du bois brûlé dans les chaudières peuvent être valorisées en agriculture. 

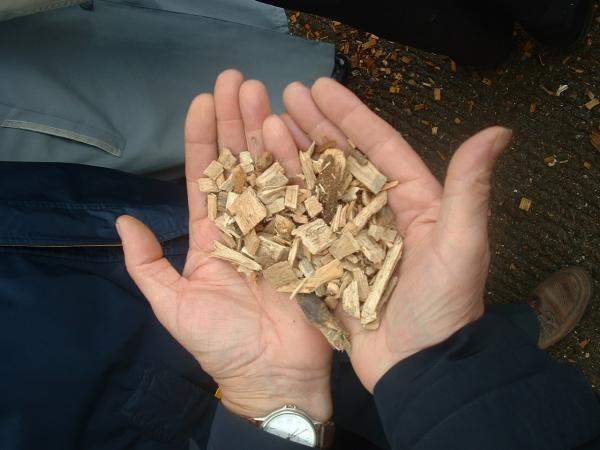
Plaquettes de bois utilisées dans les chaufferies automatiques.

 Les ressources biomasse utilisables dans les chaufferies se présentent ainsi sous de multiples formes, notamment :
- plaquettes forestières (appelées parfois « bois déchiqueté ») ;
- granulés ;
- sciures ;
- copeaux ;
- écorces ;
- bois de rebuts « propres » (sont écartés les bois traités, peints, etc.)[113]
- déchets verts (valorisables en chaufferie si leur taux d'humidité est inférieur à 50 %) ;
- sous-produits agricoles (pailles, sarments de vignes, etc.).

#### Principaux composants d'une chaufferie bois

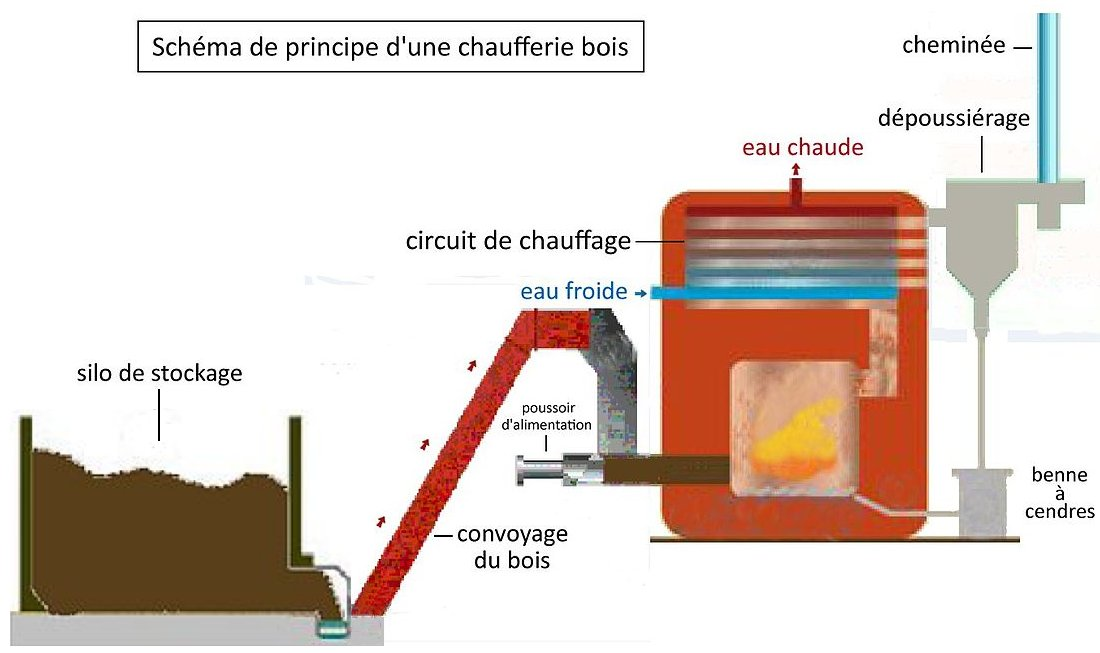
Installation avec chaudière de moyenne à forte puissance.

- le silo ou le hangar de stockage du combustible[114]
- le système de transfert (ou convoyage) du combustible depuis le silo jusqu'au foyer de la chaudière[115]
- la chaudière biomasse-bois[116]
- le système de traitement des fumées de combustion (dépoussiérage) ; il existe différents types de filtration des fumées[117],[110] :
  - le filtre cyclone ou multicyclone : ce système permet de limiter les émissions de poussières aux environs de 150 mg/Nm3[91],
  - le  filtre électrostatique (ou électrofiltre) : ce système permet de limiter les émissions aux environs de 50 mg/Nm3. Il est possible d'associer un filtre multicyclone et un électrofiltre pour ramener le niveau d'émission aux environs de 10 mg/Nm3 ; l'électrofiltre possède de bonnes performances même pour les très fines particules (PM1,0),
  - le filtre à manches : il est composé de plusieurs manches filtrantes en feutre ou en tissu qui retiennent les poussières ; les rejets peuvent être limités à 5 mg/Nm3, et même 1 mg/Nm3 si l'on utilise un filtre en céramique.

Les normes d'émissions de particules étant de plus en plus exigeantes, les performances limitées des cyclones et des muticyclones risquent de les disqualifier. Au « Salon Bois Énergie 2011 » de Besançon, a été présentée une version améliorée de cyclone qui serait susceptible de concurrencer les électrofiltres et les filtres à manches. Une nouvelle version a été présentée au « Salon Bois Énergie 2015 » de Nantes.

#### Privilégier les chaufferies collectives et industrielles
Les chaufferies collectives modernes, surveillées et entretenues, présentent de nombreux avantages sur le chauffage individuel : mise en commun des moyens et du combustible ; le coût de l'installation est plus facilement amorti lorsqu'il y a plusieurs utilisateurs ; les techniques utilisées (automatisation, utilisation de filtres à fumée performants) permettent une meilleure maîtrise de certains paramètres comme les émissions de polluants.
L'Office fédéral suisse de l'environnement (OFEV) commente ainsi l'utilité des chaufferies pour la préservation de la qualité de l'air. « Au lieu d'exploiter de nombreuses petites installations de chauffage sans système de filtres, il convient d'encourager la construction de centrales à bois qui disposent de systèmes très efficaces d'épuration des fumées, présentent un bon rendement et dont l'exploitation professionnelle est assurée. ».
Un commentaire similaire se trouve à la page 3 d'une note de synthèse disponible sur le site du ministère de l'Écologie (France) : « pour limiter les émissions de polluants dues à l'utilisation de la biomasse, il convient de favoriser le recours au bois énergie dans des installations des secteurs « collectif » ou « industriel » d'une puissance thermique supérieure à 2 MW. En effet, du fait de leur taille, ces installations présentent l'avantage d'une part de permettre, sur le plan économique, la mise en œuvre de dispositifs performants de dépollution, comme les filtres électrostatiques ou les filtres à manches, et d'autre part, de disposer d'un rendement supérieur à celui de petites unités. On doit également noter que ces installations entrent dans le champ de la règlementation sur les installations classées et qu'elles seront soumises à des contrôles réguliers par des organismes indépendants qui permettront de s'assurer du respect de leurs performances environnementales ». Privilégier le développement du bois énergie dans les secteurs « collectif » et « industriel » avait été suggéré en mars 2006 dans la conclusion d'un rapport du même ministère, comme dans le rapport « Air et Atmosphère » du Chantier no 33 du Grenelle Environnement en mars 2008.

#### Exemples de réalisations
France
Depuis 2012, la ville d'Orléans possède deux chaufferies biomasse dont l'une, située au nord de la ville, est dotée d'une puissance de 37 MW couplée à un réseau de chaleur de 18 km qui alimente en chauffage 12 000 logements,. Mi-2017, la chaufferie biomasse de 26,5 MW, de Saint-Denis (Seine-Saint-Denis) annonce pourvoir aux besoins en chauffage et eau chaude d'environ 40 000 logements et bureaux de la ville et de communes voisines.
Suisse
Trois exemples de « réseaux de chaleur à distance » (CAD) : un réseau avec trois chaudières à plaquettes de bois, une centrale constituée d'une chaufferie au bois et d'une chaudière à gaz en complément, et une troisième installation de CAD à double chaudière bois (combustible : vieux bois, bois de forêt, bois résiduel) avec une chaudière à mazout en complément.
Autriche
La ville de Güssing possède l'un des plus vastes réseaux de chaleur fonctionnant à la biomasse. La production d'énergie est assurée par deux chaudières à biomasse d'une puissance de 3 et 5 MW. Le réseau de chauffage urbain comprend deux circuits d'une longueur totale de 14 km à une température de 90 à 110 °C. Plus de 300 familles bénéficient de ce réseau de chaleur ainsi que toutes les collectivités de la ville – écoles, crèches, hôpitaux – et certaines industries (installations de séchage du bois par exemple). Avec l'entrée en fonction de l'installation de chauffage urbain, la qualité de l'air dans la ville s'est nettement améliorée.
| Type d'émission          | Avant l'entrée en fonction du chauffage urbain à la biomasse | Après l'entrée en fonction du chauffage urbain à la biomasse | Réduction des émissions en pourcentage |
| ------------------------ | ------------------------------------------------------------ | ------------------------------------------------------------ | -------------------------------------- |
| Dioxyde de carbone CO2   | 6 650 000 kg/an                                              | 250 000 kg/an                                                | env. 96 %                              |
| Dioxyde de soufre        | 6 980 kg/an                                                  | 280 kg/an                                                    | env. 96 %                              |
| Monoxyde de carbone (CO) | 16 900 kg/an                                                 | 2 870 kg/an                                                  | env. 83 %                              |
| Hydrocarbures (CxHy)     | 1 530 kg/an                                                  | 610 kg/an                                                    | env. 60 %                              |

Source : Bois Énergie no 1/2003,

### Gaz naturel de synthèse (GNS) issu du bois

#### Bois, agent énergétique multiforme
En vue d'optimiser l'utilisation du bois énergie et son impact sur l'environnement, le principe ancien des gazogènes (conversion du bois en un gaz de synthèse) fait l'objet de travaux d'amélioration,.

#### Combiner les avantages du bois énergie et ceux du gaz naturel, sans leurs inconvénients
« Actuellement, le chauffage au bois représente – et de loin – la technologie la plus importante quant à l'utilisation du bois. Cependant, sa contribution à la pollution s'avère très élevée, comparée aux autres carburants (notamment en ce qui concerne les particules fines). Au vu de ce constat, se pose la question du développement de nouvelles technologies pouvant utiliser de façon optimale la ressource que représente le bois. Par « optimal », on entend que le bois doit présenter le plus haut rendement possible tout en affichant de faibles émissions polluantes, lors de son utilisation en tant qu'énergie primaire pour les formes d'énergie finales nécessitées à l'avenir. La gazéification du bois et la préparation du gaz en résultant – de qualité similaire à celle du gaz naturel – permettent de remplir les critères cités précédemment : en effet, la conversion permet d'obtenir un rendement élevé, tandis que l'utilisation du gaz peut être effectuée de façon décentralisée, tout en rejetant peu d'émissions polluantes (par ex., si l'on considère l'intégralité de la chaîne des opérations, l'émission de particules fines est réduite d'un facteur de 50 à 100). De plus, cette technologie permet également une utilisation finale dans les domaines du transport (véhicules au gaz naturel) et de la production d'électricité.. »

#### Principes de la conversion

##### Matières utilisables
Sont principalement concernés les bois forestiers bon marché et de qualité inférieure, les déchets ligneux de l'industrie de transformation du bois, les déchets de bois urbains non traités disponibles dans les déchèteries, les déchets de bois ménagers ou municipaux (élagages...), etc.

##### Préparation de la matière première
Il faut, le cas échéant, éliminer les substances étrangères (métaux, cailloux...). La matière première subit ainsi différents traitements préliminaires : tri, broyage, séparation magnétique... puis séchage avant stockage.

##### Gazéification
Le bois est gazéifié à haute température (800 - 900 °C) par de la vapeur d'eau. Il en résulte un mélange (gaz de bois) contenant principalement du dihydrogène (H2), du monoxyde de carbone (CO), du dioxyde de carbone (CO2) et du méthane (CH4).

##### Purification du gaz
Le gaz obtenu contient des impuretés qu'il faut éliminer.

##### Méthanation
La méthanation consiste en la conversion catalytique du dihydrogène (H2) et du monoxyde de carbone (CO) en méthane (CH4). Le procédé se base sur la réaction d'équation-bilan :
{\displaystyle \mathrm {\ CO+3\ H_{2}\to \ CH_{4}+\ H_{2}O} } (en présence d'un catalyseur nickel)

##### Nettoyage du mélange gazeux
Il faut éliminer le CO et le H2 résiduels, et séparer la plus grande partie du CO2 présent dans le mélange. Le résultat est un « gaz naturel de synthèse » (GNS) qui répond aux normes nécessaires à son injection dans le réseau de gaz naturel. Des documents relatifs à la conversion du bois en méthane sont disponibles sur deux sites suisses,.

#### Atouts énergétiques et environnementaux

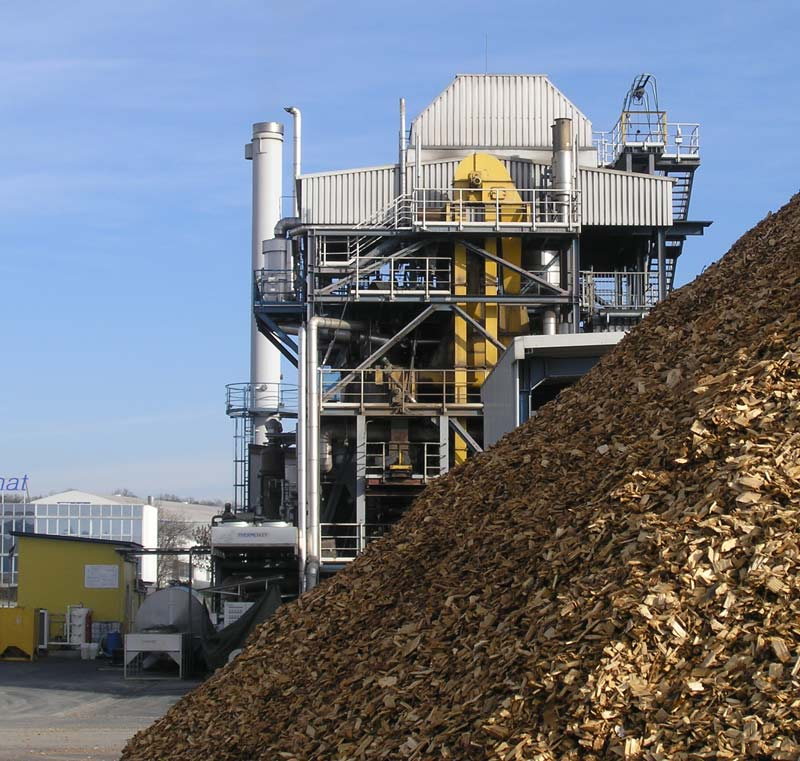
Centrale de gazéification du bois à Güssing (Autriche).

Ce GNS bio (le terme « bio », comme le préfixe « bio » dans biocarburant par exemple, indique que le GNS provient de la biomasse) peut se substituer ou se mélanger au gaz naturel fossile. Il peut être utilisé aussi bien pour le chauffage que comme carburant ou comme source d'électricité. Comme le bois, il est une énergie locale, renouvelable, au bilan neutre pour les émissions de CO2 et il contribue à l'indépendance énergétique. Comme le gaz naturel, la combustion de ce GNS est peu polluante. On résout ainsi d'une manière optimale le problème des émissions polluantes du combustible bois, sans filtres coûteux. Une production rentable de ce GNS nécessite de grandes quantités de bois bon marché. L'Europe de l'Est possède en la matière un potentiel très intéressant.

#### Principaux protagonistes
En Suisse : l'Institut Paul-Scherrer (PSI), qui a élaboré le principe de cette production. En Autriche : l'université technique de Vienne. Dans le district autrichien de Güssing, un consortium helvético-autrichien teste une installation de démonstration pour la production de ce GNS. Le gaz obtenu est constitué à 98 % de méthane.

#### Un modèle qui fait des émules
Fin juin 2009, la commune de Güssing a inauguré la première centrale de production de gaz naturel de synthèse à partir du bois. Cette solution innovante suscite l'intérêt des géants européens de l'énergie (une centrale de puissance 20 à 25 fois supérieure à celle de Güssing est en projet en Suède). L'événement  a été relaté dans les médias,. De nouveaux projets voient également le jour ailleurs, notamment en Allemagne et en France. C'est le cas par exemple du projet GAYA.

## Pollution et toxicité

### Combustion incomplète et risques de cancer

#### Pollution intérieure
Le CIRC classe actuellement les émissions de source intérieure dues à la combustion domestique de biomasse (essentiellement le bois) dans le groupe des cancérogènes probables pour l'homme (groupe 2A).
La combustion domestique comprend le chauffage et la cuisson des aliments.
Une seule certitude a été établie : la combustion domestique de combustible biomasse (essentiellement le bois) provoque le cancer du poumon à l'intérieur des habitations.
La genèse de ce classement est exposée dans le « Volume 95 » publié en 2010 par le CIRC.
Sont concernés les combustibles solides utilisés pour la cuisine ou le chauffage (charbon et biomasse), particulièrement dans des espaces mal aérés.
En dehors du risque de cancer du poumon, la fumée de bois (wood smoke en anglais), agent associé à ces émissions, présente un certain nombre de risques sérieux voire des effets avérés au niveau de la cellule.
Les données qui ont abouti au classement des émissions de source intérieure dues à la combustion domestique de biomasse dans le groupe 2A comprennent : (I) la présence d'hydrocarbures aromatiques polycycliques et d'autres composés cancérogènes dans la fumée de bois, (II) la preuve du caractère mutagène de la fumée de bois et (III) les multiples études qui montrent les dommages cytogénétiques chez les humains qui sont exposés à la fumée de bois (p. 307).
La fumée domestique représente un grave risque sanitaire pour environ 3 milliards de personnes qui font cuire leurs aliments et chauffent leur logement à l'aide de combustibles à base de biomasse et de charbon.

#### Pollution de l'air extérieur
Le CIRC a annoncé jeudi 17 octobre 2013, qu'il classifiait la pollution de l'air extérieur comme cancérogène certain (groupe 1) pour l'homme, et ce quelle que soit la région du monde où l'on réside. Selon le CIRC, il existe « des indications suffisantes » pour dire que l'exposition à la pollution de l'air extérieur « provoque le cancer du poumon ». Parmi les principales sources qui contribuent au caractère cancérogène de cette pollution, le CIRC cite le chauffage résidentiel et la cuisine. Les « matières particulaires » (particules en suspension, particulate matter – PM en anglais), « une composante majeure de la pollution de l'air extérieur », ont été évaluées séparément et ont également été classées comme cancérogènes pour l'homme (groupe 1).

#### Combustion de bois-déchet
Le bois-déchet souillé (peint, imprégné...) contaminé par des produits polluants ou traités par des biocide et/ou produits ignifugeants tels que des sels de bore (bois classés B ou C en France) peut être utilisés en cimenterie ou dans quelques chaufferies spécialisées équipées de filtration adéquate, comme en France depuis 2014 dans la première grande chaufferie à déchets de bois, construite sur la « plateforme chimique de Roussillon » ; il s'agit d'une chaudière Leroux & Lotz de 21 MW produisant 200 000 tonnes/an de vapeur et acceptant 60 000 tonnes/an de bois-déchet de toutes classes – ainsi que des déchets de pulpeurs de papeterie – pour un taux de couverture par la biomasse de 15 %. L'investissement a été de 20 millions d'€.

### Combustion complète

#### Combustion complète théorique
Pour faire les calculs de combustion, la composition suivante est retenue :
50 % de carbone, 44 % d'oxygène et 6 % d'hydrogène (voir #Composition élémentaire moyenne du bois).
Dans ces conditions simplifiées, les produits de la combustion complète du bois sont uniquement du dioxyde de carbone (CO2) et de l'eau (H2O).

#### Autres produits présents dans les fumées
Toutefois, lors d'une combustion complète, d'autres composés se retrouvent dans les fumées, :
- Oxydes d'azote (NOx), qui proviennent principalement de l'azote contenu dans le combustible (mécanisme NO du combustible) : la dégradation du bois produit quelques molécules de NH3 et HCN, qui sont ensuite oxydées en NO (> 90 %) et NO2 (< 10 %). Le mécanisme NO thermique (réaction de l'azote de l'air avec l'oxygène) n'est généralement pas présent, la température du foyer, souvent inférieure à 1 000 °C, ne permettant pas la dissociation du diazote de l'air.
- Particules (PM) : les minéraux contenus dans le bois ne sont pas combustibles et peuvent être entraînés par les gaz, ainsi que des sels (KCI, NaCI, K2SO4) formés par réaction du potassium, calcium, chlore ou soufre du combustible.

Lors d'une combustion quasi complète, les particules sont ainsi formées principalement à partir des minéraux contenus initialement dans le bois,. C'est le cas par exemple des chauffages au bois à chargement automatique en parfait état de fonctionnement. La réduction des rejets dans l'atmosphère de ces particules ne peut être obtenue qu'en les piégeant dans un filtre à fumée (filtre à particules).

#### Composés du bois à l'origine des émissions d'oxydes d'azote
Les oxydes d'azote d'origine combustible proviennent de l'oxydation de l'azote contenu dans le bois sous forme d'amines et de protéines, composés azotés nécessaires à la croissance de l'arbre,.
D'une façon générale, les chauffages au bois génèrent plus d'émissions d'oxydes d'azote (NOx) par unité d'énergie produite que les installations de combustion fonctionnant aux énergies fossiles. Voir aussi le tableau intitulé « Comparaison des facteurs d'émission du chauffage au bois avec ceux du chauffage au fioul domestique, au gaz naturel et au charbon » dans la section France métropolitaine.

### Généralités sur les oxydes d'azote d'origine combustible

#### Mécanisme de formation
La dégradation des substances azotées du bois dans le foyer produit des molécules de NH3 et HCN (voir combustion complète) appelées « précurseurs azotés ». Ensuite, deux types d'évolution peuvent être constatées :
- Si les molécules précurseurs sont dans un milieu qui est localement oxydant (présence d'oxygène), elles évoluent vers la formation de NO par oxydation.
- Si elles ont un environnement réducteur (présence de composés hydrocarbonés dans un milieu déjà riche en NO), elles se convertissent en azote moléculaire N2.

Par exemple, dans le cas du NH3, les deux équations-bilans en compétition dans le foyer sont :
{\displaystyle \mathrm {\ NH_{3}+\ O_{2}\to \ NO+\ H_{2}O+1/2\ H_{2}} } (1)
{\displaystyle \mathrm {\ NH_{3}+\ NO\to \ N_{2}+\ H_{2}O+1/2\ H_{2}} } (2)
Tout facteur ayant tendance à favoriser la réaction (1) conduira à augmenter les émissions de « NO combustible ».
Inversement, toute facteur favorisant la réaction (2) permettra de limiter ces émissions.

#### Facteurs influençant les émissions de NOx

##### Teneur en azote du combustible
Le facteur ayant le plus d'influence sur les émissions de NOx des chaudières à biomasse est la teneur en azote contenue dans le combustible.
| Type de combustible    | Teneur massique en azote sur anhydre | Type de combustible       | Teneur massique en azote sur anhydre |
| ---------------------- | ------------------------------------ | ------------------------- | ------------------------------------ |
| Plaquette de hêtre     | 0,3                                  | Plaquette de résineux     | 0,3                                  |
| Plaquette de chêne     | 0,3                                  | Miscanthus                | 0,3                                  |
| Paille de blé          | 0,3                                  | Écorces de chêne          | 0,5                                  |
| Bois de classe A[149]  | 0,5                                  | Rafles de maïs            | 0,6                                  |
| Briquettes de chanvre  | 1,0                                  | Taillis à courte rotation | 1,3                                  |
| Résidus de distillerie | 1,6                                  | Granulés de malterie      | 2,1                                  |
Source : Bonnes pratiques bas-NOx pour chaudières à biomasse

##### Excès d'air global
Plus l'excès d'air est important, plus les réactions d'oxydation des précurseurs azotés (voir Mécanisme de formation) en NO sont favorisées. À l'inverse, pour les faibles excès d'air, les réactions de réduction de ces précurseurs en N2, par des espèces hydrocarbonées ou par NO, sont privilégiées.
Toute mesure défavorisant les réactions d'oxydation permet de limiter la formation des NOx.

##### Étagement de la combustion
Une combustion idéale du point de vue des émissions de NOx doit s'effectuer :
1. dans un premier temps en atmosphère réductrice (faibles teneurs locales en O2) pour permettre la conversion de l'azote en N2 et non en NO ;
2. dans un second temps en atmosphère oxydante, avec une montée lente de la teneur en O2 dans les gaz de combustion (étagement des arrivées d'air secondaire) pour éliminer les substances imbrûlées sans toutefois trop favoriser les réactions d'oxydation des précurseurs azotés en NO.

##### Température
On cherche à limiter la température sous 1 300 °C dans les foyers à biomasse pour ne pas former massivement des NOx d'origine thermique, mais aussi pour éviter la formation de mâchefers et l'endommagement des matériaux.

#### Relation entre les émissions d'oxydes d'azote et les émissions d'imbrûlés
En pratique, on regroupe sous le terme oxydes d'azote (NOx), le monoxyde (NO), le dioxyde (NO2) et le protoxyde (N2O) d'azote.
Le protoxyde d'azote est formé dans des foyers opérant à des températures inférieures à 950 °C.
Comme la combustion complète, la combustion incomplète du bois émet des NOx mais dans des proportions qui diminuent quand la concentration en imbrûlés augmente.
« Avec la plupart des équipements de combustion, on observe une relation entre la concentration en NOx dans les fumées et la concentration en imbrûlés (CO, suies, etc.). Ces deux grandeurs évoluent en sens inverse » (p. 17).

### Réduction des émissions polluantes: exemples de solutions avec leurs atouts et leurs limitations

#### Chauffages au bois à chargement automatique

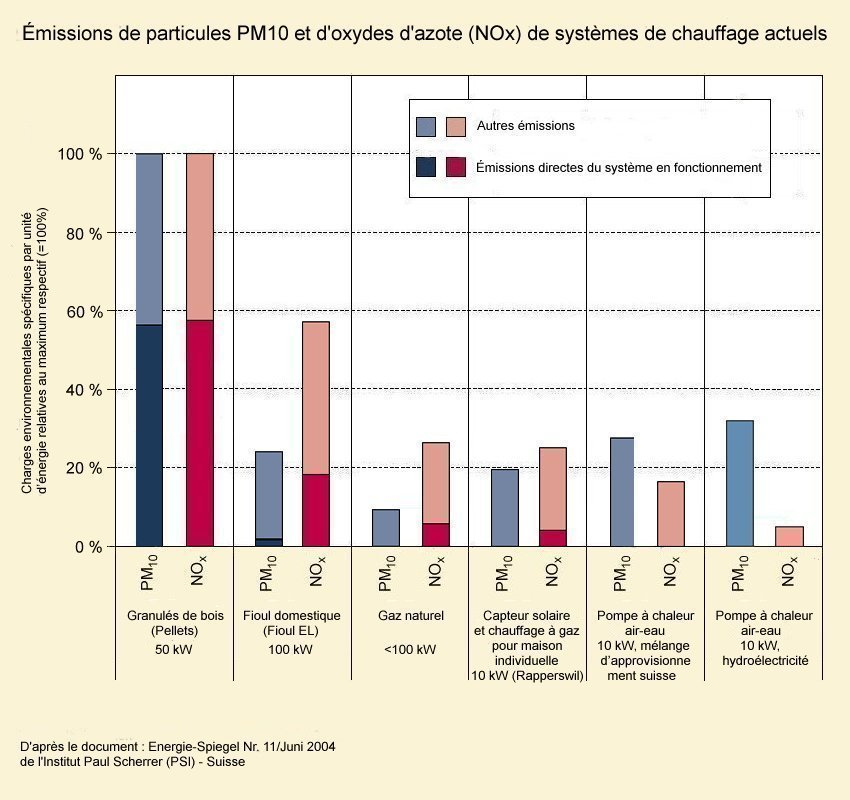
Émissions de PM10 et de NOx (NO + NO2) de systèmes de chauffage actuels en Suisse.
Émissions directes. Autres émissions = émissions sur la chaîne de production.
Pour réduire les émissions du bois énergie, l'institut Paul Scherrer préconise sa conversion en gaz naturel de synthèse.

Selon les Offices fédéraux suisses de l'environnement et de l'énergie (OFEV et OFEN), les chauffages automatisés en parfait état de fonctionnement, dans lesquels la combustion est quasi complète, ne dégagent que peu de suie, mais ils sont par contre à l'origine « d'émissions relativement denses » de particules fines minérales. « Ces particules pénètrent jusque dans les poumons et ne sont donc pas sans risques, mais elles sont toutefois considérées comme moins nocives pour la santé que la suie ».
Les services cantonaux suisses de l'énergie et de l'environnement soulignent qu'une chaudière à bois à chargement automatique (chaudière à granulés ou chaudière à plaquettes) émet « bien davantage » de particules PM10 et d'oxydes d'azote NOx qu'une chaudière à mazout : « Filtre à fumée vivement recommandé, et même obligatoire suivant la puissance de l'installation et le canton ».
Les émissions importantes de particules lors de la combustion des granulés de bois sont également soulignées au Québec par l'ALAP.

#### Rénovation d'un parc d'appareils domestiques
En France, la rénovation du parc d'appareils domestiques, qui se traduit par des émissions d'imbrûlés plus faibles, conduit à une réduction des émissions de particules et à des émissions d'oxydes d'azote supérieures par rapport à la situation existante.

#### Poêles catalytiques
Pour obtenir une combustion complète, trois conditions doivent être réunies : une température élevée, suffisamment d'oxygène (de l'air) et du temps pour que les gaz de combustion brûlent avant leur refroidissement.
Les poêles catalytiques exploitent le phénomène naturel de l'abaissement de la température d'ignition de sous-produits volatils lorsqu'on les met en présence de certaines substances favorisant l'oxydation, comme le palladium ou le platine (ce principe est utilisé dans les pots catalytiques des automobiles). Pour accroître la surface de contact entre les gaz de combustion et le matériau servant de catalyseur, on force les gaz non-brûlés de la combustion primaire à passer dans une structure en « nid d'abeilles », à revêtement en céramique, où ils sont « rebrûlés ». La céramique permet d'absorber davantage l'énergie thermique produite par les bûches enflammées situées en dessous. La température d'ignition des produits volatils est abaissée de 475 °C à environ 260 °C, une température que les poêles à bois sont susceptibles de maintenir pendant plus longtemps que celles voisines de 500 °C.
Le dispositif assure aux appareils catalytiques une combustion plus complète tout en fonctionnant à un régime de combustion lente. La catalyse réduit les particules fines mais pas les HAP. Le rendement du catalyseur se dégrade au cours du temps (notamment à cause de l'encrassement progressif des alvéoles du nid d'abeilles), ce qui se traduit par une augmentation des émissions. L'encrassement est d'autant plus rapide que l'on brûle un combustible mal adapté ou de mauvaise qualité (souillé ou trop humide). Un écart important de température (feu très chaud suivi d'un feu nettement plus froid) peut faire fendre la céramique ou réduire son revêtement métallique, ce qui entraîne une perte d'efficacité du catalyseur. Celui-ci doit donc être remplacé au bout d'un certain temps. En outre, les poêles catalytiques émettent davantage de particules qu'un poêle classique en début et en fin de combustion, le catalyseur n'étant alors pas assez chaud,.

#### Cas des poêles de masse
Les poêles de masse à bois en bûches (certains modèles peuvent aussi fonctionner avec des granulés de bois) sont également appelés « poêles à inertie » ou « poêles à accumulation » (d'énergie thermique).
Les matériaux réfractaires constituant le foyer permettent un accroissement de la température de combustion moyenne qui passe de 600 °C à 900 °C. Plus la température est élevée, plus la combustion est complète. C'est particulièrement le cas pour ce type de poêles à bois : la température peut même monter à plus de 1 000 °C. Toutefois, il y a des limites à ne pas dépasser : une température trop élevée favorise la production d'oxydes d'azote d'origine thermique.
| Combustible | bois bûche | granulé de bois |
| ----------- | ---------- | --------------- |
| Rendement   | 70 à 90 %, | 80 à 93 %       |

Fondés sur un protocole de test très strict, les rendements attribués aux poêles de masse sont bien représentatifs des performances réelles obtenues chez l'utilisateur. Des détails sont disponibles dans la section Distinction entre appareils indépendants classiques et poêles de masse.
Une étude du CSTB effectuée sur un poêle de masse en stéatite, note que « L'accumulation de la chaleur dans la masse en stéatite [...] permet de séparer la production de chaleur (difficile à maîtriser avec un poêle à bûches) de sa restitution. Elle permet donc de supprimer les fonctionnements au ralenti du système pendant la phase de combustion. Les essais réalisés en laboratoire ont montré que le système fonctionne à puissance nominale pendant les phases de combustion ce qui permet de réduire de façon sensible les émissions de polluants par rapport aux appareils à bois classiques ».

### Filtres à particules
Pour limiter la pollution des équipements de combustion du bois, des filtres à particules (ou filtres à fumée) sont développés pour les chaufferies de grande taille,, mais aussi à présent pour les appareils individuels, et trois modèles sont actuellement disponibles en Suisse, cependant l'efficacité de ces derniers doit encore être améliorée (voir « Campagne de mesures du PSI ») et leur surcoût limite leur développement.

#### Principe d'un électrofiltre pour appareils domestiques
Bien que ces dernières années d'importants progrès techniques ont été réalisés, le caractère récent d'une installation ne peut à lui seul garantir de faibles émissions. Les « systèmes de séparation de poussières » (filtres à particules) développés à ce jour pour les petits chauffages au bois fonctionnent quasiment tous selon le procédé de la précipitation électrostatique. Avec des chauffages bien utilisés et une combustion presque complète, ces systèmes peuvent encore réduire les émissions de poussières restantes.
(Source : Office fédéral suisse de l'environnement)
Le principe d'un filtre à particules électrostatique (également appelé « électrofiltre ») pour appareils domestiques est présenté sur le site de « Énergie-bois Suisse ». Ce type de filtre permet une réduction de 60 à 95 % des particules PM10.
Avantages

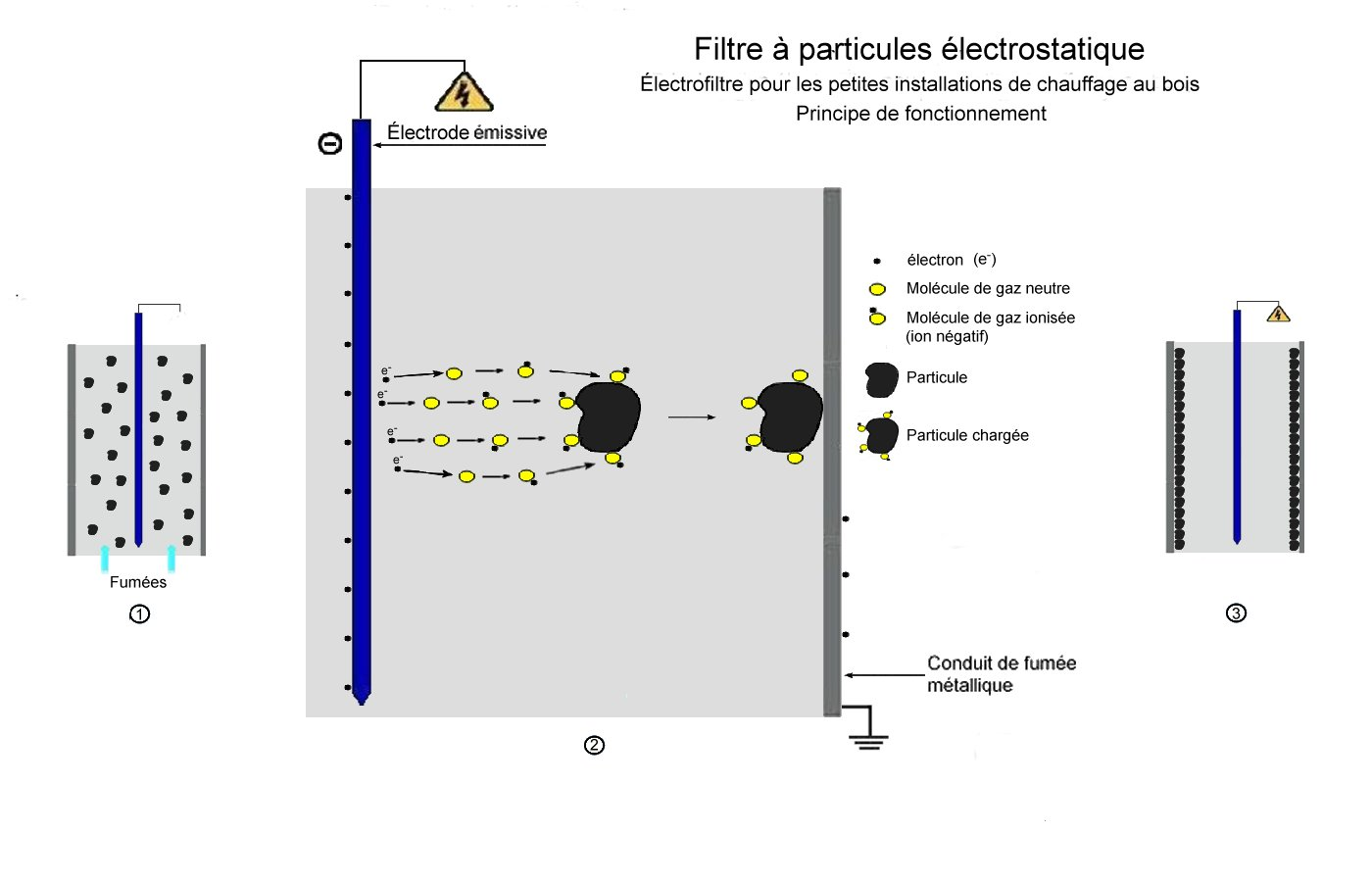
Principe d'un électrofiltre pour appareils domestiques.

Le filtre électrostatique comporte des avantages appréciables par rapport aux autres systèmes de filtration tels que les dépoussiéreurs par voie humide ou les filtres mécaniques,, notamment :
- taux de filtration très élevé, également pour les particules très fines ;
- faibles coûts d'entretien et de fonctionnement ; le nettoyage s'effectue lors du ramonage, sans problème particulier ;
- pas d'usure du système.

Une vidéo présente un électrofiltre suisse avec son principe de fonctionnement simplifié.

#### Autres filtres
Filtre catalytique. Ce nouveau filtre à particules, primé en 2011 au 12e « Salon Bois Énergie » (France), permettrait de réduire de 80 % les émissions polluantes de la combustion des foyers à bois, en particulier à l'allumage et au rechargement des cheminées,. Il fonctionne sans électricité.
À noter l'existence de « dépoussiéreurs par voie humide » : des « électrofiltres humides », des « condenseurs », qui permettent en outre une récupération d'énergie après refroidissement des fumées par pulvérisation d'eau, ainsi que des « laveurs de fumées »,.
- Article apparenté : Filtres et filtration en milieu industriel.

Dans le cas particulier de la chaudière à granulés à condensation, l'échangeur condenseur joue aussi le rôle de « filtre à particules » original.

#### Nécessité
Le principe de filtre à particules est d'autant plus nécessaire que, hormis les imbrûlés produits lors d'une combustion incomplète, la combustion complète du bois s'accompagne encore d'émissions notables de particules d'origine minérale (moins nocives que la suie, mais pas totalement inoffensives) et ces émissions étant inévitables, le filtre à particules s'avère la seule solution envisageable pour s'opposer à leur rejet dans l'atmosphère ; détails dans la section Combustion complète.
La nécessité d'équiper les appareils actuels d'un filtre à particules est évoquée dans un document de l'Office fédéral suisse de l'environnement intitulé : « Chauffages - Du bois d'accord, mais jamais sans filtre », ainsi que dans un reportage d'un journal télévisé de France 2 (cas présenté : celui d'une chaudière à granulés).
Pour respecter des normes de rejets de plus en plus exigeantes, le principe de filtre à particules s'avère de plus en plus incontournable. « Les normes en termes d'émissions de particules sont de plus en plus exigeantes [...] Le problème d'émissions de particules ne se cantonne pas aux chaudières industrielles. En effet les chaudières domestiques sont de plus en plus dans le viseur des autorités de contrôle. On parle de milliers, de dizaines de milliers de chaudières qui dans un futur proche devront être équipées de systèmes de filtration. Cette exigence est déjà en place dans certains pays d'Europe comme la Suisse ou l'Allemagne. »

### Méthodes de réduction des émissions de poussières
Nature des poussières émises par la combustion du bois :
- Imbrûlés solides ou liquides ;
- Minéraux ;

La réduction des émissions passe par l'association d'appareils et de combustibles de qualité, et de bonnes pratiques.
La réduction des émissions de poussières permet aussi de réduire simultanément les émissions d'autres polluants (métaux lourds, dioxines, COV, HAP…) présents sous forme particulaire.
L'étude ANTEA de l'ADEME met en évidence que la qualité du combustible (principalement le taux d'humidité), la bonne exploitation des installations et leurs dimensionnements (bien adaptés) sont prépondérants. « Une chaudière surdimensionnée fonctionne à faible charge avec des températures de combustion plus faibles et des émissions polluantes (notamment en CO) plus élevées.»,.
Deux possibilités existent pour réduire ces émissions :
- La première est « préventive » et consiste à travailler les paramètres d'émissions lors de la combustion pour les optimiser afin de réduire la quantité de particules produites.
- La seconde est « curative » et passe par l'installation de systèmes de filtration qui empêchent ces particules de se répandre dans l'atmosphère.

#### Quelles technologies choisir pour éviter de produire trop de poussières?
| Catégorie                          |  | Conditions "Si et seulement si"                                                                         |
| ---------------------------------- |  | --- |
| Cheminées à foyer ouvert           |  | |
| Petits poêles à convection anciens |  | |
| Inserts et cheminées à foyer fermé |  | - Foyer à post combustion - Combustible sec                                                             |
| Cuisinières à bois                 |  | - Foyer à post combustion ou combustion inversée - Combustible sec                                      |
| Chaudières à bûches                |  | - Foyer à combustion inversée ou post combustion - Combustible sec                                      |
| Poêles à bûches à post-combustion  |  | - Foyer à vraie post combustion - Combustible sec - Filtres à poussières éventuels                      |
| Poêles à granulés                  |  | - Combustible exempt de fines → moins de 1 %                                                            |
| Chaudières industrielles           |  | - Foyer moderne régulé avec sonde O2 - Combustible exempt de fines (< 5 %) - Filtres à poussières       |
| Chaudières à plaquettes            |  | - Foyer moderne régulé avec sonde O2 - Combustible exempt de fines (< 5 %) - Filtres à poussières       |
| Chaudières à granulés              |  | - Combustible exempt de fines Maximum 2 % en domestique (sans filtre) et 3 % en collectif (avec filtre) |

Source : Institut des bioénergies (ITEBE) 2008

#### Comment maîtriser les émissions?
Source : Institut des bioénergies (ITEBE) 2008

##### Solutions préventives: Réduction à la source
- Choisir un combustible adapté au foyer, ou l'inverse, pour garantir une combustion optimale et éviter les imbrûlés ;
- Contrôler et optimiser la combustion par sonde à oxygène pour éviter les imbrûlés volatils ;
- Contrôler la qualité du combustible, et en particulier le taux de fines.

##### Solutions curatives: Systèmes de filtration
En secteur domestique
- Quelques nouveaux filtres à particules ;

En collectif et industrie
- Cyclone et Multicyclone (plusieurs cyclones en parallèle) : chaufferies jusque 4 MW foyer en France ;
- Electrofiltre : pour chaufferies de plus de 4 MW foyer ;
- Filtre à manches (le nettoyage du filtre est assuré par un dispositif à air comprimé) : pour cas particuliers, contraintes locales fortes, forts taux de poussière dans le combustible ;

Differents types de filtres
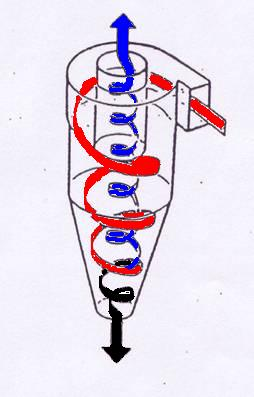
Cyclone air chargé, air purifié et particules
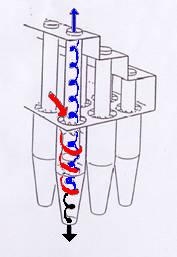
Multicyclone.
Principe d'un électrofiltre.
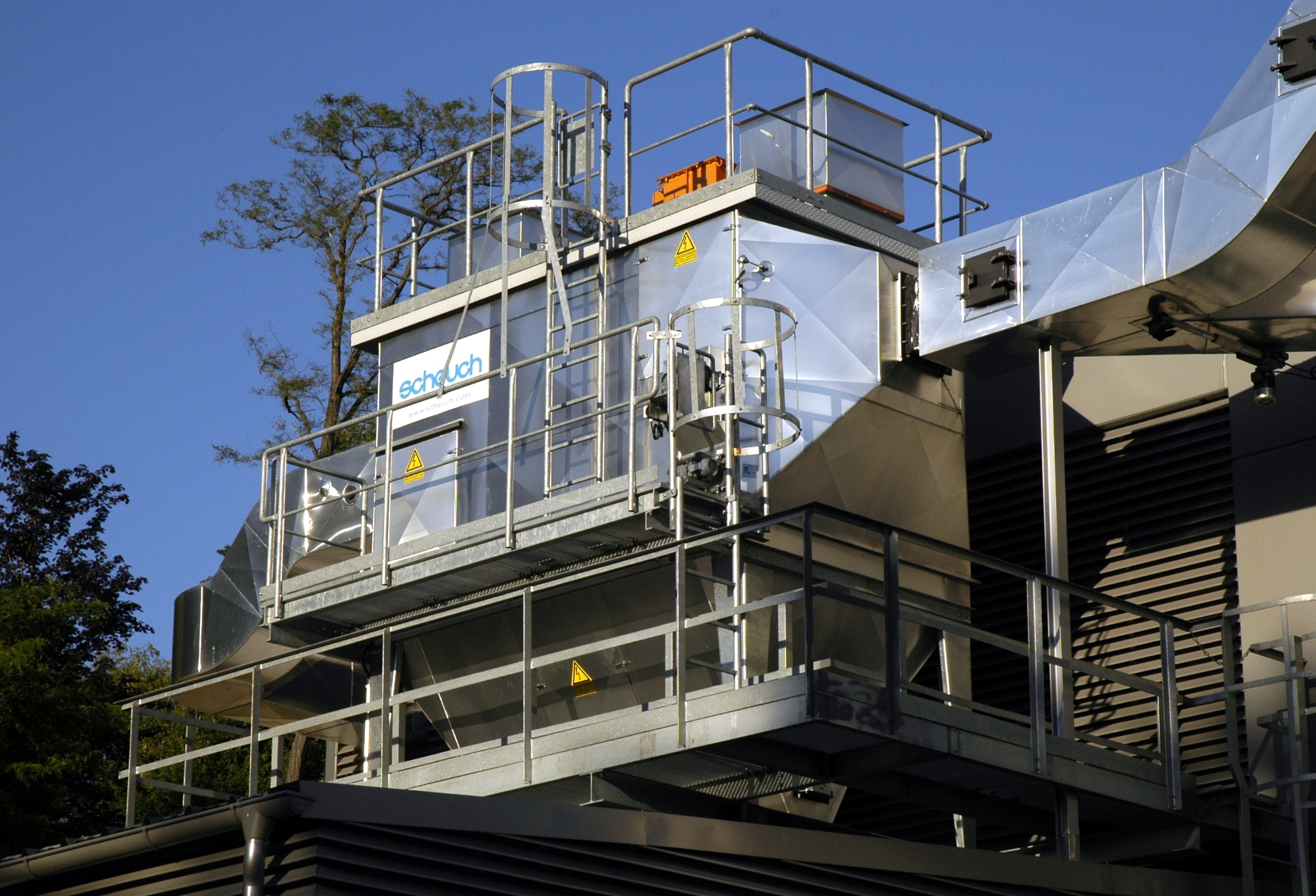
Électrofiltre d'une centrale de chauffage à la biomasse
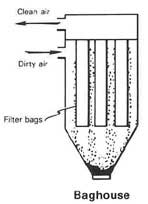
Filtre à manches.

## Bois énergie dans les pays du Sud

### Ressource vitale pour les pays du Sud
Source : X-Environnement 2004
Les diverses pressions (déforestation, surexploitation) qui s'exercent sur les ressources forestières des pays du Sud et provoquent l'inquiétude des opinions publiques des pays développés, comme d'ailleurs de la plupart des grandes instances internationales (Nations unies, Banque Mondiale), devraient se maintenir voire s'amplifier tout au long du XXIe siècle.
La « crise du bois de feu », annoncée à la Conférence des Nations unies sur les sources d'énergie nouvelles et renouvelables (Nairobi, 1981) et prévoyant des ruptures ou de graves problèmes d'approvisionnement, n'est finalement jamais arrivée. En effet, au-delà du bois de feu provenant des prélèvements effectués directement en forêt, la grande diversité des origines des combustibles ligneux (bois morts, branches des houppiers, rémanents, arbres de parcs agroforestiers, boisements villageois, résidus d'exploitation forestière et de transformation du bois, sous-produits des activités de conversion des terres) explique vraisemblablement cette situation.
Actuellement, l'énergie consommée dans le monde provient pour 80 % des combustibles fossiles, contre un peu plus de 10 % de la biomasse et la part du pétrole devrait diminuer très sensiblement à l'horizon 2050.
Les populations rurales des pays tropicaux ont toujours insuffisamment accès à l'électricité ou à la force motrice nécessaire au développement de leurs activités, une grande proportion de l'énergie qu'elles utilisent, à savoir essentiellement du bois de feu, étant destinée à des usages domestiques et notamment à la cuisson des aliments.
Dès maintenant, les combustibles issus de la biomasse, dont le bois de feu et le charbon de bois, représentent jusqu'à 90 % des besoins énergétiques des ménages en Afrique subsaharienne, 70 % dans la Chine rurale et entre 30 et 90 % de ces besoins en Amérique latine.

### Bois énergie dans la production de bois
Source : X-Environnement 2004
À l'échelle mondiale, c'est un peu plus de la moitié de la production de bois qui sert à produire de l'énergie, la différence étant essentiellement destinée aux utilisations de bois d'œuvre et de bois de trituration.
Excepté l'Afrique du Sud, la très grande majorité des pays africains se caractérisent par la prédominance de l'utilisation du bois à des fins énergétiques. Il en est de même du continent asiatique, à l'exception toutefois du Japon et, dans une moindre mesure, de la Chine, d'une part, de l'Amérique centrale, d'autre part. L'Amérique du Sud oscille quant à elle entre un modèle de type « pays développé », à l'image du Chili, et un modèle de type « pays en développement », à l'image de la Bolivie et du Pérou, le Brésil, pays-continent aux multiples facettes, combinant pour sa part ces différents modèles.
Le bois énergie représente encore près des trois quarts de la consommation totale des bois dans les pays en développement, ce qui constitue une caractéristique majeure d'un grand nombre de pays tropicaux.

### Bois énergie en Afrique
La production durable de bois comme source énergétique renouvelable a un potentiel considérable en Afrique. Le reboisement des terres érodées, le développement des plantations forestières et l'entretien durable de forêts naturelles, tout ceci peut contribuer à accroître la sécurité énergétique, à améliorer l'accès à l'énergie et à réduire la dépendance par rapport aux combustibles fossiles.
« Le bois est à la mode dans les pays riches comme combustible alternatif aux carburants fossiles. Il est aussi réhabilité dans les pays du Sud et notamment en Afrique. Pendant des dizaines d'années, le bois-combustible a eu mauvaise réputation dans ce continent. C'était l'énergie du pauvre. Son usage était considéré comme un frein au développement parce qu'il accaparait le temps disponible des populations et surtout des femmes. Sa collecte devait enfin mener à l'extinction des forêts en zone sahélienne […]
Paradoxalement, c'est lorsque les États ont interdit la collecte de bois vert, en République démocratique du Congo ou au Kenya, que la forêt a le plus reculé. N'étant plus entretenue, elle a subi des coupes rases pour des récoltes éphémères de sorgo ou de maïs, qui ont fait place, définitivement, au désert de latérite.
Au Burkina Faso, la gestion de la forêt pour produire du bois énergie a permis aux communautés qui ne vivaient pas de leurs céréales, de sortir de la pauvreté. Aujourd'hui, on s'intéresse au bois, aux déchets du bois, et plus généralement à la biomasse, qui englobe aussi d'autres déchets végétaux comme la paille de céréales ou les balles de riz, pour produire de l'électricité dans les communautés rurales. Madagascar a quatre projets de gazéification de la biomasse pour générer de la chaleur et du courant.
Au Maghreb les citadins passent au gaz de pétrole liquéfié, mais dans les villes subsahariennes, c'est le charbon de bois qui se substitue au bois de feu des communautés rurales. Pour fournir des cités à la démographie galopante comme Bamako, Ouagadougou, sans parler de Lagos ou Kinshasa, l'Afrique ne pourra pas, selon ces chercheurs, faire l'économie de plantations forestières artificielles, comme celles d'eucalyptus, plus productives que les forêts naturelles, pour rapprocher la ressource des grands bassins de consommation. Il faudra aussi, comme en Europe, organiser le transport des plaquettes ou du charbon de bois. ».

## Aspects environnementaux

### Caractère renouvelable
Le ministère de l'Environnement, de l'Énergie et de la Mer classe le bois énergie parmi les énergies renouvelables. C'est même la première source d'énergie renouvelable en France : cette source compte pour près de 40 % de l'énergie primaire renouvelable produite en France en 2016, qui elle-même représente 9,4 % de la production d'énergie primaire totale. En France, en 2022, le bois énergie représente les deux tiers de la chaleur renouvelable[réf. incomplète].
Selon France Nature Environnement, « le bois énergie n'est pas une énergie renouvelable comme le solaire ou l'éolien. La reconstitution de l'écosystème forestier se compte en décennies : il faut donc la préserver et privilégier son utilisation pour la construction plutôt que pour l'énergie ».
En 2019, une action en justice est intentée pour empêcher que la biomasse forestière soit incluse dans la directive européenne sur l'énergie renouvelable. Elle est introduite par des ONGE originaires d’Estonie, de France, d’Irlande, de Roumanie, de Slovaquie, de Suède et des Etats-Unis.
Une lettre ouverte de plus de 500 scientifiques appelle, en février 2021, les gouvernements à supprimer toute incitation qui encouragerait le bois énergie, que celui-ci soit issu ou non de leurs propres ressources forestières. En effet, lorsque l’industrie du bois et du papier utilise ses déchets de production pour produire de l’électricité et de la chaleur, cette utilisation des co-produits ne nécessite pas de prélèvements additionnels de bois. Mais plus récemment s’est développée une pratique consistant à abattre des arbres ou à mobiliser de larges fractions de récoltes de bois pour produire de l’énergie. Le résultat de ce prélèvement additionnel induit une augmentation importante des émissions de carbone. Des études ont montré que la combustion de bois peut augmenter le réchauffement pendant des dizaines d’années, voire des siècles,.
Selon l'association Canopée, « maintenir les arbres sur pied est un moyen efficace de stocker durablement le carbone et de le retirer de l’atmosphère »,. The Shift Project recommande « un recours limité au bois [énergie] »,. Pour l'Agence internationale de l'énergie, contenir la « hausse moyenne des températures [...] à 1,7 °C » passe nécessairement par la décarbonation du système énergétique — ce qui implique l'électrification des mix énergétiques — et l'inversion du « recul des forêts et [de] la dégradation des terres ». Ces mesures doivent être prises « intégralement et dans les temps ».

### Bilan carbone du bois énergie
| Combustible               | CO2 (kg/GJ) |
| ------------------------- | ----------- |
| Bois et déchets assimilés | 92          |
| Fioul domestique (FOD)    | 75          |
| Fioul lourd               | 78          |
| Gaz naturel               | 57          |
| Charbon                   | 95          |

La combustion du bois comme source d'énergie n'a un bilan neutre du point de vue des émissions atmosphériques de CO2 que dans la mesure où le bois est exploité comme une énergie renouvelable et que les techniques d'exploitation n'utilise pas l'énergie fossile. Dans ce cas, la quantité de CO2 libérée par la combustion du bois est compensée par la capture d'une même quantité de CO2 pour la croissance de l'arbre. Ceci est vrai tant que l'exploitation du bois conduit à une quantité de bois créé au moins équivalente à celle consommée.
Source : MEDD, questionnaire de déclaration annuelle des émissions polluantes 2005 des installations classées soumises à autorisation.
Dans l'inventaire UNFCCC, on comptabilise d'abord le stock de carbone constitué par l'accroissement de biomasse au cours de l'année considérée et ensuite, on lui retranche la quantité de carbone relative aux émissions de CO2 dues à la combustion de la biomasse. En France et en Europe, la forêt étant gérée durablement, elle s'accroît et joue donc le rôle de puits de carbone : la fixation de CO2 par photosynthèse (accroissement biologique de la forêt + plantations artificielles) est supérieure aux émissions dues à la décomposition et à la combustion

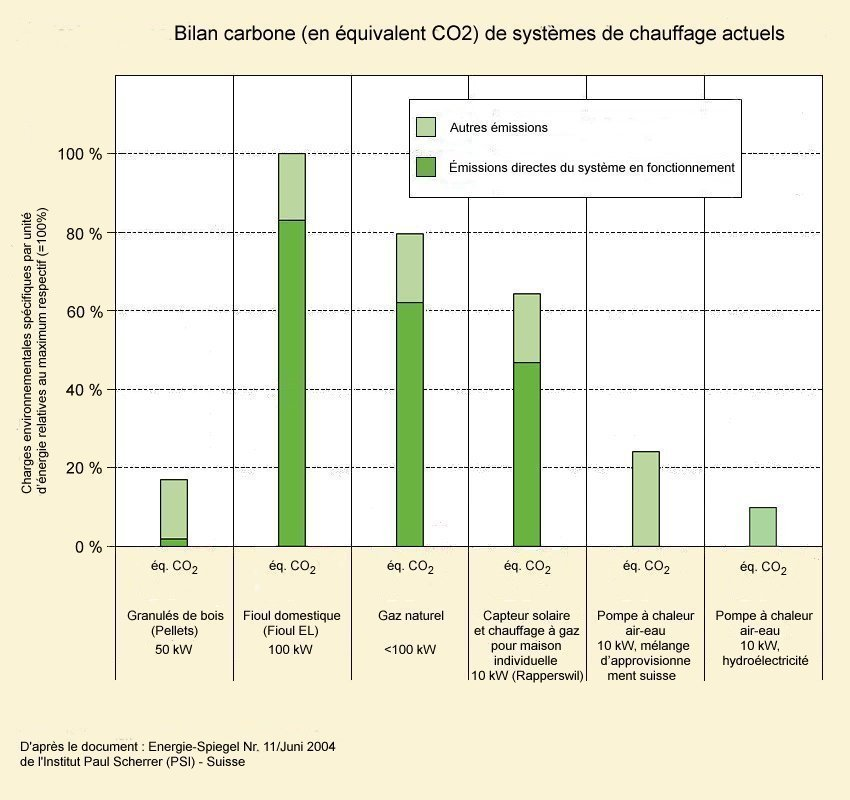
Bilan des émissions de gaz à effet de serre (en équivalent) en Suisse.
Émissions directes. Autres émissions = émissions sur la chaîne de production

Ce bilan ne prend pas en compte l'énergie grise qui ici est notamment constituée de l'énergie nécessaire à l'exploitation et l'entretien des forêts, à la découpe des arbres et au transport du bois jusqu'aux lieux de combustion.
La contribution de l'étape de combustion à l'effet de serre est liée aux émissions de méthane (CH4) et de protoxyde d'azote (N2O),. Le méthane a un potentiel de réchauffement global (PRG) égal à 25 fois celui du CO2 sur une période de 100 ans (la durée de vie du dioxyde de carbone dans l'atmosphère est estimée à environ 100 ans). Le PRG du protoxyde d'azote est égal à 298 fois celui du CO2 sur une période de même durée. Cette contribution représente une part notable du bilan effet de serre du bois énergie.
La somme, en équivalent CO2, de ces différentes contributions constitue le bilan carbone du bois énergie. Ce bilan présente un net avantage par rapport à ceux des énergies classiques,.
Comme agent énergétique, le bois produit 42 g éq. CO2 par kilowatt-heure utile (produit chez l'usager), contre plus de 400 pour le fioul et 6 pour le nucléaire en France. De plus, la filière bois dispose encore d'une marge importante d'amélioration (performance des techniques de coupe et débardage, diminution de l'usage des emballages plastiques, voire livraison en vrac, pour les granulés et le bois densifié).
Concernant la présence de carbone organique dans les sols la situation est plus complexe : la décomposition naturelle du bois est un processus alimentant une importante biomasse de détritivores et saprophytes et aboutit in fine à la création d'humus qui remplace le sol emporté par érosion. La combustion, a contrario, ne produit qu'une faible quantité de cendres qui sont essentiellement des sels minéraux inorganiques. En revanche, le débitage des arbres crée une importante quantité de divers déchets de bois (branchages, sciure, copeaux, écorce...) qui contribue à nourrir cette biomasse là où ils ne sont pas valorisés sous forme de plaquettes forestières.

#### Dette carbone
Le bilan carbone du bois énergie donne une indication sur le long terme. À court terme, le bilan est plus élevé : d'une part, le carbone libéré par la combustion n'est pas encore recapturé par la croissance des arbres. Cela constitue une « dette carbone », qui est amortie après un « temps de retour carbone », une fois que la biomasse a repoussé et a séquestré de surcroît le carbone lié aux processus de transformation. Au-delà de ce temps de retour, le bilan est positif. Ce délai peut varier d'une dizaine à une cinquantaine d'années, notamment selon les modes de gestion forestière et de transformation.
D'autre part un accroissement des prélèvements de bois peut réduire le rythme de séquestration du carbone dans les écosystèmes, allongeant ainsi le temps de retour carbone,.

### Pollution: état des lieux et stratégies de réduction
Le bois est une source d'énergie qui peut être renouvelable et avoir une moindre incidence sur le climat que les combustibles fossiles. Mais par rapport aux installations de combustion alimentées au fioul ou au gaz, les appareils de chauffage au bois émettent beaucoup plus de polluants atmosphériques, notamment des particules fines cancérogènes.
Les émissions de particules fines de tous les chauffages au bois sont plusieurs fois supérieures aux émissions dues aux chauffages au fioul et au gaz, bien que la contribution du bois à la production de chaleur soit en proportion bien plus faible. Les chauffages au bois sont de loin la plus grande source d'émissions de particules fines liées à la combustion.
Pour les autres gaz de combustion tels que les oxydes d'azote (NOx), le monoxyde de carbone (CO) et les composés organiques volatils (COV), les chauffages au bois génèrent plus d'émissions par unité d'énergie produite que les installations de combustion fonctionnant aux énergies fossiles.
Concernant la pollution aux particules fines, les COV notamment posent problème, car ils contiennent des composés hautement toxiques et se condensent en partie dans l'air, formant des particules fines supplémentaires.
Selon une étude de l'Institut français du pétrole de 2006, portant sur l'optimisation de la combustion du bois énergie :
« L'utilisation du bois comme source d'énergie peut être considérée comme renouvelable, et ainsi participer pleinement au développement durable, si les rejets émis sont faibles et maîtrisés. À l'heure actuelle, toutes les installations satisfont aux normes de rejets en vigueur, mais il est maintenant nécessaire d'aller plus loin et d'atteindre des performances thermiques et environnement les proches de celles obtenues avec les combustibles fossiles. »
Les risques de pollution associés à l'utilisation du combustible bois sont liés d'abord à son caractère de combustible solide, en outre d'origine végétale. Ces risques sont considérablement accrus si le combustible est utilisé d'une manière incorrecte.
La combustion de bois dans de mauvaises conditions peut être une source importante de pollution atmosphérique. Du bois insuffisamment sec, une combustion lente, l'utilisation de bois souillés (traités contre insectes ou champignons, peints, etc.) produisent des fumées constituées de particules de suie, de divers composés organiques volatils, d'hydrocarbures aromatiques polycycliques, de dioxines, de furanes, de monoxyde de carbone, d'acide cyanhydrique, de métaux lourds, etc. qui posent tous des problèmes importants de santé publique.

#### Impact sur la qualité de l'air

##### Des effets importants à courte et à longue distance
Les problèmes se posent d'abord en zone d'habitat rapproché, la pollution générée ayant un impact négatif sur la qualité de l'air en particulier dans les environs immédiats de la source d'émission,.
Énergie-bois Suisse a réalisé une simulation pour visualiser la différence d'impact entre les appareils anciens et/ou ayant un mauvais rendement et des matériels performants.
« Trois cas de figure sont illustrés par l'occupation au sol de la pollution de différents appareils en diluant les particules à la valeur limite de 50 μg/m3 sur une couche d'air de 500 mètres de haut. Sachant que les PM10 restent en suspension en moyenne pendant 10 jours, le calcul est effectué avec 10 jours d'émissions. Dans le cas d'un feu en forêt de 500 kg de bois humide à l'air libre, les émissions sont de 5000 m3 à une concentration de 5000 mg/m3 et polluent 100 ha. Dans le cas de 5 appareils de chauffage domestique à mauvais rendement, les émissions sont de 135 g/h et polluent 27 ha par appareil. Enfin dans le cas de cinq poêles à granulés avec des émissions de 0.67 g/h, la surface polluée est de 135 m2 par appareil ».
Si le problème se situe en premier lieu au voisinage des sources, « le vent peut transporter une partie des substances précurseurs et les particules émises sur plusieurs centaines de kilomètres ». À l'échelle de l'Europe des Quinze, le principal émetteur de particules fines PM2,5 à l'horizon 2020 sera la combustion du bois dans les petits appareils domestiques, selon l'OMS (voir la section « Pollution atmosphérique transfrontière à longue distance »).

##### Impact en milieu urbain
Pour l'OMS, les particules dues à la combustion sont les plus dangereuses pour la santé. En zones urbanisées, sont concernées les émissions des véhicules diesel et du chauffage (combustibles solides).
Une étude de l'INERIS, en partenariat avec des Associations agréées de la surveillance de la qualité de l'air (AASQA), a été réalisée dans quatre villes françaises de novembre 2006 à avril 2007. Les résultats obtenus « prouvent que la combustion du bois joue un rôle important sur la composition de la matière organique de l'aérosol atmosphérique et sur la pollution particulaire en milieu urbain ».
Les chauffages au bois émettent davantage de poussières fines et de certains autres polluants, que la circulation routière,.
En Suisse, selon l'institut Paul-Scherrer, la combustion du bois contribue considérablement l'hiver à la pollution par les poussières fines dans les agglomérations (cf. Campagne de mesures du PSI).
Ces constats sont corroborés par un scientifique, contributeur au projet Carbosol, pour lequel « même dans les grandes villes, le bois est la source de pollution no 1 ».
Pour participer à la réduction de la pollution dans l'agglomération, la ville de Lausanne incite les habitants qui se chauffent au bois à équiper leur cheminée d'un filtre à particules.

##### Impact en milieu rural
En milieu rural, la combustion du bois peut conduire à des niveaux élevés de particules PM10 et de benzo[a]pyrène (ou B[a]P, un HAP très cancérigène) dans l'air extérieur.

#### Effets sur la santé

##### Des risques sanitaires plus importants qu'avec les autres combustibles
De récentes études épidémiologiques ont souligné la similarité des effets sur la santé entre les fumées de combustion de biomasse (chauffage au bois, feux de végétaux) et les produits pétroliers (diesel), tant dans la nature que dans la fréquence des troubles engendrés (affection respiratoire, cancer du poumon...). Une étude scientifique en anglais analyse les effets sur la santé de la fumée de bois.
Du point de vue de la propreté de ses émissions, le bois est une forme d'énergie désavantagée par rapport aux autres combustibles, notamment en ce qui concerne les émissions de particules,, et les risques sanitaires qui en résultent sont plus importants. La combustion de bois est principalement émettrice de particules très fines, de diamètre inférieur à 1 micromètre (PM1),. Les risques sanitaires sont liés à la taille et à la composition chimique des particules.

« La combustion du bois est principalement émettrice de très fines particules PM1. Les particules PM1 sont si petites qu'elles peuvent pénétrer loin dans le système respiratoire et générer des asthmes ou bronchites chroniques, voire intégrer le sang et le contaminer. Les PM10 et PM2.5 contiennent des métaux lourds et des hydrocarbures cancérigènes, phénomène comparable au tabagisme passif. »

Concernant l'aspect « tabagisme passif », l'Association d'otorhinolaryngologie et de chirurgie cervico-faciale du Québec déclare :

« Un système de chauffage au bois est similaire à une maison de fumeurs [...] ce type de chauffage n'est pas recommandé (même comme appoint). »

Le traitement des particules est un sujet qui mobilise actuellement toute la filière bois énergie. Un site rend compte des techniques de dépoussiérage présentées dans le cadre des « Salons Bois Énergie ».

##### Solution «filtres à particules»
Voir la section Filtres à particules - Nécessité.
« Bien que les énergies dites vertes soient une excellente solution parce qu'elles sont neutres dans le cycle du carbone, la biomasse engendre des problèmes d'émissions de particules [...] Ces émissions doivent être contrôlées par des moyens en aval de la combustion, derrière la chaudière ou le gazéificateur, qui retiennent ces particules [...] Et la préoccupation envers les problèmes de particules en suspension est de plus en plus grande. Le véritable problème provient des particules les plus fines, parfois nanométriques. Leur taille est inférieure à un millième de millimètre [particules PM1]. Ces dernières sont très dangereuses pour la santé humaine. Elles sont capables d'entrer profondément dans les poumons. Et il est désormais démontré que leur présence est associée avec de nombreux cancers. Donc on a affaire à un problème majeur de santé publique. On doit donc s'en occuper. »
Selon la Fondation québécoise en santé respiratoire (FQSR) :
« Il est bien sûr extrêmement important d'utiliser en tout temps du bois sec et propre et de bien contrôler la combustion. Toutefois, brûler du bois entraînera toujours des émissions de polluants comme des particules fines, pratiquement invisibles, mais qui peuvent pénétrer très profondément dans le système respiratoire. »
Le principe de filtre à particules apporte une réponse au commentaire de la FQSR, ainsi que l'expose une vidéo suisse.
Après avoir rappelé les avantages du bois énergie, celle-ci évoque la question des particules fines dangereuses pour la santé émises par sa combustion, puis des solutions à ce problème pour les installations domestiques :
1. La « bonne méthode d'allumage du feu, avec un bois de forêt bien sec » et « une installation de chauffage dont la combustion est optimale » permettent « une certaine réduction des émissions de particules ». La réduction des émissions est plus facilement réalisable avec les installations automatiques, qui fonctionnent le plus souvent aux pellets, qu'avec les chauffages à chargement manuel pour lesquels la seule possibilité d'améliorer la situation passe par l'information ou la formation des utilisateurs[162] ;
2. Pour « capter les poussières restantes », un « filtre électrostatique à particules fines » équipe l'installation ; il permet de réduire « pratiquement complètement » les émissions de particules fines de la cheminée. Les conditions 1. doivent être nécessairement remplies pour que le filtre électrostatique atteigne sa pleine efficacité[162] ;
3. Des détails supplémentaires sont disponibles dans la section Principe d'un électrofiltre pour appareils domestiques.

## Développement et législation dans le monde

### Développement du bois énergie
Dans différents pays, le développement du bois énergie, dans le cadre de la promotion des énergies renouvelables, fait craindre une aggravation de la pollution atmosphérique, notamment par les particules fines ; les problèmes de pollution atmosphérique générée par le bois énergie concernent avant tout le chauffage au bois résidentiel,.
|                                                             | SO2 kt | NOx kt  | CO kt      | COVNM kt | HAP* t  | Dioxines g (ITEQ**) | PM10 kt  | PM2,5 kt |
| ----------------------------------------------------------- | ------ | ------- | ---------- | -------- | ------- | ------------------- | -------- | -------- |
| Secteur domestique (résidentiel individuel) % du total bois | 6,4 82 | 19,2 69 | 1 704,4 98 | 303,9 99 | 19,1 98 | 21,9 91             | 131,3 97 | 128,6 97 |
| Secteurs collectif, industriel et agricole % du total bois  | 1,4 18 | 8,7 31  | 35,3 2     | 2,9 1    | 0,3 2   | 2,1 9               | 4,1 3    | 3,5 3    |
| % du total national                                         | 2      | 2       | 31         | 22       | 77      | 11                  | 27       | 40       |

* Somme de 4 HAP tels que définis par la CEE-NU : benzo(a)pyrène, benzo(b)fluoranthène, benzo(k)fluoranthène et indéno(1,2,3-cd)pyrène.
Ces 4 HAP sont cancérogènes. Voir leur toxicité
* ITEQ = International Toxic Equivalent Quantity
Source : Jean-Pierre Sawerysyn, #Bibliographie, p. 14 (p. 8 du fichier)[source insuffisante]

#### Particules et monoxyde de carbone
La combustion du bois émet des particules minérales (formées à partir des minéraux contenus initialement dans le bois) lorsque la combustion est complète et des particules carbonées lorsque la combustion est incomplète.
Les émissions de particules carbonées et de monoxyde de carbone (CO) sont liées (voir Corrélation entre monoxyde de carbone et particules carbonées).
« L'émission de poussières fines PM10 produites par la combustion du bois dans les poêles et cheminées domestiques est l'un des problèmes les plus sensibles en Italie et dans les pays européens, en particulier dans les pays germanophones. L'Allemagne, la Suisse et l'Autriche évoluent dans ce sens avec l'installation d'appareils à haut rendement et basses émissions de CO et de poussières totales ainsi qu'avec l'application d'un entretien correct des appareils existants. ».
En France, Airparif, par exemple, estime qu'il est nécessaire de prendre très sérieusement en compte la pollution particulaire générée par le chauffage au bois :
« Le chauffage au bois étant préconisé dans la lutte contre le changement climatique, une prise en compte de cette source de particules semble primordiale pour que son développement ne vienne pas à terme compromettre les efforts de diminution de la pollution atmosphérique entrepris par ailleurs. »
Les technologies évoluent et les appareils sont de moins en moins émetteurs de polluants. À titre d'exemple, en France, un appareil Flamme Verte 5 étoiles, installé « dans les règles de l'art » et bien utilisé, présente la garantie d'émettre moins de 80 mg/Nm3 de poussières totales (TSP). Des progrès sont encore possibles. « Certains modèles, encore en développement, ne dépasseront pas les 20 mg/m3 ». C'est par exemple le cas d'une chaudière automatisée autrichienne présentée en avant-première au salon Bois Énergie 2014 (France) et « répondant déjà aux futures réglementations et normes les plus sévères », notamment en matière d'émissions de poussières et de monoxyde de carbone. Ses émissions de poussières sont inférieures à 20 mg/Nm3 (à 11 % d'O2) à puissance nominale. Cette nouvelle norme entre en vigueur à partir du 1er janvier 2015 en Allemagne et à Paris.

#### Oxydes d'azote
Les chauffages au bois génèrent plus d'émissions d'oxydes d'azote (NOx) par unité d'énergie produite que les installations de combustion fonctionnant aux énergies fossiles. Concernant le développement des énergies renouvelables, celui de la biomasse énergie « joue un rôle prépondérant par rapport aux autres énergies dans l'évolution des émissions de NOx ».

##### Émissions en France métropolitaine
Ici encore, le secteur résidentiel est, bien que d'une façon moins marquée, le principal émetteur de NOx issus de la combustion de la biomasse (tableau ci-dessus).
| Combustible | 2005   | 2006   | 2007   | 2008   | 2009   | 2010   | 2011   | 2012   | 2013   |
| --- | ------ | ------ | ------ | ------ | ------ | ------ | ------ | ------ | ------ |
| Bois énergie % du total national | 27 1,9 | 28 2,1 | 28 2,2 | 31 2,6 | 34 3,0 | 37 3,4 | 32 3,1 | 35 3,5 | 39 4,0 |
| Charbon* % du total national | 83 5,8 | 71 5,2 | 75 5,8 | 51 4,2 | 48 4,3 | 45 4,1 | 30 2,9 | 41 4,1 | 42 4,3 |
| Fioul lourd % du total national | 50 3,5 | 46 3,4 | 35 2,7 | 31 2,6 | 29 2,6 | 27 2,5 | 20 1,9 | 20 2,0 | 17 1,7 |
| Fioul domestique** % du total national | 268 19 | 243 18 | 214 17 | 206 17 | 194 17 | 178 16 | 135 13 | 53 5,3 | 55 5,6 |
| Gaz naturel et GNV % du total national | 96 6,7 | 91 6,7 | 88 6,8 | 90 7,6 | 85 7,6 | 90 8,2 | 78 7,5 | 80 8,0 | 81 8,2 |
| Source : CITEPA, mise à jour d'avril 2015. Inventaire des émissions de polluants atmosphériques et de gaz à effet de serre en France – Format SECTEN, p. 207 (p. 211 du fichier) |        |        |        |        |        |        |        |        |        |

*Page 207 : le charbon est représenté par les « CMS sauf lignite »
Depuis le 1er mai 2011, les engins mobiles non routiers, bateaux de plaisance et bateaux de navigation intérieure ne pouvaient plus utiliser le fioul domestique. Pour les tracteurs agricoles ou forestiers, cette obligation a été appliquée depuis le 1er novembre 2011. Ceci explique la diminution de la consommation de ce combustible enregistrée à partir de l'année 2012.
Entre 2005 et 2013, la contribution du bois énergie aux émissions de NOx a quasiment doublé.[réf. souhaitée]
La baisse des émissions signalée en 2011 dans le secteur résidentiel/tertiaire par l‘inventaire du Citepa s'explique par un climat doux cette année-là. Ceci souligne la sensibilité des émissions aux aléas climatiques (p. 27, p. 31 du fichier SECTEN)[source insuffisante].
En 2012, la contribution du chauffage individuel au bois aux émissions de NOx a été de 1,9 %. Le secteur individuel (domestique) a donc contribué (voir tableau) à 1,9/3,5 = 54 % du « total national » du bois énergie, inférieur aux 69 % de 2005 consignés dans le premier tableau plus haut. La contribution aux émissions de NOx des chaufferies biomasse s'est donc accrue.

##### Techniques de réduction des émissions
Pour réduire les émissions de NOx des chaudières à bûches, des procédés comme lapport d'air étagé et lalimentation en combustible étagée, sont nécessaires,.
D'autres méthodes sont envisagées pour réduire les émissions de NOx des chaufferies biomasse, notamment les technologies SCR (en anglais Selective Catalytic Reduction) et SNCR (en anglais Selective Non Catalytic Reduction) pour les chaufferies de puissances importantes.
Un autre dossier consacré au même sujet s'intitule « Bonnes pratiques bas-NOx pour chaudières à biomasse »(Techniques de réduction des émissions de NOx : p. 16, 19 à 24.

### Europe

#### Programme européen Carbosol (2001-2005)
Ce programme scientifique rassemblait des chercheurs de différentes nationalités et avait pour objectif notamment de définir les parts respectives des combustibles fossiles (transport, industrie, chauffage au fioul et au gaz) et de la biomasse (chauffage au bois, feux de végétaux) à la pollution par les particules carbonées qui sont reconnues les plus dangereuses pour la santé. Les résultats de l'étude ont été publiés à la mi-décembre 2007 : la combustion de biomasse (feux de cheminée, feux agricoles et feux de jardins) est responsable de 50 à 70 % de la pollution carbonée hivernale en Europe.
« Comment lutter efficacement contre la pollution particulaire carbonée ? - Si de nombreux et coûteux efforts ont été faits et se poursuivent pour limiter la pollution particulaire carbonée, ces nouvelles études suggèrent que la manière la plus efficace de limiter cette pollution à l'échelle continentale, notamment en hiver, consisterait à s'attaquer principalement à la combustion de biomasse, par des évolutions technologiques et une réglementation sévère limitant ses modes d'utilisation [...] De nombreux États ont d'ailleurs interdit depuis longtemps les feux de cheminées ouvertes [cheminées à foyer ouvert], les feux agricoles et ceux de jardins. »

#### Pollution atmosphérique transfrontière à longue distance

##### Transport de particules
Selon l'OMS, le transport de particules à longue distance contribue significativement à l'exposition des populations et aux effets sur la santé. Dans l'Europe des quinze, la combustion du bois dans les petits appareils domestiques, poêles, cuisinières, etc. (« combustion of wood in domestic stoves »), deviendrait, à l'horizon 2020, la principale source de particules fines PM2,5.

##### Impact sur l'environnement des émissions de carbone noir

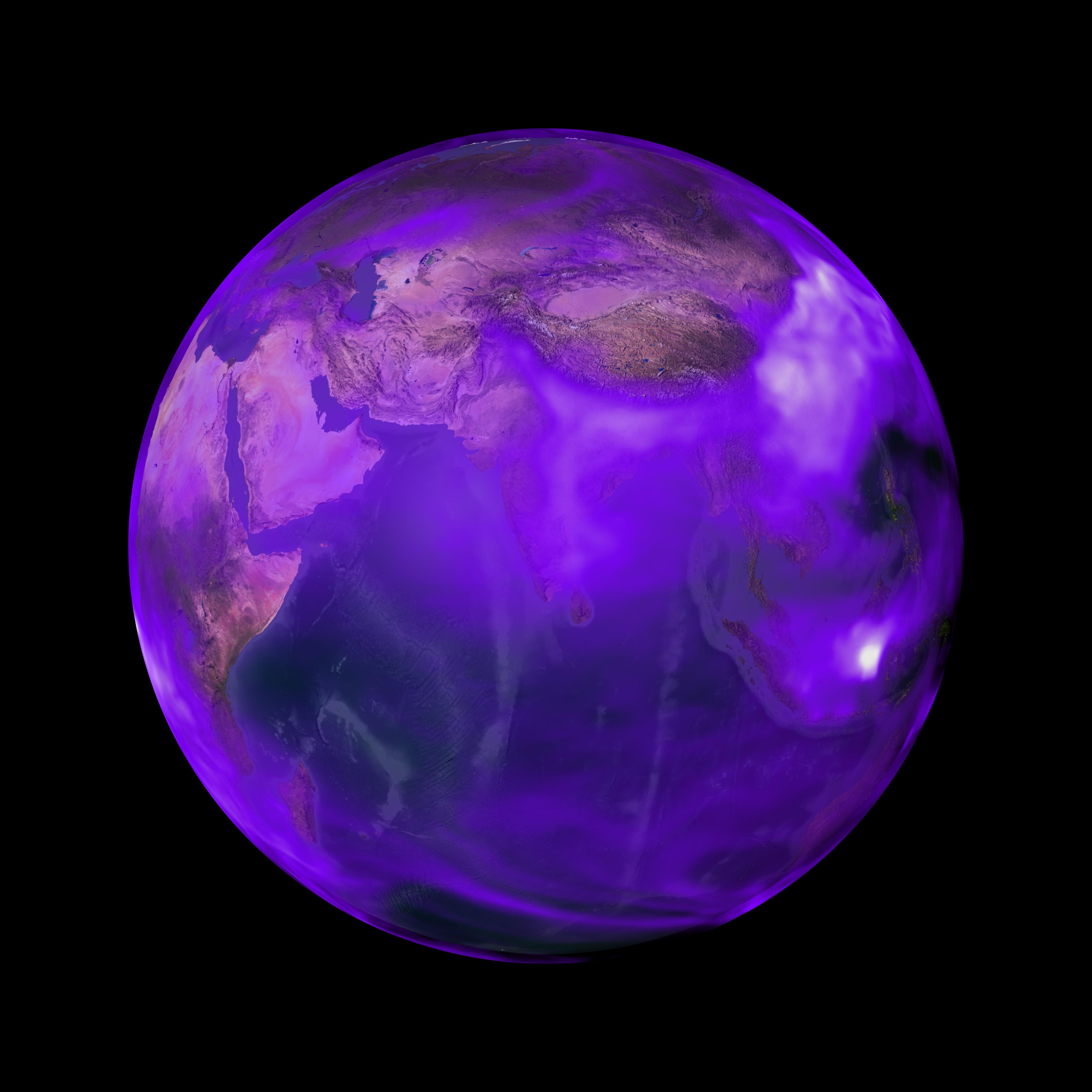
Le carbone noir, communément appelé suie, est présent dans le monde entier.

Le carbone noir ((en) Black carbon BC) (ou carbone suie) est lié aux combustions incomplètes de combustibles fossiles et de la biomasse, il représente une partie des suies, mélanges complexes de particules composées avant tout de carbone suie et de carbone organique. Le carbone suie a un pouvoir de réchauffement de l'atmosphère car il absorbe le rayonnement solaire (effet corps noir). Le carbone organique au contraire tend à refroidir l'atmosphère. Le carbone noir provoque, par tonne, un réchauffement bien plus important que le refroidissement causé par le carbone organique (p. 5).
Le « carbone noir » est l'un des principaux polluants climatiques de courte durée de vie dans l'atmosphère (de quelques jours à quelques décennies selon le polluant). Ces polluants influent fortement sur le réchauffement du climat, ils sont les plus importants contributeurs à l'effet de serre d'origine humaine après le CO2. Ils sont également des polluants atmosphériques dangereux, qui ont de nombreux impacts néfastes sur la santé humaine, l'agriculture et les écosystèmes.
- Jérôme Boutang, actuel directeur général du Centre interprofessionnel technique d'études de la pollution atmosphérique pour la France métropolitaine (Citepa) apporte les précisions suivantes sur le carbone noir : « Le black carbone ou carbone suie est un ensemble de particules qui attirent l'attention en ce moment car elles sont à l'intersection des problématiques de santé et du changement climatique [...] D'une durée de vie de 3 à 8 jours, ces particules sont émises par le chauffage au bois et le transport routier dans les pays développés mais aussi par les fours de cuisson au bois et le brûlage des déchets verts dans les pays en développement »[238].
- Un rapport publié en décembre 2010 par le Groupe d'experts du carbone noir avec le concours des participants et observateurs de la Convention sur la pollution atmosphérique transfrontière à longue distance, évalue, dans la CEE, les informations disponibles sur ce polluant et envisage les possibilités de réduction des émissions qui auraient un effet bénéfique notamment sur l'environnement et la santé[236].

Le carbone noir produit par la combustion incomplète de divers combustibles (comme le carburant diesel, le charbon et la biomasse) est un aérosol carboné qui, outre ses incidences négatives sur la santé, absorbe fortement la lumière solaire et contribue au réchauffement de l'atmosphère ; son dépôt aggrave la fonte de la neige et de la glace. Plus que d'autres régions, l'Arctique et les régions alpines pourraient tirer avantage de la réduction des émissions de carbone noir. S'il est prévu une forte diminution des émissions du secteur des transports (en particulier routier), en revanche la combustion domestique (tous combustibles confondus) est et demeure à l'avenir un des grands secteurs émetteurs de carbone noir. D'ici à 2020, les petits appareils de chauffage domestique produiront à peu près la moitié des émissions totales de carbone noir. Le développement de la biomasse énergie, comme mesure de protection du climat, risque d'accentuer cette tendance (voir § 25 page 9 et § 43 page 13). L'utilisation de poêles et chaudières modernes à granulés de bois, par exemple, pourrait sensiblement réduire les émissions de carbone noir dues à la combustion de la biomasse (§ 44 p. 13).

Chauffage avec granulés
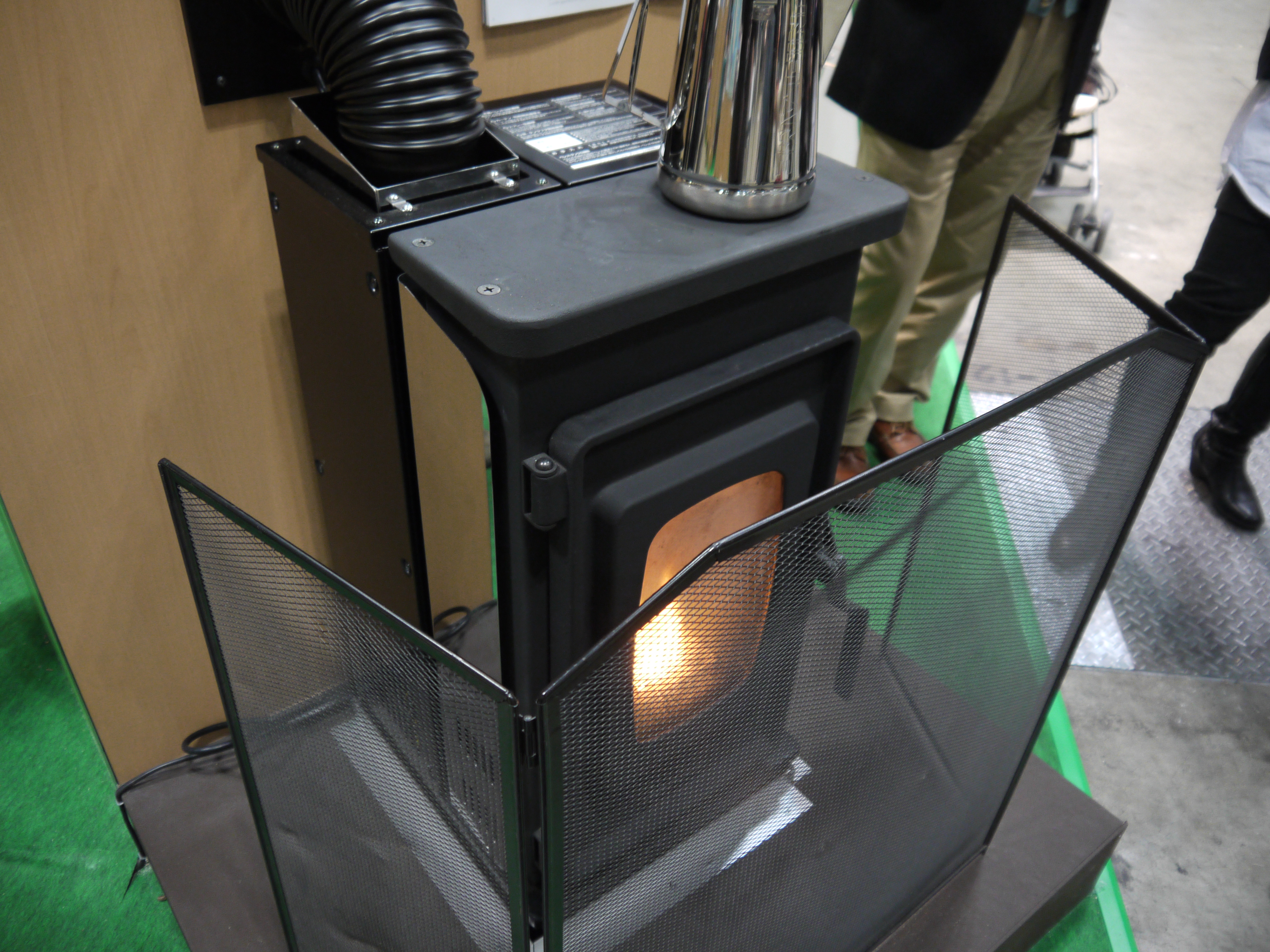
Poêle à granulés.
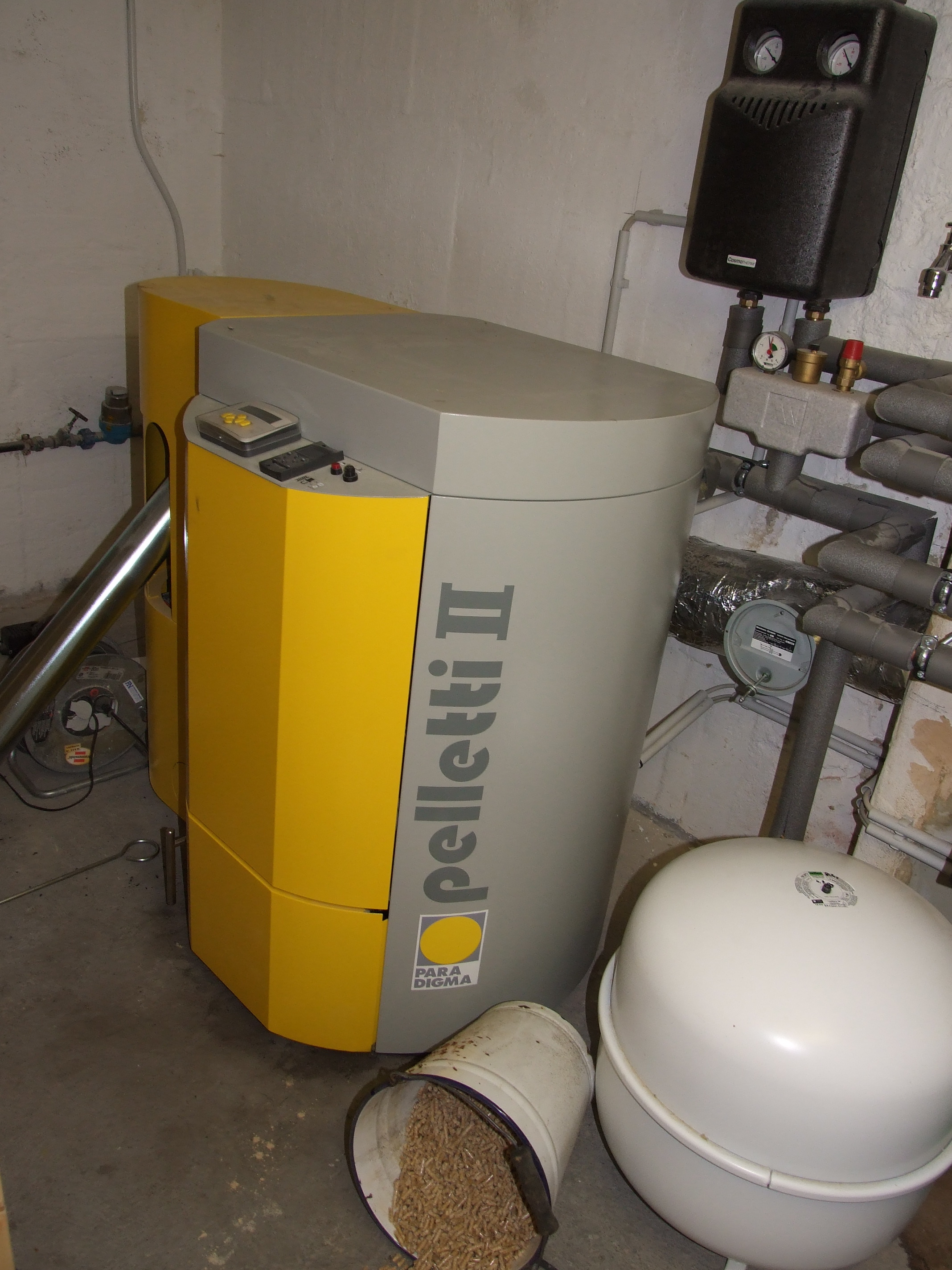
Chaudière à granulés.

Concernant la combustion de biomasse non valorisée en énergie, une interdiction effective de la combustion à l'air libre pourrait compter pour environ 10 % dans le potentiel total de réduction des émissions de carbone noir. Par ailleurs, les brûlis sont souvent à l'origine des feux de forêt qui sont à leur tour une source d'émissions importante (voir § 48 pages 13 et 14).

### Suisse
La technologie des filtres à particules est particulièrement développée en Suisse, avec une application à tous les types d'équipements (véhicules routiers, engins de chantiers, installations de chauffage…) et à toutes les puissances. La Suisse a été le premier pays à introduire des valeurs limites d'émissions de poussières pour les nouvelles installations de chauffage au bois mises sur le marché. Aujourd'hui, des normes et standards techniques encore plus sévères sont en place en Allemagne (DIN+), ce qui amène à penser que la Suisse va encore renforcer ses prescriptions
Un certain nombre de documents issus des Offices fédéraux de l'environnement (OFEV) et de l'énergie (OFEN) expriment la préoccupation de la Confédération.

#### État des lieux
En 2006, un document des OFEN et OFEV présentait un état des lieux complet sur le chauffage au bois et consacrait une page[Laquelle ?] aux avantages du bois énergie et pratiquement cinq pages[Lesquelles ?] à ses inconvénients et aux façons d'y remédier pour assurer un développement durable de ce combustible.
Concernant la part de la combustion de biomasse dans les émissions de particules fines en Suisse : « Les chauffages au bois représentent 18 % des particules émises par la combustion, et la combustion en plein air 16 %. Les chauffages au bois et la combustion à l'air libre contribuent au total presque autant à l'émission de poussières fines que les moteurs diesel, qui sont responsables de 39 % des particules de combustion » (p. 2)
Dans le résumé de la page 6, on peut noter :
- les émissions excessives de particules fines concernent, à des degrés divers, l'ensemble des appareils actuels : « Les chauffages au bois provoquent aujourd'hui des émissions de poussières fines en quantité disproportionnée, qu'il s'agisse des petits chauffages ou des installations automatiques de taille beaucoup plus importante » ;
- le document préconise de mettre en œuvre d'une manière simultanée, et plus rigoureuse qu'auparavant, tous les moyens visant à réduire les émissions de particules des chauffages au bois.
- la nécessité de filtrer les rejets (cf. aussi page 4). Certaines autorités locales ont mis au point des systèmes de subventions pour atténuer le surcoût du filtre à particules lors de son achat. C'est le cas par exemple de la ville de Lausanne[210].

Situation actuelle : Au cours des dernières années, les installations de chauffage au bois, du petit poêle suédois à la grande chaudière de chauffage à distance, ont fait des progrès techniques pour améliorer leur système de combustion et émettre moins de polluants, notamment grâce à des filtres à particules. Cependant, ils restent malvenus (ou interdits) dans les centres urbains où la qualité de l'air est déjà dégradée par le trafic motorisé. De leur côté, la plupart des 650 000 chauffages qui ont plus de dix ans, encore en service en Suisse, brûlent trop imparfaitement leur combustible pour que l'ajout de filtres puisse réduire suffisamment leurs émissions polluantes. (Source : Le chauffage au bois, sur un site des services cantonaux suisses de l'énergie et de l'environnement).

#### Remplacement dumazoutpar lebois: une mesure prématurée
Un autre document de l'OFEV précise que les mesures ayant pour objectif la lutte contre l'effet de serre, mais aussi la protection de l'air, ne peuvent inclure « le remplacement de l'huile de chauffage par du bois tant que les émissions polluantes des chauffages au bois ne seront pas ramenées au niveau de celles des chauffages à mazout ».

#### Modifications de l'OPair
En 2006, la Suisse a modifié son ordonnance sur la pollution de l'air (OPair) afin de mettre en œuvre plusieurs mesures du plan d'action qui « vise à diminuer à chaque source les émissions de poussières, de poussières fines, et de suies de diesel et de bois ». Ces mesures visent entre autres les chauffages au bois d'une puissance supérieure à 70 kW, la plupart à chargement automatique, qui « même bien exploités [...] émettent au moins 300 fois plus de poussières fines qu'un chauffage similaire alimenté à l'huile ou au gaz ».

#### Campagne de mesures du PSI
Les concentrations nocives de poussières dans les agglomérations sont mesurées régulièrement, surtout en hiver.
« Toutes les particules de poussière ne sont pas également dangereuses : les particules de suie émises directement par les moteurs diesel et les chaudières à bois ne nuisent pas qu'aux poumons mais sont aussi cancérigènes et doivent être éliminées autant que possible ».
Des mesures ont été effectuées par l'Institut Paul-Scherrer (PSI), utilisant notamment la spectrométrie de masse, et le carbone 14 qui permet d'identifier dans les poussières fines des sources de carbone fossiles et non-fossiles. La combinaison de ces deux méthodes permet une caractérisation complète des particules d'un diamètre inférieur à 1 micromètre (PM1).
Les résultats, combinés avec les données des émissions communiquées par l'OFEV, permettent d'estimer la contribution de chaque source à la charge totale de poussières fines : la combustion du bois (chauffages à bois et feux ouverts) contribue « considérablement » aux émissions de particules fines.
Les solutions existantes ou envisagées pour réduire les émissions des chauffages à bois sont :
- des filtres efficaces pour grandes chaudières, filtres relativement bon marché, qui permettent déjà aujourd'hui de brûler le bois presque sans poussières fines ; une alternative serait la gazéification (cf. supra : Un gaz naturel de synthèse (GNS) issu du bois) ;
- des filtres pour les petites chaudières, mais leur efficacité doit encore être améliorée ;
- une meilleure isolation thermique des immeubles réduit les besoins de chauffage et donc les substances précurseurs des poussières fines.

### Allemagne
L'Agence Fédérale de l'Environnement, notant que les émissions de particules fines issues des installations de combustion du bois étaient en constante progression depuis 1995, a publié en 2007 un guide à l'attention des utilisateurs du chauffage au bois. Le communiqué de presse accompagnant ce guide rappelle que le bois est un combustible neutre vis-à-vis du climat mais que sa combustion dans des conditions non optimales ou l'utilisation de combustibles non appropriés peut entraîner une pollution de l'air, à travers notamment les particules et les hydrocarbures aromatiques polycycliques.
Les principales recommandations sont les suivantes, :
- se débarrasser des vieux foyers ;
- choisir un combustible adapté et de bonne qualité (propre et sec) ;
- s'assurer que le fonctionnement des appareils de chauffage est optimal, notamment en suivant les conseils de l'installateur ;
- faire régulièrement l'entretien de son installation, au minimum avant chaque période de chauffe.

#### Des limites d'émission de plus en plus sévères
- Source : « Les normes »[220].

La principale mesure réglementant les émissions des appareils thermiques dans l'atmosphère est la BImSchV (de) : loi allemande, dont les dernières modifications sont entrées en vigueur le 22 mars 2010, et qui régit les prestations et les émissions dans l'atmosphère des appareils thermiques à combustibles solides de petites et moyennes dimensions.
Cette loi contribue considérablement à réduire les émissions de particules : elle fournit des indications pour la construction de nouveaux appareils et réglemente la réhabilitation des foyers existants.
La principale nouveauté, introduite par la récente modification du BImSchV concerne les appareils à la puissance nominale moyenne-réduite. L'introduction de cette nouvelle disposition s'effectuera en deux temps :
- 1re phase : du 22 mars 2010 au 31 décembre 2014
- 2e phase : à partir du 1er janvier 2015

| 1re PHASE Du 22.03.2010 au 31.12.2014                                                                                         | Unité de mesure | Puissance thermique nominale ≥ 4 ≤ 500 kW | Puissance thermique nominale > 500 kW |
| --- | --------------- | ----------------------------------------- | ------------------------------------- |
| Poussières totales (TSP) Bois, plaquette forestière, branchages, pommes de pin Granulé DINplus 51731-HP, briquettes DIN 51731 | mg/Nm3 mg/Nm3   | 100 60                                    | 100 60                                |
| Monoxyde de carbone (CO) Bois, plaquette forestière, branchages, pommes de pin Granulé DINplus 51731-HP, briquettes DIN 51731 | mg/Nm3 mg/Nm3   | 1 000 800                                 | 500                                   |

| 2e PHASE 01.01.2015      | Unité de mesure | Puissance thermique nominale ≥ 4 kW |
| ------------------------ | --------------- | ----------------------------------- |
| Poussières totales (TSP) | mg/Nm3          | 20                                  |
| Monoxyde de carbone (CO) | mg/Nm3          | 400                                 |

- Source : « HKI - Industrieverband Haus-, Heiz- und Küchentechnik »[249]

Les limites d'émissions pour les appareils de puissance thermique nominale inférieure à 4 kW restent celles établies avant la récente modification du BImSchV.
| Type d'appareil                                | CO (mg/m3) | Poussières (mg/m3) |
| ---------------------------------------------- | ---------- | ------------------ |
| Poêle à granulés avec réservoir d'eau          | 400        | 30                 |
| Poêle à granulés sans réservoir d'eau          | 400        | 50                 |
| Poêles à accumulation - Inserts                | 2 000      | 75                 |
| Poêles avec chauffage à plat                   | 2 000      | 75                 |
| Poêles avec chauffage par remplissage          | 2 500      | 75                 |
| Cuisinières domestiques à combustibles solides | 3 000      | 75                 |
| Cuisinières domestiques pour chauffage central | 3 500      | 75                 |

| Type d'appareil                       | CO (mg/m3) | Poussières (mg/m3) |
| ------------------------------------- | ---------- | ------------------ |
| Poêle à granulés avec réservoir d'eau | 250        | 20                 |
| Poêle à granulés sans réservoir d'eau | 250        | 30                 |
| Autres poêles - Inserts               | 1 250      | 40                 |
| Cuisinières domestiques               | 1 500      | 40                 |

#### Mises aux normes de petits chauffages au bois
L'amendement de la BImSchV prévoit en outre que les chauffages au bois de moins de 70 kW ne respectant pas les valeurs limites d'émissions de poussières devront être équipés de « séparateurs de poussières » (filtres à particules) ou remplacés.

### États-Unis
Une législation plus sévère sera mise en place en 2015, le mouvement "wood-burning ban" est adopté par de plus en plus de régions.

### Canada
Depuis plusieurs années, des campagnes d'information ont été lancées par les instances gouvernementales pour le remplacement des appareils par des appareils plus performants (certifiés EPA), l'encouragement à ne pas utiliser ce mode de chauffage comme mode de chauffage principal ou en cas d'épisodes de pollution. Des campagnes d'échantillonnage réalisées à Montréal depuis 1999 ont en effet montré l'influence du chauffage au bois sur les niveaux de particules, d'hydrocarbures aromatiques polycycliques (HAP) et de composés organiques volatils (COV), notamment en soirée et le week-end.

#### Québec
Depuis le 29 avril 2009, sauf exceptions, la ville de Montréal a interdit l'installation de nouveaux appareils ou foyers à combustibles solides ; seule l'installation d'appareils à granulés homologués est autorisée,.

#### Ontario
La province de l'Ontario a réalisé et diffusé une plaquette invitant les particuliers à ne pas s'équiper de chaudière à bois ou, s'ils en avaient une, à bien maîtriser la combustion.

#### Point de vue de Greenpeace
Selon Greenpeace Canada, brûler des arbres à des fins énergétiques menace le climat, les forêts et la population.
Les fausses allégations de carboneutralité cachent des impacts climatiques majeurs
Outre les problèmes de déforestation consécutifs à l'utilisation industrielle des forêts naturelles pour la production d'énergie, la combustion des arbres (que ce soit pour l'électricité, le chauffage ou les biocarburants) n'est pas carboneutre. « La science la plus récente montre que brûler des arbres contribue aux changements climatiques pendant des décennies, voire des siècles, jusqu'à ce que les arbres en régénération soient parvenus à maturité ».
Comparées aux centrales au charbon, « pour produire la même quantité d'énergie, les centrales électriques à la biomasse forestière en Amérique du Nord émettent jusqu'à 150 % de plus de CO2, 400 % de plus de monoxyde de carbone irritant pour les poumons, et 200 % de plus de particules fines qui causent l'asthme ».

« Brûler de la biomasse en provenance de la forêt boréale est pire pour le climat dû à la lenteur de la régénération forestière et de la fragilité des réservoirs de carbone existants. »

- Brûler la biomasse : menace pour la qualité de l'air et la santé

L'ONG réfute l'allégation « La biomasse est une source d'énergie propre ». Au contraire, « La combustion de biomasse, loin d'être propre, émet des quantités importantes de polluants toxiques comme le monoxyde de carbone, les particules fines et le plomb ».

« La American Lung Association demande de façon pressante que la législation ne fasse pas la promotion de la combustion de biomasse. Brûler de la biomasse pourrait provoquer des augmentations significatives d'oxydes d'azote, de particules fines et de dioxyde de soufre et avoir de graves impacts sur la santé des enfants, des adultes plus âgés et des personnes atteintes de maladies pulmonaires. »

Concernant le chauffage en particulier, l'ONG propose la solution suivante : « S'assurer que seuls les granules de bois de rejets industriels soient utilisés pour le chauffage et mettre en vigueur le Washington Fireplace Standard pour toutes les installations de chauffage résidentiel. Cette norme, plus sévère que les standards de l'EPA, limite les émissions de particules fines ».
Source : De biomasse… à biomascarade

### France métropolitaine

#### État des lieux
En 2017, le chauffage bois arrive juste derrière le gaz et l'électricité. C'est le moyen principal de chauffage chez 48 % des ménages (35 % des possesseurs d'appareils de chauffage au bois s'en servent par ailleurs « en appoint » et 17 % « pour le plaisir »). Les foyers fermés/inserts ou les poêles et chaudières à bûches ou granulés dominent maintenant largement le marché (en 2017 seuls 12 % des dispositifs de chauffage au bois sont des cheminées traditionnelles ouvertes[réf. nécessaire].
Le bois énergie est en léger recul entre 2012 et 2017 mais reste essentiel : il compte pour « 40 % des énergies renouvelables produites en France, largement devant les autres sources renouvelables ». La bûche fournit près de 70 % de la consommation de bois énergie du pays, utilisée par 6,8 millions d’utilisateurs d’appareils de chauffage au bois. Elle produit près de 90 % du bois énergie, loin devant les granulés (9 %) et les briquettes reconstituées et plaquettes (1 %). La programmation pluriannuelle de l'énergie (PPE) veut encourager la chaleur renouvelable (objectif : +40 % d’ici 2028 par rapport à 2012), prévoyant que 9,5 millions de logements en France seront bientôt chauffés au bois « avec un appareil labellisé » (performances énergétiques améliorées et émissions de combustion réduites) avant 2023. Selon l'Ademe (2019), 37 % des appareils utilisés sont récents (< 5 ans). Le granulé est en croissance (80 % du parc date d’après 2012). Si les cheminées ouvertes représentaient encore 29 % des cas (de chauffage domestique au bois) en 2012, cette proportion était descendue à 12 % en 2017 ; le renouvellement des appareils est donc encore à encourager au profit de systèmes plus efficients et moins polluants (labellisés Flamme Verte)[réf. nécessaire].
En 2017 un chauffage au gaz ou électrique coûtait en France de 84 à 154 €/MWh », contre 48 à 78 €/MWh pour un système à bûches (poêle, insert ou chaudière) et de 73 à 103 €/MWh pour un système à granulé. Selon l'Ademe, remplacer une chaudière fioul par une chaudière à granulés permet d'économiser 1 300 €/an, sachant que le chauffage compte pour 67 % des consommations énergétiques d’un foyer moyen français. Les 15 000 à 20 000 € nécessaires pour une chaudière à granulés peuvent faire l'objet d'une aide via un crédit d’impôt pour la transition énergétique, le dispositif CEE, etc. L’Ademe recommande de faire appel à un conseiller du réseau « FAIRE ».
Un vaste complexe industriel de sciage et de production d’énergie renouvelable est en projet dans le Morvan dans la commune de Sardy-lès-Epiry. La Centrale thermique de Provence connue sous le nom de Centrale de Gardanne utilise la technologie dite du lit fluidisé circulant.

#### Controverses
La façon dont le bois énergie est produit soulève des questions environnementales : en poussant à l'industrialisation de la sylviculture, avec des plantations de monocultures intensives à base de résineux, à la coupe rase de forêts feuillues plus riches en biodiversité, en mécanisant les techniques d'exploitation (abatteuses, tracteurs débardeurs) ce qui affecte les sols. D'autre part le changement climatique étant à l’œuvre, les forêts industrielles ainsi imposées sont très fragiles et particulièrement sensibles aux dépérissements massifs, comme lors de l'automne 2019. Une étude publiée dans la revue Science en 2016 ,, affirme que  l'industrialisation de la sylviculture transformée en ligniculture dégrade le bilan carbone. Des ouvrages récents détaillent avec précision ces risques et proposent des solutions alternatives : Nos forêts en danger de Alain-Claude Rameau et Main basse sur nos forêts de Gaspard d'Allens.

#### Pollution
La combustion du bois émet en France plus de fines particules (notamment les PM1,0, de taille inférieure à un micromètre), et certains autres polluants, que l'ensemble des véhicules Diesel. Réduire ces émissions est un enjeu de santé publique, comme le confirment les données suivantes :
|                    | Participation à la consommation d'énergie finale | SO2  | NOx  | CO   | PM2,5 | PM1,0 | HAP  | PCDD/F | COVNM          |
| ------------------ | ------------------------------------------------ | ---- | ---- | ---- | ----- | ----- | ---- | ------ | -------------- |
| Bois énergie       | 5,9 %                                            | 1,68 | 3,68 | 38,3 | 45,2  | 60,8  | 73,1 | 19,8   | 21*            |
| Fioul domestique   | non disponible                                   | 9,90 | 4,90 | 0,56 | 1,65  | 2,28  | 0,56 | 0,25   | non disponible |
| Charbon            | 3,4 %                                            | 37,4 | 4,09 | 2,78 | 2,26  | 2,20  | 0,00 | 2,84   | non disponible |
| Gaz naturel et GNV | 21 %                                             | 1,46 | 8,38 | 1,22 | 0,72  | 0,99  | 0,02 | 0,86   | non disponible |
| Transport routier  | 26 %                                             | 0,34 | 53,5 | 12,9 | 17,1  | 16,8  | 17,0 | 1,48   | 10,0           |
| Autres transports  | 5,9 %                                            | 3,19 | 4,78 | 5,38 | 2,43  | 2,37  | 0,55 | 0,49   | 4,92           |

*Émissions de COVNM des installations fixes de combustion de biomasse dans le secteur résidentiel. La biomasse est principalement consommée en France dans les inserts et les poêles. Dans le même secteur, la combustion d'énergie fossile dans les installations fixes est un contributeur mineur (0,9 %). Dans les autres secteurs, les installations fixes de combustion de biomasse contribuent à hauteur de 0,2 % et celles d'énergie fossile à hauteur de 0,7 %
- SO2 : dioxyde de soufre ;
- NOx : oxydes d'azote ;
- CO : monoxyde de carbone ;
- PM2,5 : particules d'un diamètre aérodynamique[266] inférieur à 2,5 micromètres (2,5 µm), appelées « particules fines ».

Concernant le chauffage, les émissions proviennent « de la combustion du bois majoritairement domestique ainsi que, dans une moindre mesure, du charbon et du fioul » (format SECTEN, p. 87) ;
- PM1,0 : particules d'un diamètre inférieur à 1,0 µm, appelées « particules très fines », les plus dangereuses pour la santé[173].

Les émissions « sont engendrées majoritairement par le résidentiel/tertiaire (62 % des émissions de la France métropolitaine en 2012) du fait principalement de la combustion du bois et, dans une moindre mesure, du charbon et du fioul » (format SECTEN, p. 89) ;
- HAP : Hydrocarbures aromatiques polycycliques ; les quatre HAP pris pour référence[262] sont tous des cancérogènes confirmés (voir la toxicité des HAP).

« Les HAP se forment dans des proportions relativement importantes lors de la combustion et tout particulièrement celle de la biomasse qui s'effectue souvent dans des conditions moins bien maîtrisées (par exemple en foyer ouvert) dans le secteur résidentiel »

 (format SECTEN, p. 75)
- PCDD/F : Dioxines et Furan(n)es ;
- COVNM : Composés organiques volatils non méthaniques (COV hors méthane), dont le benzène.
- En ce qui concerne les émissions de benzène, autre cancérogène notoire, le CITEPA ne fournit pas de données spécifiques au bois énergie, mais précise que :

« Le principal secteur émetteur de benzène est le résidentiel/tertiaire avec plus de la moitié des émissions totales en France en 2012 (53,2 %) en particulier du fait de la combustion du bois, suivi du transport routier avec 14,9 %. »

(cf. p. 252, dans la section « Spéciation des COVNM (dont benzène) » du format SECTEN).
- Les hydrocarbures aromatiques (HAP et benzène) sont véhiculés par les particules jusqu'au plus profond du système respiratoire[147].

Comme en Suisse, on observe une forte disproportion entre l'importance relativement secondaire du combustible bois sur le marché de l'énergie (il représente environ 6 % de la consommation d'énergie finale en France métropolitaine) et sa contribution très importante aux émissions de certains polluants majeurs ; cette disproportion, inhérente aux combustibles solides, est le fait avant tout du chauffage au bois dans le secteur domestique ; en 2012 celui-ci représente 72 % de la consommation de bois énergie et de surcroît, il est le seul secteur non contrôlé.
|             | Contribution à la consommation énergétique dans ce secteur | PM2,5 |
| ----------- | ---------------------------------------------------------- | ----- |
| Bois        | 5 %                                                        | 84 %  |
| Fioul       | 13 %                                                       | 13 %  |
| Gaz naturel | 80 %                                                       | < 3 % |

Source : Airparif (2011)
Depuis 1990, on note globalement une amélioration sensible, mais encore insuffisante. Le renouvellement des appareils se fait encore assez lentement, les vieux appareils à faible rendement et forte pollution (cheminées à foyer ouvert, qu'elles soient anciennes ou de conception moderne d'ailleurs,, mais aussi foyers fermés, inserts et poêles anciens) sont encore très présents ; ces appareils vétustes influencent fortement les résultats du tableau.
À ceci s'ajoutent certaines pratiques défavorables à une bonne combustion (notamment l'utilisation de bois trop vert ou trop humide et la pratique du feu continu à allure réduite) ; les émissions polluantes d'un appareil performant lui-même peuvent être excessives s'il n'est pas utilisé « dans les règles de l'art ».
Autre problème, 85 % des chaufferies bois industrielles, dont la puissance thermique est inférieure à 2 MW, échappent à la réglementation sur les installations classées (détails dans la section chaufferies collectives et industrielles).
|                  | Rendement | SO2 | NOx | COVNM | CO    | PM10 | PM2,5 | PM1,0 | HAP       | Dioxine          |
| ---------------- | --------- | --- | --- | ----- | ----- | ---- | ----- | ----- | --------- | ---------------- |
| Bois             | 48 %      | 42  | 126 | 1996  | 11190 | 863  | 844   | 836   | 125 mg/GJ | 144 ng/GJ (ITEQ) |
| Fioul domestique | 83 %      | 114 | 60  | 3,6   | 48    | 18   | 18    | 15    | 841 µg/GJ | 0                |
| Gaz naturel      | 86 %      | 0,6 | 58  | 2,9   | 29    | 0    | 0     | 0     | 0         | 0                |
| Houille          | 69 %      | 876 | 72  | 22    | 721   | 216  | 214   | 212   | 2,3 µg/GJ | 555 ng/GJ (ITEQ) |

Les facteurs d'émission des appareils sont exprimés en g/GJ (masse de polluant émise par unité d'énergie sortante (gigajoule (GJ)), excepté pour les HAP et la dioxine (ITEQ = International Toxic Equivalent Quantity).
À la différence du tableau précédent, qui compare les émissions d'appareils de chauffage avec celles de l'ensemble du parc des appareils de chauffage au bois (anciens et actuels), le tableau suivant présente un comparatif d'émissions d'appareils de chauffage tous actuels :
|                           | Rendement (%) | PM10 (g/GJ) | HAP (mg/GJ) | COVNM (g/GJ) | Benzène (g/GJ) |
| ------------------------- | ------------- | ----------- | ----------- | ------------ | -------------- |
| Bois (poêle actuel)       | 60            | 411,7       | 1003,3      | 666,7        | 100,00         |
| Bois (chaudière actuelle) | 70            | 135,7       | 78,6        | 428,6        | 64,3           |
| FOD (chaudière)           | 83            | 14,6        | 1,2         | 3,6          | 0,2            |
| Gaz (chaudière)           | 86            | 0,0         | 0,0         | 2,9          | 0,3            |
| Charbon (chaudière)       | 70            | 101,4       | 0,0         | 21,4         | 0,9            |

Extrait du document Impact sur la qualité de l'air des émissions dues à la combustion du bois (MEDD, 2006).

#### Plan Particules

##### Objectifs dans le secteur domestique
Dans le secteur domestique, une réduction plus significative des émissions polluantes du chauffage au bois nécessite une accélération du renouvellement du parc et la poursuite de l'amélioration des appareils.
Ces objectifs sont inclus dans le Plan Particules (lequel est intégré dans le deuxième Plan National Santé Environnement) et sont en cours de réalisation : un crédit d'impôt offrant un taux préférentiel pour le renouvellement d'appareils anciens a été mis en place en 2010, et l'évolution du label Flamme verte vers une réduction des émissions de poussières sera effective au 1er janvier 2011 (cf. liens externes : communiqué de presse de l'ADEME). En 2006, l'« insuffisance » des actions « flamme verte, crédit d'impôt » était signalée dans la conclusion d'un rapport du ministère de l'Écologie, du Développement durable et de l'Énergie.
D'autres mesures, dont le développement de technologies de filtration des émissions (électrofiltres) sont également évoquées, des technologies « par ailleurs déjà utilisées dans d'autres pays en Europe » (page 11 du plan).
Pour atteindre leur pleine efficacité, ces mesures doivent s'accompagner d'une information touchant l'ensemble de la population :
« Les particules émises par le secteur domestique proviennent très majoritairement des équipements de combustion du bois. [...] Le chauffage au bois, parce qu'il se rapproche d'une pratique « naturelle et ancienne », porte une image de pratique propre, ce qui se justifie pour le bilan de CO2, mais pas pour les particules, ni les composés organique volatils (COV), ni les Hydrocarbures Aromatiques Polycycliques (HAP). Une communication plus complète devra donc être développée avec pour cible l'ensemble des citoyens car les émissions du secteur domestique sont majeures. » (page 9 du plan).
La recommandation précédente fait écho à cette mise en garde du président du Conseil national de l'air dans un rapport adressé en 2007 au Premier ministre : « Mais la combustion du bois pollue [...] Cette réalité est aujourd'hui méconnue voire occultée en France ».
Une rubrique est consacrée au brûlage à l'air libre.

##### Mise en œuvre locale du plan particules
Le projet « Mise en œuvre locale du plan particules » du Ministère de l'écologie envisage différentes actions au niveau local dans le secteur domestique. Par exemple, dans les zones « sensibles » pour la qualité de l'air et/ou les zones couvertes par un Plan de protection de l'atmosphère, envisager une réglementation voire une interdiction du chauffage au bois, l'interdiction d'installer (ou de renouveler) des foyers ouverts dans les installations neuves, voire les reventes immobilières et l'interdiction de les utiliser dans l'existant, même à des fins d'agrément, l'obligation d'installer un électrofiltre dans les nouvelles constructions équipées d'un appareil de chauffage au bois, comme dans les constructions existantes, en prévoyant le cas échéant un accompagnement financier local.
Dans les bâtiments, la préférence doit être donnée aux réseaux de chaleur ou aux installations collectives de combustion du bois.
Concernant la communication sur les risques liés à une mauvaise combustion de la biomasse, le projet propose une modification du document fourni par l'ADEME : « À partir du document sur la combustion du bois de l'ADEME : faire un document plus court et davantage orienté sur la qualité de l'air. ».

##### Conclusion
Les mesures visant la réduction des émissions polluantes du bois énergie dans tous les secteurs l'utilisant (résidentiel individuel, résidentiel collectif et tertiaire, industrie) s'avèrent nécessaires pour assurer un développement durable de ce combustible. Voir notamment le § 4 page 15.
Voici un extrait de la conclusion d'une étude du CSTB sur la filière bois énergie : « L'importance de certains aspects tels que la qualité de l'air ou les risques sanitaires ne doit pas être sous-estimée sous peine de compromettre le bon développement de la filière ».

#### Évolution du label Flamme verte
Depuis le 1er janvier 2011, le label Flamme verte de performance environnementale des appareils individuels de chauffage au bois domestique prend en compte les émissions de poussières (TSP). Ce critère intègre désormais la classe 5 étoiles.
Depuis le 1er janvier 2012, seuls les appareils affichant 4 ou 5 étoiles seront labellisés Flamme Verte. Depuis le 1er janvier 2015, le label Flamme Verte ne sera plus accordé qu'aux seuls appareils dotés de cinq étoiles.

##### Évolution des limites d'émissions de poussières
| Type d'équipements                            | Volume d'émission de particules en mg/Nm3 (fourchettes) |
| --------------------------------------------- | ------------------------------------------------------- |
| Cheminée à foyer ouvert                       | 1 500-5 000                                             |
| Foyer fermé ancien (fabriqué avant l'an 2000) | 500                                                     |
| Appareil Flamme Verte 4 étoiles               | 80-125                                                  |
| Appareil Flamme Verte 5 étoiles               | 40-80                                                   |

De nouvelles classes, 6 et 7 étoiles, seront développées par la suite.
Concernant la combustion individuelle du bois dans les zones « sensibles » pour la qualité de l'air, définies par les SRCAE, et/ou les PPA (Plans de protection de l'atmosphère), le projet « #Mise en œuvre locale du plan particules » évoqué plus haut, prévoit « pour les installations neuves, voire les reventes immobilières » l'obligation « d'avoir le label Flamme Verte 5 étoiles, voire d'être équipées d'un électrofiltre ».

##### Des valeurs limites encore plus basses à Paris
Le 1er janvier 2015, l'utilisation de biomasse comme combustible dans des appareils de combustion est interdite à Paris :
- dans des installations de combustion d'une puissance thermique nominale inférieure ou égale à 100 kW utilisées dans l'artisanat, lorsque cette combustion est liée au respect de certaines qualités de production ;
- dans des appareils très faiblement émetteurs de particules (émissions de poussières inférieures à 30 mg/Nm3 à 6 % d'O2[73], soit 20 mg/Nm3 à 11 % d'O2, article 29 de l'arrêté) faisant l'objet d'une dérogation, après demande auprès du préfet de Police. La norme 20 mg/Nm3 à 11 % d'O2 est exprimée sous la forme 16 mg/Nm3 à 13 % d'O2 par le label Flamme Verte[279]. Ces valeurs limites, plus basses que pour les appareils Flamme Verte 5 étoiles, sont comparables à celles qui entrent en vigueur à la même date en Allemagne, non seulement dans certaines zones sensibles pour la qualité de l'air, mais dans l'ensemble du pays.

Cette interdiction est levée à l'automne 2016 pour les chauffages d'appoint.

#### Plan de protection de l'atmosphère
Par arrêté inter-préfectoral pris en mars 2013 dans le cadre d'un Plan de protection de l'atmosphère, la combustion du bois est totalement interdite dans la commune de Paris et la combustion par foyer ouvert interdite dans les communes d'une zone déclarée « sensible » de la région Île-de-France, à partir du 1er janvier 2015. L'interdiction est levée à l'automne suivant pour les chauffages d'appoint.
Des mesures d'interdiction sont également envisagées en région Rhône-Alpes.
En l'Île-de-France 
Dans les grandes villes, les feux de bois peuvent rapidement contribuer au dépassement de certaines limites réglementaires de pollution de l'air, dont en microparticules, HAP et suies. Selon la Direction régionale et interdépartementale de l'environnement et de l'énergie d'Île-de-France (DRIEE IF) ils comptent pour 23 % des émissions de ces particules en Île-de-France, c'est-à-dire autant que l'échappement des véhicules routiers. Les microparticules sont estimées être responsables d'une diminution de 6 mois de l'espérance de vie.
En 2014, le feu « d'agrément » reste autorisé (en insert, poêle ou cheminée) et à certaines conditions (article 31) mais il sera interdit de faire du feu de bois à Paris dès 2015 par arrêté préfectoral, sauf pour certains boulangers ou pizzerias dans des dispositifs très faiblement émetteurs de poussières. De même pour les foyers ouverts à l'intérieur de la « zone sensible pour la qualité de l'air » hors de Paris pour 435 des communes de l'Île-de-France. Le chauffage bois en chaudières agréées restera autorisé de même que via des poêles ou foyers fermés (type insert dont les rendements peuvent atteindre 75 %, mais qui doivent être bien entretenus, dont par ramonage annuel). À partir de 2015, « Tout nouvel appareil individuel de combustion du bois installé doit être performant ».

#### Loi Climat et résilience
La loi Climat et résilience votée en juillet 2021 par le Parlement fixe un objectif de réduction de 50 % des émissions de polluants du chauffage au bois domestique d'ici à 2030. D'ici au 1er janvier 2023, dans les territoires bénéficiant de plans de protection de l'atmosphère (PPA), les préfets vont encadrer le parc des installations existantes, ainsi que l'installation de nouveaux appareils, et un certificat de conformité sera exigé lors de la revente d'un bien. Le gouvernement table sur le remplacement de 600.000 vieux appareils au bois non performants, d'ici à 2025, par des poêles à bûches ou à granulés et des inserts dans les foyers ouverts. Un texte est en préparation pour rendre le ramonage obligatoire tous les ans partout en France, et un label sera créé pour inciter les Français à utiliser un combustible de qualité (des bûches sèches et mieux calibrées).

### Royaume-Uni
La législation définit des « zones de contrôle des fumées » restreignant les types de combustibles autorisés pour lutter contre les pollutions notamment dans les zones d'habitation. Par exemple dans le District royal de Kensington et Chelsea près de Londres, le feu de bois est interdit.

### Pays en développement

#### Impacts sur la santé de l'utilisation domestique de combustibles solides
Sources : FAO et OMS/PNUD
Dans les familles pauvres des pays en développement, le bois, le charbon de bois et d'autres combustibles solides (résidus agricoles et charbon principalement) sont souvent brûlés dans des feux ouverts ou des fourneaux inefficaces. À la suite de la combustion incomplète, se dégagent dans l'environnement domestique de petites particules et d'autres éléments reconnus comme étant nuisibles pour la santé humaine.
| Polluant            | Émission (mg/m3) | Norme permissible (mg/m3) |
| ------------------- | ---------------- | ------------------------- |
| Monoxyde de carbone | 150              | 10                        |
| Particules          | 3,3              | 0,1                       |
| Benzène             | 0,8              | 0,002                     |
| 1,3-Butadiène       | 0,15             | 0,000 3                   |
| Formaldéhyde        | 0,7              | 0,1                       |

Comme il est prévu que l'emploi de combustible solide restera à des niveaux élevés dans les foyers, les efforts accomplis pour améliorer la qualité de l'air de ces derniers se concentrent sur deux axes :
- renforcer l'efficacité des fourneaux ;
- évacuer par la ventilation la fumée dégagée.

De nombreuses familles dans les pays en développement utilisent des fourneaux à bois dépourvus de cheminées ou de hottes performantes pour évacuer la fumée. Toutefois, même les fourneaux dotés de cheminées efficaces n'éliminent pas entièrement la pollution intérieure, en raison des fuites importantes qui se manifestent souvent, déterminant le retour dans la maison d'une partie de la fumée évacuée. L'exposition est la plus élevée parmi les femmes pauvres et les enfants en bas âge dans les pays en développement, en milieu rural comme en milieu urbain, car ces groupes sont le plus souvent présents au moment de la cuisson.
Plusieurs effets sur la santé ont été observés à maintes reprises auprès des ménages qui utilisent des biocombustibles, lesquels, dans la majorité des cas, comprennent du bois ou consistent entièrement en bois. On constate notamment les effets suivants :
- des infections aiguës des voies respiratoires inférieures (pneumonie) chez les enfants en bas âge, principal responsable de la mortalité infantile mondiale et maladie causant la plus grande perte d'années de vie du monde ;
- une maladie respiratoire obstructive chronique, comme la bronchite chronique et l'emphysème, chez les femmes adultes qui ont cuisiné de nombreuses années sur des fourneaux à combustible solide sans ventilation.

L'emploi de combustibles solides pourrait être la cause de 800 000 à 2,4 millions de morts prématurées chaque année.
En 2006, le Centre international de recherche sur le cancer (CIRC) a passé en revue les preuves au niveau mondial et classé la fumée dégagée par le biocombustible domestique comme agent cancérogène humain probable, tandis que la fumée du charbon était répertoriée comme agent cancérogène humain prouvé.
Au vu de ce qu'ont montré les études sur la pollution atmosphérique extérieure et le tabagisme actif et passif, on peut s'attendre aussi à ce que des maladies cardiaques soient dues à la fumée de la biomasse brûlée dans la maison, mais aucune étude ne paraît avoir été réalisée sur les ménages des pays en développement. De même, on pourrait aussi s'attendre à des cas d'asthme, possibilité actuellement en cours d'examen.

#### Fourneaux améliorés
Source : FAO
Les combustibles de remplacement, comme le gaz de pétrole liquéfié (GPL), sont plus faciles à utiliser, produisent moins d'émissions et causent moins d'exposition aux polluants. Cependant, ils coûtent cher, ne sont pas accessibles partout et sont inconnus dans certaines cultures ; ils pourraient en outre être inapplicables dans les pays en développement, notamment dans les zones rurales pauvres.
L'utilisation domestique du bois dans des dispositifs qui ne brûlent pas complètement le combustible est incompatible avec une stratégie à long terme de développement durable. Les méthodes de cuisson et de chauffage ont aussi leur importance dans l'utilisation correcte des combustibles et des fourneaux, qui vise à réduire l'énergie utilisée et le combustible consommé.
Du bois correctement coupé et séché et des fourneaux améliorés munis de cheminées et de hottes bien conçus, bien construits et bien utilisés, réduisent considérablement la pollution dans les cuisines. Cependant, il n'est pas facile de diffuser à grande échelle des fourneaux performants et durables. Dans certaines zones, les contraintes culturelles vis-à-vis de l'adoption de fourneaux améliorés ont créé des obstacles. Cependant, le fait que ces fourneaux pourraient présenter aussi des avantages sociaux (gain de temps), écologiques (conservation des arbres) et économiques (moins de combustible) encourage les efforts déployés pour trouver les moyens de les diffuser plus largement,
Une nouvelle génération de fourneaux, à savoir les « gazéifieurs » à biocombustible, sont maintenant en vente en Chine. Ces fourneaux, qui peuvent servir à brûler le bois et d'autres types de biocombustibles, favorisent la combustion secondaire interne de la fumée partiellement brûlée et sont aussi dotés de cheminées ; leur objectif est de produire des émissions extrêmement faibles. Les essais de laboratoire indiquent que, lorsque ces fourneaux fonctionnent correctement, leurs niveaux d'émissions rivalisent avec ceux du GPL. Le défi consiste à les concevoir de façon qu'ils soient fiables et bon marché.

#### Utilisation d'autres sources d'énergie
Source : Déclaration commune OMS/PNUD 2004
Selon l'OMS et le PNUD, le remède à la pollution domestique passe par le remplacement des combustibles solides (bois, bouse de vache, résidus agricoles ou charbon) par des solutions plus propres, en l'occurrence le gaz, les combustibles liquides et l'électricité. Bien qu'aujourd'hui, ces sources d'énergie proviennent généralement de combustibles fossiles, « ce ne sera pas nécessairement le cas à l'avenir lorsque les énergies renouvelables permettront de mieux ménager l'écosystème naturel. Par ailleurs, les gouvernements, la communauté des organisations d'assistance, la société civile et les autres partenaires clés peuvent reconnaître que la fumée à l'intérieur des habitations porte gravement atteinte à la santé des femmes rurales et de leurs enfants et agir en conséquence. »

## Économie
Le bois comme source d'énergie contribue positivement à l'environnement économique : d'une part, il a un impact très fort sur l'aménagement du territoire par la gestion des forêts qu'il engendre ; d'autre part, il développe l'économie de proximité par les emplois qu'il induit sur l'ensemble de la chaîne (exploitation forestière, production, récolte, logistique).

### Production
L'exploitation traditionnelle des forêts pour la production du bois de chauffage a conduit à une technique de taille, l'arbre têtard, et à une forme de sylviculture, le taillis, qui permettaient de produire en quantité des bois de petit diamètre (deux versions extrêmes, récoltée de manière industrielle en sont le taillis à courte rotation (TCR) et le taillis à très courte rotation (TTCR), basés sur la récolte de clones de saules densément plantés en alignements).
Le traitement en futaie de production de bois d'œuvre permet toutefois une production de petit bois de chauffage à partir des premières éclaircies. De plus la transformation des grumes en bois d'œuvre n'a qu'un rendement de 40 % (pour les bois durs) à 80 % (pour les résineux), le reliquat pouvant être valorisé en granulés ou autres.
Le déchiquetage des rémanents d'exploitation (branchages et petits bois), qui n'étaient jusqu'alors pas valorisés, sous forme de plaquettes forestières est une technique prometteuse pour l'approvisionnement, mais qui peut poser des problèmes écologiques (disparition des espèces saproxylophages qui en dépendent spécifiquement, épuisement et dégradation des sols). Selon les données complémentaires collectées par l'Ademe (2007) après publication d'un guide intitulé « Gestion raisonnée des rémanents », les rémanents doivent être bien séchés sur le terrain, avant broyage, car « le feuillage représente moins de 5 % de la biomasse mais jusqu'à un tiers de la minéralomasse ». Il ne doit pas non plus être coupé en période de montée de sève.
La production de bois énergie dynamise indirectement la gestion forestière et la récolte de bois d'œuvre en rentabilisant les premières éclaircies. La montée en puissance du bois énergie pose néanmoins le problème d'une concurrence avec les filières d'approvisionnement en bois de trituration, voire parfois de bois d'œuvre (par exemple en Grèce où le prix élevé du fioul a durant l'hiver 2012 incité les Athéniens à se chauffer de tous bois).

### En France
En 2009, un plan d'action encourage les énergies renouvelables.
La programmation pluriannuelle de l'énergie fixe des objectifs ambitieux pour le chauffage au bois : passer de 7 à 9,3 millions de logements équipés d'un système de chauffage au bois d'ici 2028. Les ventes d'appareils de chauffage au bois sont passées de 530 000 unités en 2012 à 345 000 unités en 2017, mais le cabinet Xerfi estime que le marché pourrait remonter à 422 000 unités à l'horizon 2021.
La France doit sa place de premier producteur européen de bois énergie (9,18 millions de tonnes d'équivalent pétrole en 2004) essentiellement au chauffage domestique (environ 7,4 Mtep). Dans l'habitat individuel, plus de 5 millions de ménages sont équipés d'un chauffage au bois (45 % d'inserts et de foyers fermés, 27 % de foyers ouverts, 13 % de poêle, 9 % de cuisinières et 6 % de chaudières individuelles). Le rendement énergétique de ces appareils reste faible (40-50 %) comparé aux nouveaux produits présents sur le marché et dont les rendements dépassent les 65 %. Un des grands enjeux du « plan bois énergie 2000-2006 » et de la loi fiscale sur les appareils utilisant les renouvelables (crédit d'impôt de 50 % en 2006) est d'accélérer le renouvellement vers les appareils de chauffage au bois à haut rendement et également d'augmenter la taille du parc installé.
Le plan bois énergie comporte également un important volet pour le développement du bois énergie dans les secteurs industriel, collectif et tertiaire. L'objectif pour 2006 est la mise en service de 1 000 chaufferies supplémentaires (600 collectives et 400 industrielles) pour une puissance de 1 000 mégawatts (350 MW pour le collectif et 650 MW pour l'industrie), soit une production supplémentaire de bois énergie de 0,3 Mtep (0,12 Mtep pour le collectif et 0,18 Mtep pour l'industrie). Les objectifs de ce plan en nombre d'installations sont d'ores et déjà atteints, 1 090 chaufferies étant installées. En matière d'énergie produite, 73 % de l'objectif fixé sont atteints après cinq ans. Il reste 80 000 tep à économiser pour les années 2005 et 2006.[réf. nécessaire]
À la fin de l'année 2004, l'Agence de l'environnement et de la maîtrise de l'énergie estime que le parc des chaufferies collectives bois en fonctionnement comprenait 641 installations soit 430 MW de puissance thermique installée (+13 % par an en moyenne depuis 2000). Le parc des chaufferies industrielles (de puissance supérieure à 1 MW) est estimé à 1 000 unités pour une puissance de 2 500 MW. Ce parc est caractérisé par quelques unités de forte puissance dans l'industrie de la trituration qui fonctionnent en cogénération. Concernant la production d'électricité, le gouvernement a communiqué le 11 janvier 2007, les résultats de l'appel d'offres biomasse-biogaz pour des installations supérieures ou égales à 12 MW. Le ministre a fait le choix de 14 projets de biomasse (216 MWe) et un projet de biogaz (16 MWe) qui devraient permettre une production supplémentaire d'électricité de 1,8 TWh. Le prix moyen d'achat demandé par les promoteurs est de 86 €/MWh alors que le prix sur le marché de gros est de l'ordre de 35 €/MWh. Le tarif d'achat pour l'électricité produite à partir de la combustion de la biomasse pour les puissances inférieures à 12 MW est de 49 €/MWh, plus une prime d'efficacité énergétique comprise entre 0 et 12 €/MWh. Le potentiel reste important en France. Une étude commandée par l'Ademe a identifié un gisement physique national supplémentaire et annuel situé entre 7 et 12 Mtep de plaquettes forestières (selon les niveaux de rémanents et d'exploitations forestières), c'est-à-dire autant que ce qui est exploité actuellement.
Concernant la mise à jour des plans énergie-climat pour la France à l'horizon 2020, le directeur général de l'Énergie et du Climat, ministère de l'Écologie, apporte les précisions suivantes : « La biomasse représentera une part significative des développements anticipés en matière de production de chaleur (9 des 20 Mtep prévus à l'horizon 2020). Il faudra s'assurer que la ressource n'entraîne pas de conflits d'usage et maîtriser les problèmes de pollution atmosphérique. Si ces problèmes ne sont pas traités correctement, les projets risquent de connaître un coup d'arrêt. Le développement de l'utilisation de la biomasse passe en partie par des appels d'offres, dispositif permettant de s'assurer que le plan d'approvisionnement est compatible avec les autres usages du bois ».
Contribuant pour 3 % à la consommation énergétique totale française, le bois énergie représentait déjà 25 % de la production de bois du pays. Il ne pourra donc résoudre à lui seul les défis énergétiques qui se présentent.
En 2021, le bois énergie représentent 46 % des récoltes de la sylviculture française. Le bois énergie représente 40 000 emplois directs et indirects et entre 20 000 et 30 000 emplois informels.  
| Mtep                            | 1990  | 2000  | 2005  | 2010  | 2011  |
| ------------------------------- | ----- | ----- | ----- | ----- | ----- |
| Consommation de bois énergie    | 10,26 | 8,83  | 8,52  | 9,55  | 9,86  |
| Consommation énergétique totale | 228,3 | 267,0 | 275,2 | 263,5 | 265,5 |

| Mtep                            | 1990  | 2000  | 2005  | 2010  | 2011  |
| ------------------------------- | ----- | ----- | ----- | ----- | ----- |
| Consommation de bois énergie    | 10,13 | 8,67  | 8,32  | 8,94  | 9,23  |
| Consommation énergétique totale | 140,7 | 157,3 | 160,3 | 154,9 | 155,2 |

### En Suisse
En 2009, la consommation de bois énergie est estimée à 3,5 millions de m3, dont 40 % de bûches, 53 % de plaquettes forestières et 7 % pour les granulés. Le chauffage au bois représente, selon Énergie Bois Suisse, 7 % du marché de la chaleur et 3,9 % de l'énergie consommée en Suisse. Le bois est en 2009, le deuxième agent renouvelable du pays derrière l'énergie hydraulique. La forêt suisse est constituée de 420 millions de m3 de bois, répartis sur 1,27 million d'hectares, soit 31 % de la surface de la Suisse (12 746 km2). La densité forestière est de 350 m3 par hectare. La forêt produit 7 à 7,5 millions de m3 de bois exploitable par an dont 5 millions sont déjà exploités, pour une consommation totale de 6,5 millions de m3.